# Liste des voies de Toulouse
Pour un article plus général, voir Toulouse.

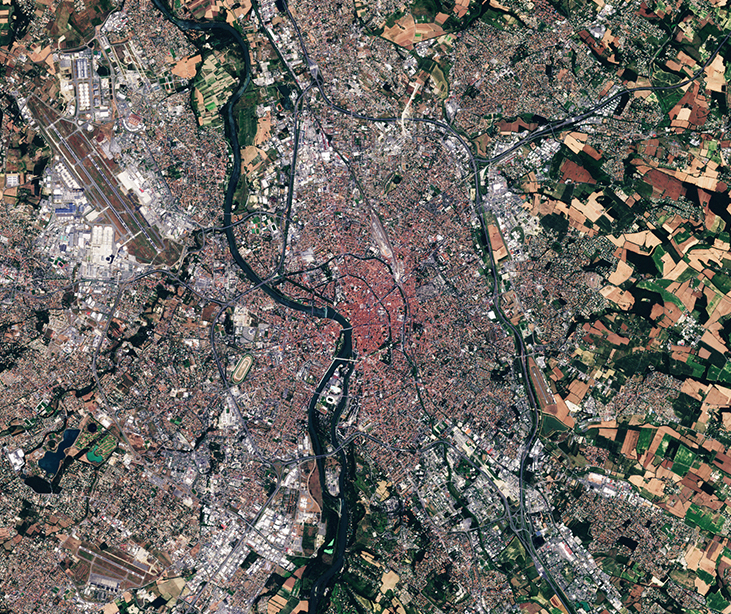
Vue satellite de Toulouse et de ses principales voies.

Cet article présente une liste des voies de Toulouse, ville française, chef-lieu du département de la Haute-Garonne et siège de la préfecture de la région Occitanie.
Cette liste se veut exhaustive à décembre 2023.
Ces voies servent aux Transports à Toulouse pour différentes catégories d'usagers.
Les voies de Toulouse, pour certaines suivent la logique suivante :

## Morphologie du réseau routier et principaux axes
Le réseau routier de Toulouse est en étoile, formé de trois cercles concentriques, deux ceintures de boulevard, et un périphérique. La majorité de Toulouse se situe à l'intérieur du périphérique, de part et d'autre de la Garonne, mais plus spécifiquement sur la rive droite (continentale).

### Traversée de la Garonne

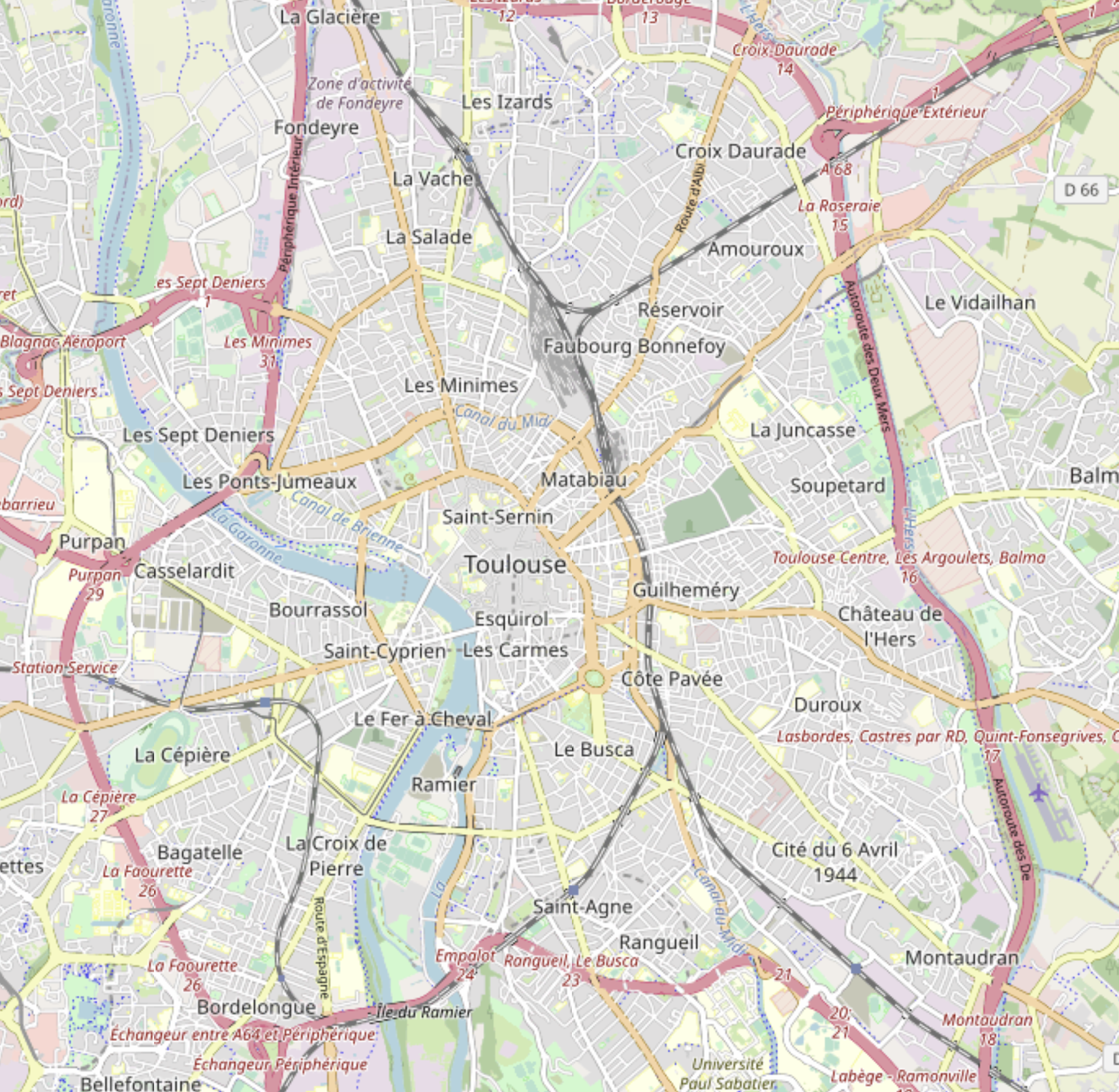
Plan simplifié de OpenStreetMap des voies de Toulouse internes au périphérique.

La Garonne est traversée par huit ponts au niveau de Toulouse, de nord au sud, le pont de Blagnac, le pont d'Ancely, le pont de l'Embouchure, le pont des Catalans, le pont Saint-Pierre, le Pont-Neuf, le pont Saint-Michel, le pont de la Croix-de-Pierre et le pont du Garigliano, la passerelle de la Poudrerie, le pont de l'autoroute A620 (périphérique sud) et le chemin de la Loge, qui est parallèle au périphérique.

### Boulevards et périphérique
- Le premier cercle en partant du centre-ville est formé par le boulevard Lazare-Carnot, le boulevard de Strasbourg, le boulevard d'Arcole, le boulevard Lascrosses, le pont des Catalans, les allées Charles-de- Fitte, le pont Saint-Michel, les allées Paul-Feuga, les allées Jules-Guesde, le Boulingrin et les allées Forain-François-Verdier.
- Le second cercle est formé par des boulevards qui longent en majorité le canal du Midi. Il s'agit d'un cercle imparfait, puisqu'il rejoint le périphérique au niveau de l'embranchement entre l'A620 (périphérique intérieur) et le périphérique extérieur (A61), mais aussi au niveau de l'Embouchure (zone où le canal du Midi et le canal de Garonne se rejoignent). Il est formé, d'est en ouest, au côté extérieur du canal, par le boulevard de la Méditerranée, le boulevard Bernard-Griffoul-Dorval, le port Saint-Étienne, le boulevard de la Gare, le boulevard Pierre-Semard, le boulevard des Minimes et le boulevard de l'Embouchure. Côté intérieur, il est inexistant à l'extrême est, puis apparaît au niveau du boulevard de la Marne, puis suit le boulevard Monplaisir, le port Saint-Sauveur, le boulevard du Professeur-Léopold-Escande, puis le boulevard Pierre-Paul-Riquet, le boulevard Matabiau et enfin, le boulevard de la Marquette.
- le périphérique est un troisième cercle, constitué par une voie rapide urbaine (VRU) réservée aux seuls véhicules motorisés. Le périphérique a une structure particulière ; les Toulousains distinguant le périphérique ouest, correspondant à la A620, du périphérique est, correspondant à la A61 et l'A62.
- Un axe semi-circulaire existe également formé par l'avenue Paul-Crampel, le boulevard des Récollets, le pont Pierre-de-Coubertin, le boulevard Déodat-de-Séverac, le boulevard Gabriel-Koenigs et le boulevard Jean Brunhes. Il part du pont des Demoiselles vers la rive gauche de la Garonne, tout en la traversant au pont Pierre-de-Coubertin.

### Grands axes pénétrants
- Les principaux grands axes pénétrants sont des avenues ou des routes. On trouve les allées Jean-Jaurès, la place Dominique-Martin-Dupuy, les allées Paul-Sabatier, l'allée des Soupirs, les allées Frédéric-Mistral et Serge-Ravanel, l'avenue de l'URSS, le boulevard du Maréchal-Juin (prolongé en avenue de Lattre de Tassigny, pour ce qui est des axes intérieurs (entre les deux ceintures), puis l'avenue des Minimes, qui bifurque en l'avenue des États-Unis et l'avenue de Fronton, l'avenue Georges-Pompidou (prolongée en avenue Léon-Blum puis en route d'Albi), l'avenue Camille-Pujol (prolongée en avenue de Castres), l'avenue Jean-Rieux, l'avenue Antoine-de-Saint-Exupéry, la route de Revel (qui naît de la fusion à la sortie de Toulouse des avenues Antoine-de-Saint-Exupéry et Jean-Rieux). Sur la rive gauche, dans les axes extérieurs, on trouve la route d'Espagne, la route de Seysses, la route de Saint-Simon, la route de Bayonne, la route de Blagnac, la route de Launaguet et la route de Narbonne.
- La rue de Metz est une percée hausmanienne qui traverse le centre-ville (intérieur de la première ceinture de boulevards), de même que l'axe rue d'Alsace-Loraine, prolongé après la place Étienne-Esquirol (intersection avec la rue de Metz) en rue du Languedoc.

### Autres voies
- De nombreuses autres voies portent plus simplement le nom de rue, mais aussi quelques avenues et boulevards (boulevard Deltour, avenue de la Gloire, avenue Jean-Chaubet (qui fusionnent au sortir de la ville), avenue Jacques-Chirac... mais ces axes sont d'importances moins grandes.

Le nom des rues de cette ville du Midi a été amené à évoluer au fil du temps, en particulier certains chemins de ronde sont devenus des boulevards en 1939-1949.

## Vitesse
En 2015, la ville bénéficie de 443 kilomètres de zones 30, où la vitesse est limitée à 30 km/h; ceci permet de réduire les distance de freinage qui sont estimées à 30 mètres lorsque l’on roule à 50 km/h, 13 mètres lorsque l’on roule à 30 km/h.
Les grands axes de circulation, dits structurants, tels que les boulevards, les allées Jean-Jaurès, la rue Bayard ou l'allée de Brienne, disposent d'une autorisation de vitesse plus élevée avec une vitesse limite de 50 km/h.
En 2017, les longueurs de zone 30 les plus élevées de Toulouse métropole (702 km) se trouvent à Toulouse (473 km), Balma (45 km), Saint-Orens (36 km), L'Union (20 km), Cornebarrieu (12 km) et Blagnac (10 km).
Au total, la commune compte 2500 kilomètres de voirie.
La métropole compte au total en 2013, 3 282 kilomètres de voirie, composée à hauteur de 2 764 kilomètres de voirie sous la responsabilité de la métropole et de 518 kilomètres de voirie départementale.

## Accidents
Le nombre d'accidents est important sur les voies de la commune de Toulouse (hors VRU): en 2013, 131 personnes ont été victimes de l'automobile, 178 des deux-roues à moteur, 107 des piétons, 38 cyclistes, et zéro des poids-lourds.

## Principes de classification alphabétique
- type de voie (rue, place, avenue, promenade...) : rejeté en fin d'appellation.
  - rue Sesquières classé à Sesquières (rue) : à chercher à la lettre S
- prénom :
  - rue Jules-Chalande classé à Jules-Chalande (rue) : à chercher à la lettre J
- titre :
  - avenue Maréchal-Foch classé à Maréchal-Foch (avenue) : à chercher à la lettre M
  - Chemin du Général Charles-François Dugua classé à Général Charles-François Dugua (chemin) : à chercher à la lettre G
- préposition et article : rejeté en fin d'appellation :
  - Rue de la Fonderie classé à Fonderie (rue de la) : à chercher à la lettre F
  - Quai de la Daurade classé à Daurade (quai de la) : à chercher à la lettre D

## Liste

### A
- Haut – A
- B
- C
- D
- E
- F
- G
- H
- I
- J
- K
- L
- M
- N
- O
- P
- Q
- R
- S
- T
- U
- V
- W
- X
- Y
- Z

- Chemin Abadie
- Place des Abattoirs
- Rond-point de l'Abbé-Guillaume-Lafforgue
- Rue de l'Abbé-Henri-Breuil
- Chemin de l'Abbé-Henri-Grégoire
- Impasse de l'Abbé-Joseph-Salvat
- Rue de l'Abbé-Jules-Lemire
- Impasse de l'Abbé-Julien-Naudin
- Rue de l'Abbé-Julien-Naudin
- Impasse de l'Abbé-Lestrade
- Rond-point de l'Abbé-Raymond-Julien
- Rue de l'Abbé-Sicard

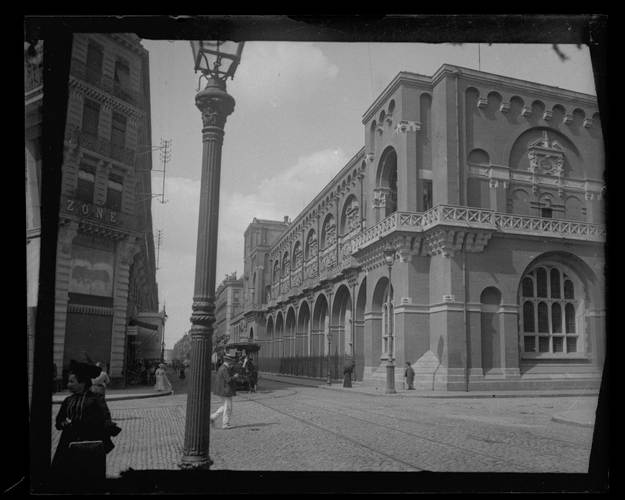
La rue d'Alsace-Lorraine croisant la rue de Metz en 1905.

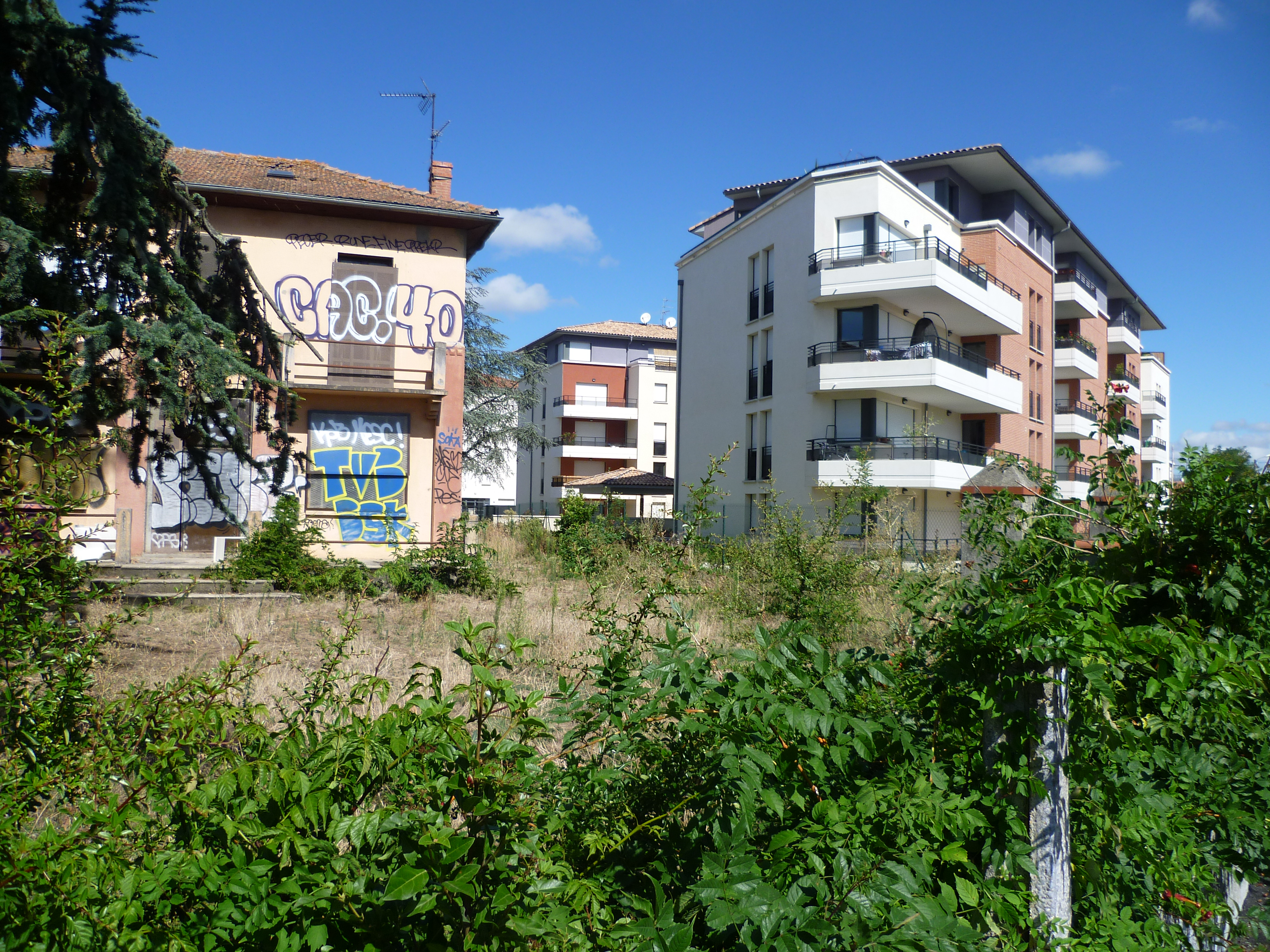
L'avenue des Arènes-Romaines.

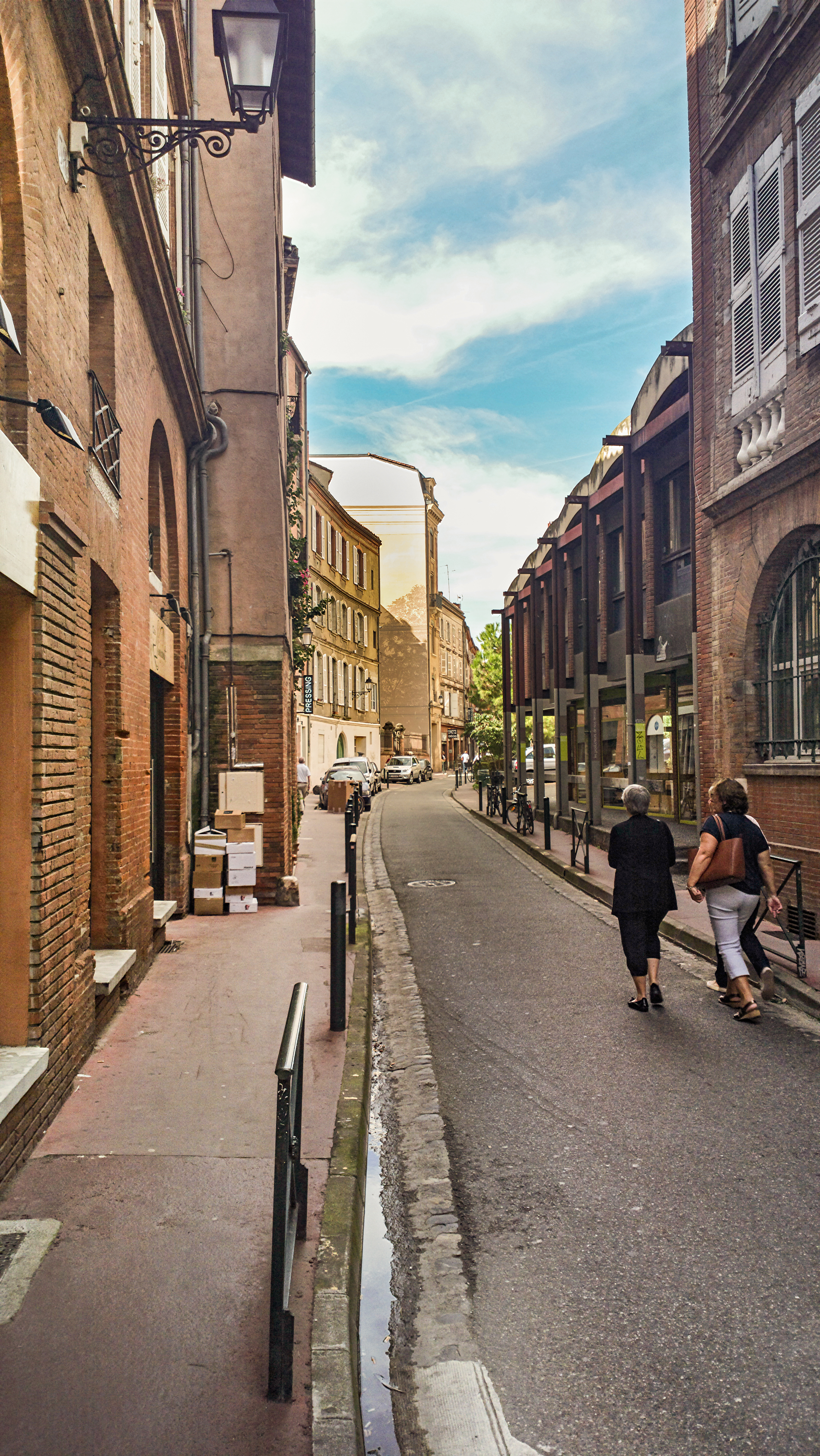
La rue d'Astorg.

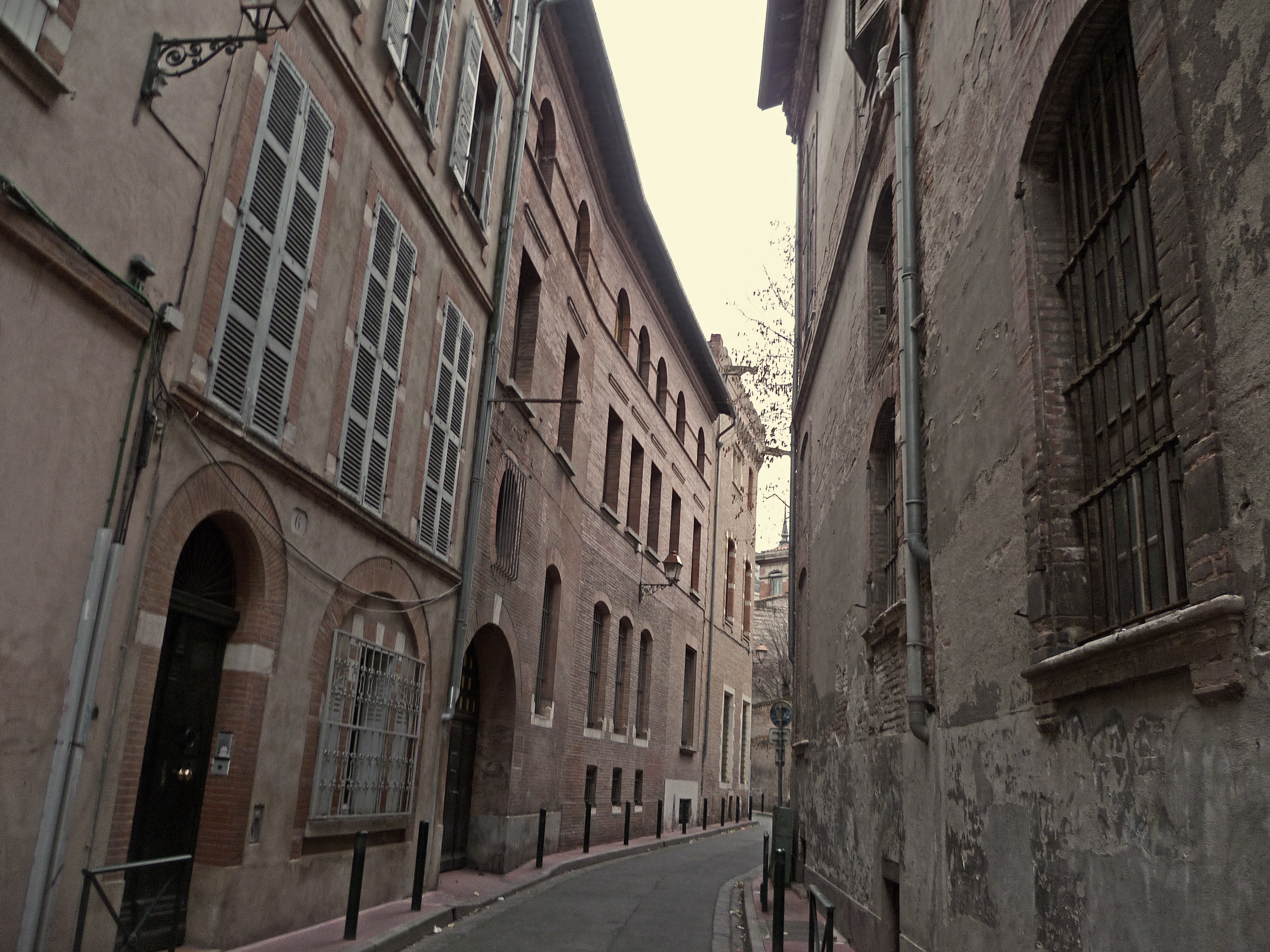
La rue d'Aussargues.

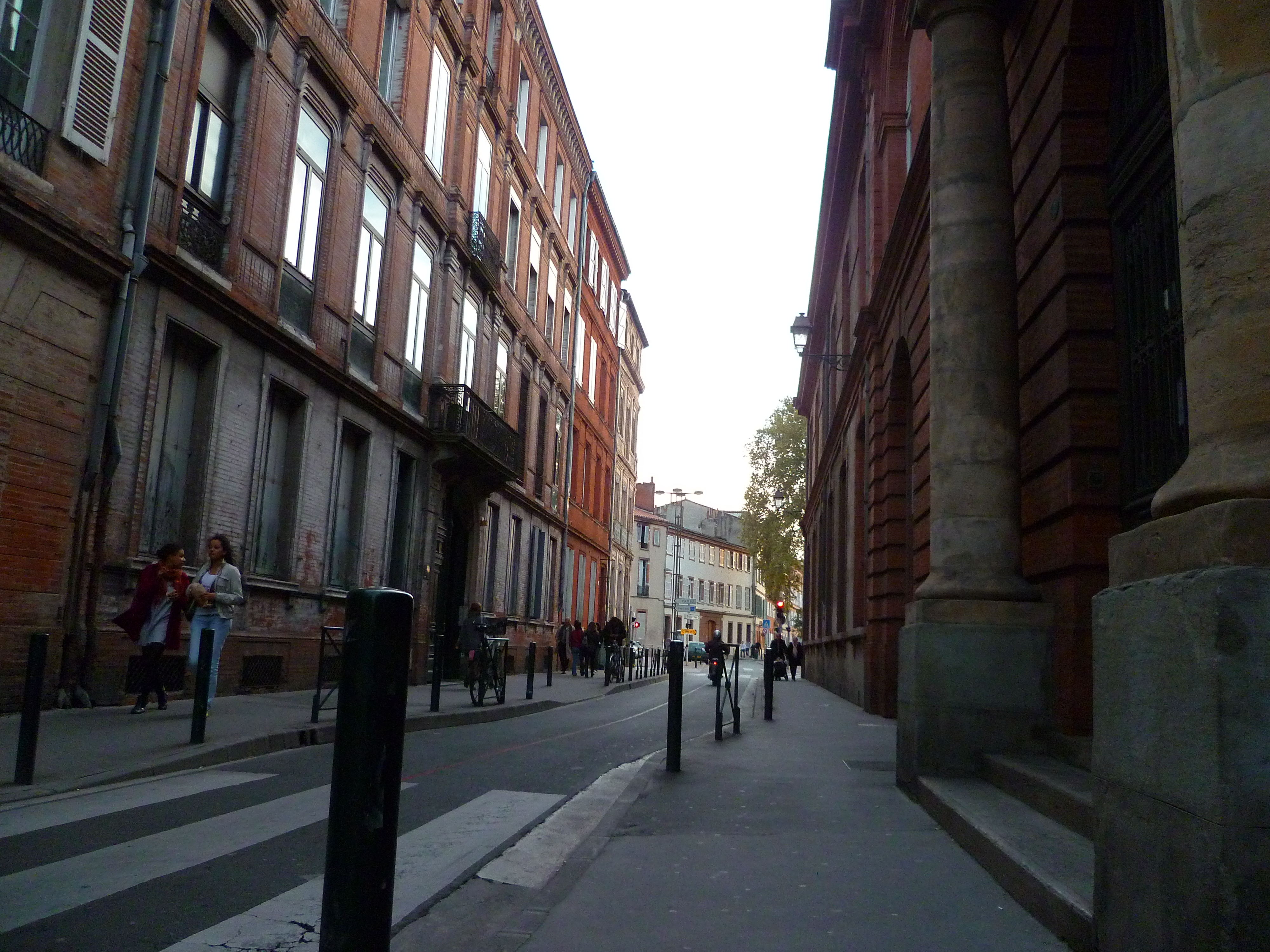
La rue Albert-Lautman.

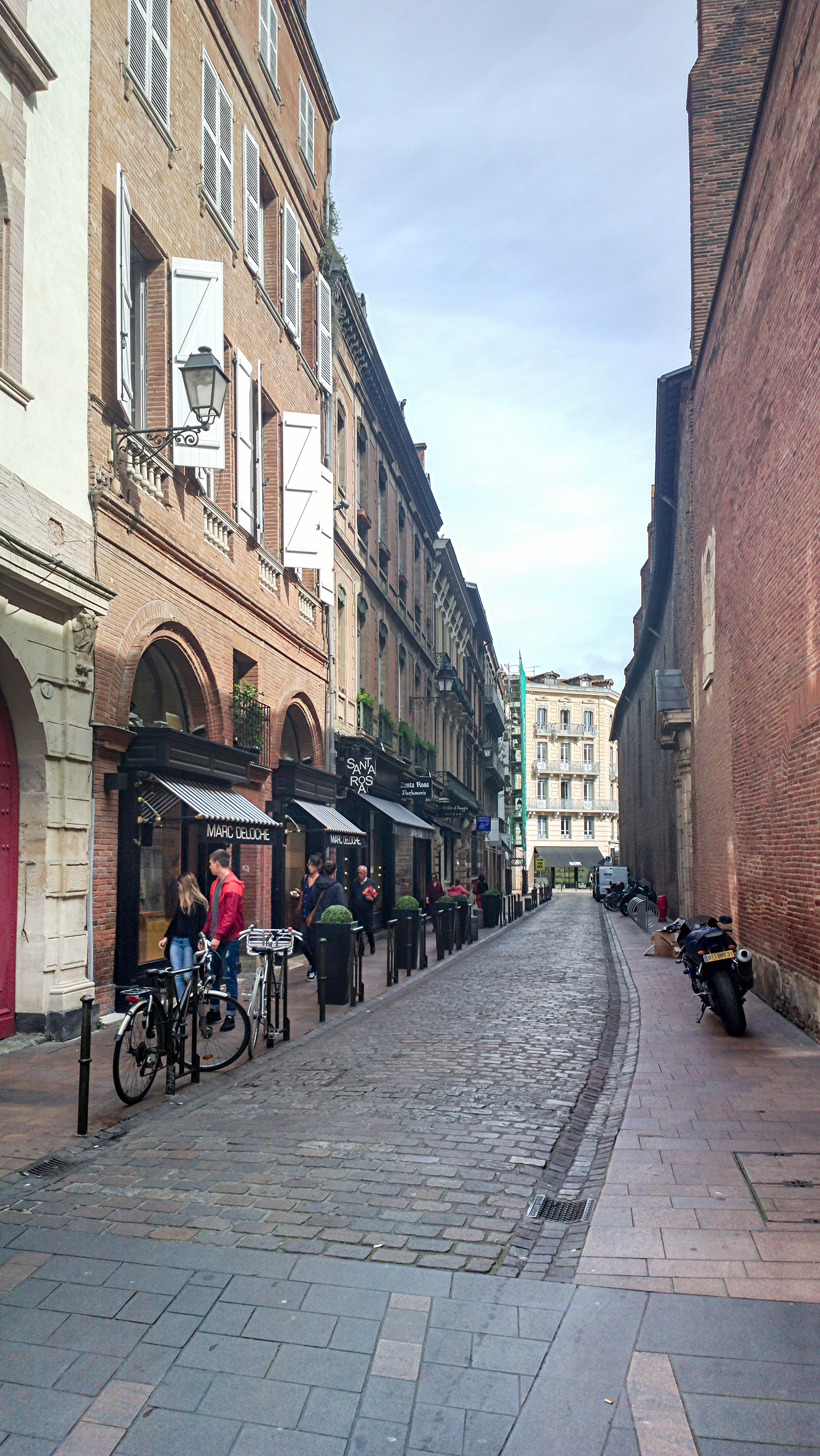
La rue Antonin-Mercié.

- Rond-Point Abdelatif-Rafik-et-Andy-Fila
- Allée Abel-Chennouf
- Rue des Abeilles
- Rue d'Aboukir
- Rue de l'Abreuvoir-Saint-Pierre
- Allée des Acacias
- Rue Achille-Mir
- Rue Achille-Viadieu
- Rue de l'Action-Toulousaine
- Allée Ada-Lovelace
- Rue Adolphe-Coll
- Rue Adolphe-Félix-Gatien-Arnoult
- Rond-point Adolphe-Jauréguy
- Rue Adolphe-Talazac
- Rue Adolphe-Thiers
- Rue Adonis
- Rue de l'Adour
- Rue Adrien-Legendre
- Rue Adrienne-Bolland
- Avenue de l'Aérodrome-de-Montaudran
- Place de l'Aéropostale
- Rue de l'Aérostation
- Impasse des Aérostiers
- Place Agapito-Nadal
- Place Agathe-Uwilingiyimana
- Rue Agathoise
- Route d'Agde
- Rue d'Agen
- Place Agnès-Varda
- Impasse des Agudes
- Rue des Agudes
- Place Ahmed-Chenane
- Rue de l'Aiguette
- Esplanade Aimable-Dupuy
- Rue Aimeric-de-Péguilhan
- Rue d'Aix
- Rue de l'Alagnon
- Rue Alain-Fournier
- Avenue Alain-Gerbault
- Rue Alain-Lesage
- Rue Alaric-II
- Rue Albanie-Regourd
- Rond-point Alain-Gazeaud
- Esplanade Alain-Savary
- Rue d'Albaret
- Avenue Albert-Bedouce
- Passage Albert-Camus
- Rue Albert-Carovis
- Rue Albert-Einstein
- Impasse Albert-Fronty
- Rue Albert-Lautman
- Rue Albert-Mamy
- Rue Albert-Régagnon
- Rue Albert-Sorel
- Rond-point Albert-Vandel
- Rue Alberto-Santos-Dumont
- Route d'Albi
- Rue des Albigeois
- Rue Albus
- Rue d'Aldéguier
- Rue d'Alençon
- Rue d'Alès
- Rue Alessandro-Volta
- Rue Alex-Coutet
- Rond-point Alex-Jany
- Rue Alexandra-David-Néel
- Impasse Alexandre-Ansaldi
- Rue Alexandre-Bida
- Place Alexandre-Bisson
- Rue Alexandre-Cabanel
- Rue Alexandre-Ducos
- Rue Alexandre-Falguière
- Rue Alexandre-Fleming
- Rue Alexandre-Fourtanier
- Rue Alexandre-Soumet
- Impasse Alexandre-Yersin
- Rue Alexis-Larrey
- Impasse Alexis-Tocqueville
- Rue Alexis-Tocqueville
- Rue Alfred-Duméril
- Rue Alfred-Grandidier
- Allée Alfred-Mayssonnié
- Rue Alfred-de-Musset
- Rue Alfred-Nobel
- Impasse Alfred-Rambaud
- Rue Alfred-Rambaud
- Rue Alfred-de-Vigny
- Rue d'Alger
- Impasse Alice-Guy
- Place Aline-Viadieu
- Rue de l'Allier
- Rue Almodis
- Rue des Alouettes
- Impasse des Alpages
- Avenue des Alpes
- Rond-point Alphonse-Allais
- Impasse Alphonse-Brémond
- Rue Alphonse-Daudet
- Place Alphonse-Jourdain
- Rue d'Alsace-Lorraine
- Impasse d'Altamira
- Rue de l'Amandier
- Rue des Amarantes
- Place des Amaryllis
- Place Amat-Massot
- Rue Ambroise-Croizat
- Impasse Ambroise-Crozat
- Rue Ambroise-Thomas
- Impasse Amedeo-Modigliani
- Allée Amélia-Earhart
- Rue Amélie
- Rue des Amidonniers
- Rue de l'Amiral-François-Galache
- Chemin Amouroux
- Rue Amparo-Poch-y-Gascón
- Impasse Ampère
- Rond-point Anatole-Ernoul
- Place Anatole-France
- Allée d'Ancely
- Avenue de l'Ancien-Vélodrome
- Place André-Abbal
- Chemin André-Arbus
- Rue André-Baugé
- Avenue André-Bousquairol
- Cheminement André-Breton
- Impasse André-Broussin
- Rue André-Broussin
- Impasse André-Campra
- Rue André-Cavagnol
- Rue André-Chamson
- Rue André-Chénier
- Rue André-Clou
- Rond-point André-Cros
- Impasse André-Dandine
- Place André-Daste
- Rue André-Daste
- Boulevard André-Delacourtie
- Rue André-Délieux
- Rue André-Etcheverlepo
- Square André-Etcheverlepo
- Impasse André-Ferran
- Impasse André-Haon
- Rue André-Haon
- Place André-Jacoubet
- Place André-Jacques-Garnerin
- Impasse André-Lartigue
- Rue André-Lèbre
- Chemin André-Malraux
- Impasse André-Marestan
- Impasse André-Marfaing
- Place André-Mathieu
- Allée André-Maurois
- Passage André-Maurois
- Rue André-Mazana
- Rue André-Melet
- Rue André-Mercadier
- Cheminement André-Messager
- Impasse André-Navarra
- Boulevard André-Netwiller
- Impasse André-Réal
- Passage André-Rigaud
- Rue André-Savés
- Rue André-Theuriet
- Rue André-Turcat
- Rue André-Vasseur
- Rue André-Villet
- Impasse Andrée-Géant
- Rue des Anémones
- Impasse des Anges
- Rue des Anges
- Avenue Angla
- Rue de l'Angoumois
- Passerelle Anita-Conti
- Rue Anita-Conti
- Rue de l'Anjou
- Rond-point Anna-de-Noailles
- Rue Anna-Politkovskaïa
- Rue Anne-Guibal-Cammas
- Rue Anne-Josèphe-Théroigne-de-Méricourt
- Rue d'Annecy
- Rue Annie-Girardot
- Rue d'Antibes
- Rue des Antilles
- Rue d'Antipoul
- Rue Antoine-Bayès
- Rue Antoine-Bourdelle
- Rue Antoine-Courthieu
- Rue Antoine-Darquier
- Rue Antoine-Deville
- Rue Antoine-de-Gargas
- Rue Antoine-Laumet
- Rue Antoine-de-Malras
- Allée Antoine-Osète
- Rue Antoine-Pastre
- Rue Antoine-Pautard
- Rue Antoine-Portal
- Rue Antoine-Van-Dyck
- Rue Antoine-Watteau
- Rue Antonin-Mercié
- Rue Antonin-Perbosc
- Allée Antonio-Machado
- Rue Antonio-Vivaldi
- Rue de l'Aqueduc
- Rue d'Aquitaine
- Rue des Arbustes
- Rue de l'Arc
- Rue de l'Arc-en-Ciel
- Rue d'Arcachon
- Rue des Archives
- Boulevard d'Arcole
- Impasse des Arcs-Saint-Cyprien
- Rue des Arcs-Saint-Cyprien
- Rue de l'Ardèche
- Rue des Ardennes
- Impasse des Arènes
- Avenue des Arènes-Romaines
- Rue de l'Argonne
- Chemin des Argoulets
- Impasse des Argoulets
- Rue Ariane
- Rue de l'Ariège
- Rue Aristide-Bergès
- Avenue Aristide-Briand
- Rue Aristide-Maillol
- Impasse Aristide-Pillat
- Rue Aristote
- Rue d'Arles
- Rue de l'Arlésienne
- Rue d'Armagnac
- Impasse Armand-Carrel
- Boulevard Armand-Duportal
- Place Armand-Duportal
- Impasse Armand-Falières
- Avenue Armand-Leygue
- Place Armand-Leygue
- Rue Armand-Marrast
- Rue Armand-Praviel
- Rue Armand-Sylvestre
- Place de l'Armée-d'Afrique
- Place d'Arménie
- Rue d'Armentières
- Impasse de l'Armorial
- Rue Arnaud-Baric
- Place Arnaud-Bernard
- Rue Arnaud-Bernard
- Impasse Arnaud-Daniel
- Rue Arnaud-de-Molles
- Rue Arnaud-Vidal
- Rond-point Arnaud-Louis-Guitard
- Rue d'Arromanches
- Rue Arsène-d'Arsonval
- Impasse Arsène-Vernemouze
- Rue d'Artagnan
- Rue Arthur-Honegger
- Avenue Arthur-Huc
- Rue Arthur-Legoust
- Rue Arthur-Rimbaud
- Rue des Artistes
- Rue de l'Artois
- Rue des Arts
- Cheminement des Asphodèles
- Rue de l'Aspin
- Rue Aspirant-Léon-Buffet
- Rue d'Assalit
- Place d'Assézat
- Rue d'Astorg
- Avenue d'Atlanta
- Rue de l'Aubépine
- Rue Auber
- Rue de l'Aubisque
- Rue d'Aubuisson
- Rue d'Auch
- Rue de l'Aude
- Chemin d'Audibert
- Rue Audiguier
- Rue Aufréry
- Place Auguste-Albert
- Rue Auguste-Bartholdi
- Rue Auguste-Comte
- Rond-point Auguste-Desarnauts
- Rue Auguste-Dide
- Rue Auguste-Fourès
- Rue Auguste-Granier
- Impasse Auguste-Guénot
- Rue Auguste-Guénot
- Place Auguste-Lafourcade
- Rue Auguste-Lafront
- Rue Auguste-Luchet
- Rue Auguste-Rateau
- Rue Auguste-Renoir
- Rue Auguste-Rodin
- Rue Auguste-Valats
- Rue Augustin-Callebat
- Rue Augustin-Fresnel
- Impasse Augustin-Thierry
- Boulevard Augustin-Guillaume-Deltour
- Impasse de l'Aunis
- Rue d'Aurignac
- Rue d'Auriol
- Rue de l'Aurore
- Impasse d'Ausone
- Place d'Ausone
- Rue d'Ausone
- Rue d'Aussargues
- Rue d'Austerlitz
- Rue d'Auteuil
- Rue Abel-Autofage
- Rue de l'Auvergne
- Chemin d'Auzeville
- Rue de l'Avenir
- Rue Averseng-Delorme
- Rue de l'Aveyron
- Impasse de l'Aviation
- Rue d'Avignon
- Avenue des Avions
- Rue des Avions
- Rue d'Avranches
- Rue Axel-Duboul
- Rue de l'Ayga
- Rue Aymé-Kunc
- Chemin Azaïs
- Rue des Azalées
- Rue des Azes
- Impasse de l'Azur

### B
- Haut – A
- B
- C
- D
- E
- F
- G
- H
- I
- J
- K
- L
- M
- N
- O
- P
- Q
- R
- S
- T
- U
- V
- W
- X
- Y
- Z

- Allée Babe-Ruth
- Rue du Bachaga-Boualam
- Chemin de Bagatelle
- Impasse de Bagnolet
- Rue de Bagnolet
- Passage Bailly
- Place de la Baïse
- Impasse de la Balance
- Rue de la Balance
- Avenue Balansa
- Rue des Balsamines
- Chemin de Baluffet
- Rue Banières
- Pont de Banlève
- Rue Baour-Lormian
- Rue Baqué
- Rue Baptiste-Marcet
- Impasse Bara
- Impasse de la Baraquette
- Impasse Barbara
- Allée Barbara-Harmer
- Rue de Barbazan
- Rue Barbès
- Allée de Barcelone
- Impasse de Barcelone
- Rue Bardou
- Rue de Barèges
- Chemin de la Barigoude
- Chemin du Baron
- Passage du Baron
- Rue Baronie
- Rue Barrau
- Impasse Barthe
- Impasse Barthère
- Rue Bartolomé-Esteban-Murillo
- Impasse Barutel
- Rue de la Barutte
- Chemin de Basso-Cambo
- Impasse de Basso-Cambo
- Rond-point de Basso-Cambo
- Rue Bastiat
- Rue de la Bastide
- Rue des Bateliers

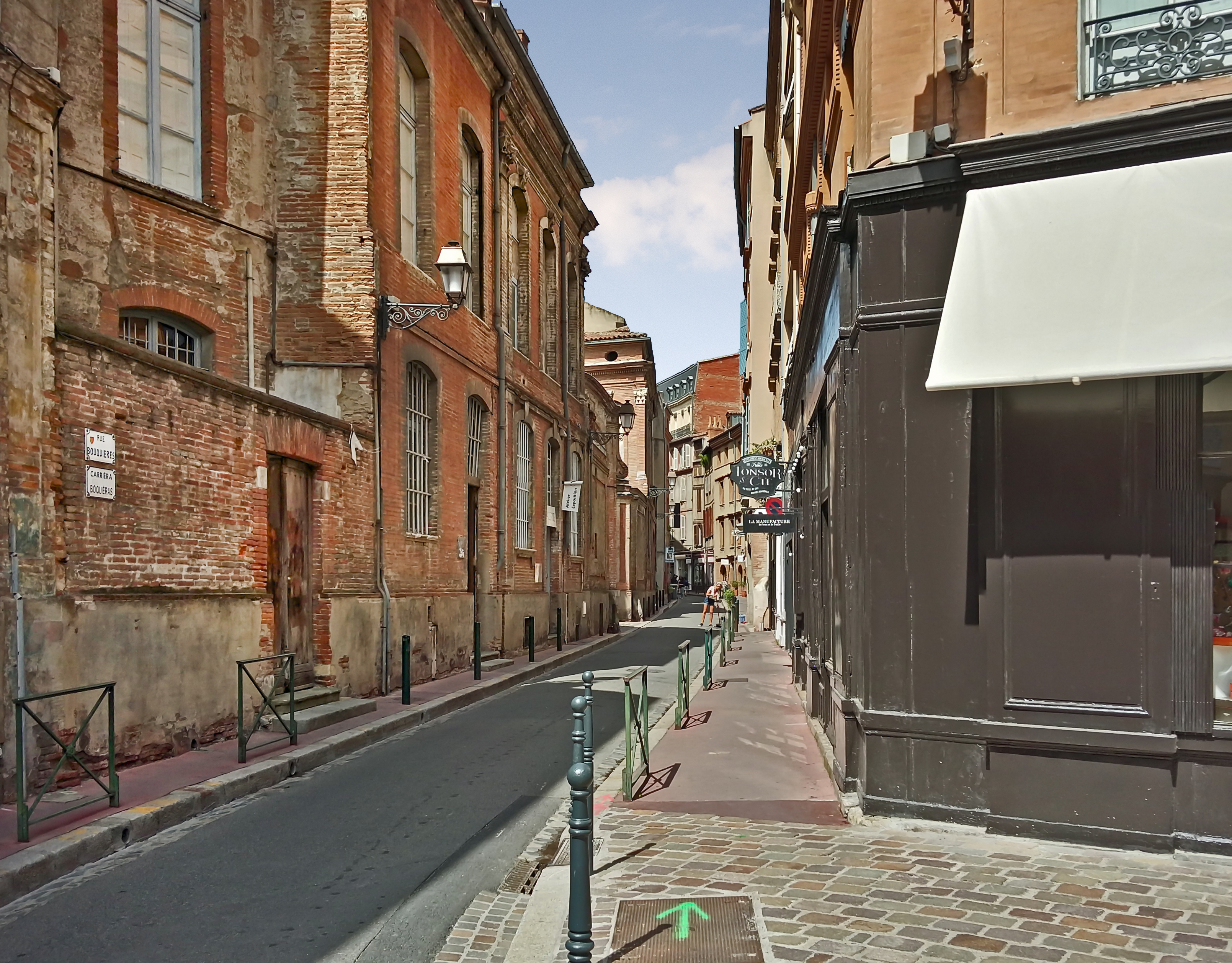
La rue Bouquières.

- Passerelle du Bâtonnier-Albert-Viala
- Rue de Bayard
- Rue de Bayeux
- Barrière de Bayonne
- Route de Bayonne
- Promenade du Bazacle
- Rue du Béarn
- Rue du Béarnais
- Impasse Béatrice-de-Die
- Rue Beau-Site
- Rue Beau-Soleil
- Impasse de Beaucaire
- Rue de Beaucaire
- Rue de la Beauce
- Impasse du Beaujolais
- Impasse Beaumarchais
- Chemin de Beauregard
- Avenue de Beauville
- Rue Beauséjour
- Rue Bédelières
- Rue des Bégonias
- Rue Bégué-David
- Rue Bel-Air
- Impasse de Belfort
- Place de Belfort
- Rue de Belfort
- Impasse de Belgrade
- Rue Belle-Paule
- Allée de Bellefontaine
- Rue Bellegarde
- Impasse Bellerive
- Rue Belleville
- Avenue Bellevue
- Place Belloc-Cité
- Rue Belloc-Cité
- Impasse Belou
- Rampe du Belvédère
- Impasse Bénézet
- Rue Bénézet
- Rue Benjamin-Baillaud
- Rue Benjamin-Constant
- Impasse Benoît-Arzac
- Place Benoît Arzac
- Rue Benoît-Arzac
- Rue Benoîte-Groult
- Rue Benoist-de-Saint-Ange
- Rue Beppo-de-Massimi
- Rue Béranger
- Mail Berduret
- Rue Bergeaud
- Rue du Père-Bergounioux
- Impasse Berlioz
- Rue Bernadette
- Rue Bernard-Délicieux
- Rue Bernard-Desbarreaux
- Boulevard Bernard-Griffoul-Dorval
- Place Bernard-Lange
- Rue Bernard-Lasserre
- Avenue Bernard-Maris
- Promenade Bernard-Marrot
- Rue Bernard-Mulé
- Rue Bernard-Ortet
- Rue Bernard-Palissy
- Chemin Bernard-Sarrette
- Allée Bernard-Sarrieu
- Impasse Bernard-de-Ventadour
- Rue Bernard-de-Ventadour
- Impasse de Berne
- Rue du Berry
- Allée Bertha-Von-Suttner
- Rue Berthelot
- Rue Berthe-Monmart
- Rue Berthe-Morisot
- Rue Berthy-Albrecht
- Place Bertier
- Rue Bertran
- Rue Bertrand-de-Born
- Rue Bertrand-Clauzel
- Rue Bertrand-Gril
- Rue Bertrand-de-l'Isle
- Rue Bertrand-Massonié
- Rue Bessières
- Rue Béziat
- Rue Bialar
- Avenue de Biarritz
- Rue des Biches
- Rue de la Bigorre
- Place Bila
- Rue Biot
- Rue Bir-Hakeim
- Chemin de Bitet
- Impasse de Bitet
- Pont de Blagnac
- Route de Blagnac
- Chemin Blaise-Cendrars
- Rue Blaise-Pascal
- Rue Blaja
- Rue Blanche
- Rue des Blanchers
- Impasse de la Blanchisserie
- Impasse Blancou
- villa Blancou
- Impasse Blandinières
- Rue des Blés-d'Or
- Rue des Bleuets
- Rue Bobillot
- Rue Boieldieu
- Rue Boileau
- Rue Boilly
- Rue du Bois-Fleuri
- Impasse Bolle
- Place de Bologne
- Rue du Bon-Voisin
- Impasse Le Bondidier
- Impasse Bonnat
- Rue Bonnat
- Impasse Bonnet
- Chemin de Bonneval
- Boulevard de Bonrepos
- Impasse des Bons-Amis
- Impasse des Bons-Enfants
- Impasse Borda
- Rue de Bordeaux
- Chemin de Bordeblanche
- Chemin de Borderouge
- Impasse de Borderouge
- Impasse des Bosquets
- Impasse Bossuet
- Rue Boubée
- Rue des Bouches-du-Rhône
- Impasse Boudeville
- Rue Boudeville
- Chemin de Boudou
- Rue Boulbonne
- Rue de la Boule
- Rue des Bouleaux
- Square Boulingrin
- Rue Bouloc
- Chemin du Boulodrome
- Rue des Bouquetins
- Rue Bouquières
- Rue Bourbotte
- Rue de la Bourboule
- Chemin de la Bourdette
- Rue Bourdon
- Rue de la Bourgogne
- Chemin de la Bouriette
- Rue de Bourrassol
- Place de la Bourse
- Rue de la Bourse
- Impasse Bourtholle
- Impasse Boutinon
- Impasse Braille
- Passage Braque
- Rue Brascassat
- Rue de la Brasserie
- Rue des Braves
- Rue de Briançon
- Rue de la Brie
- Allée de Brienne
- Rue Brindejonc-des-Moulinais
- Rue de la Briqueterie
- Impasse Broca
- Rue de Bruxelles
- Rue des Bûchers
- Impasse Buffon
- Rue Buffon
- Impasse du Buis
- Rue des Buissonnets
- Place du Busca
- Chemin de la Butte

### C

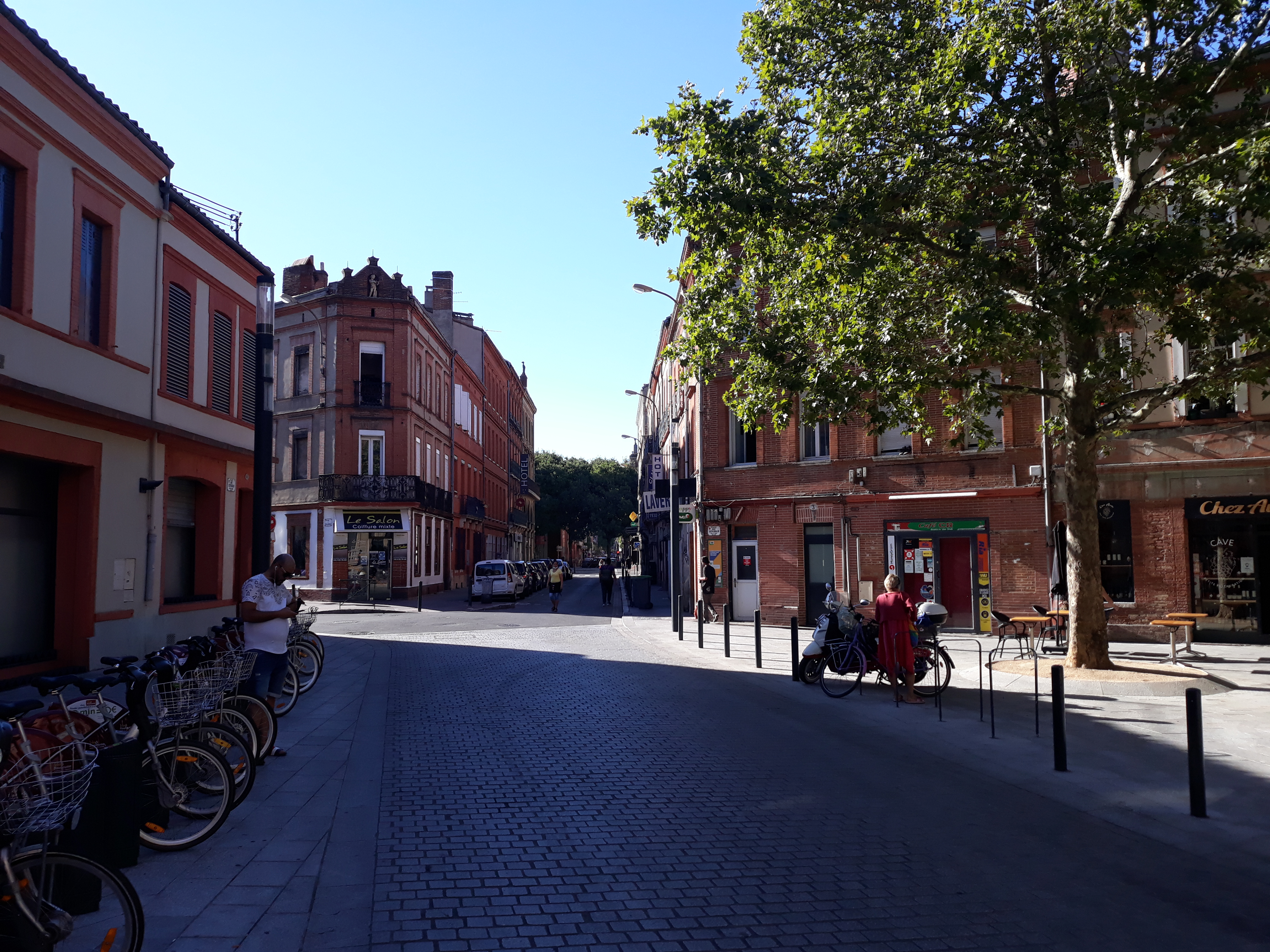
La rue Caffarelli avec la place Robert-Schuman.

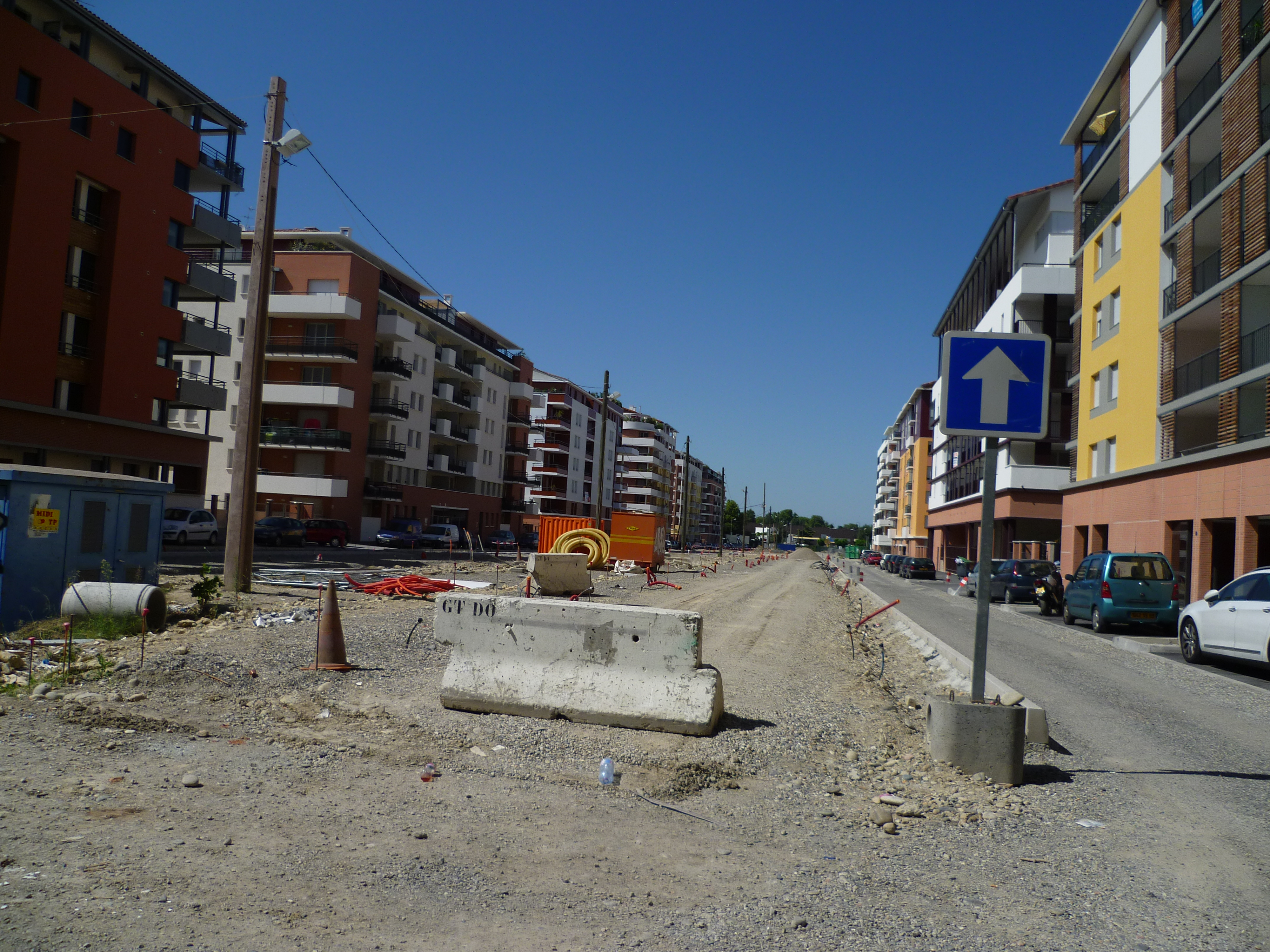
La rue Cécile-Brunschvicg.

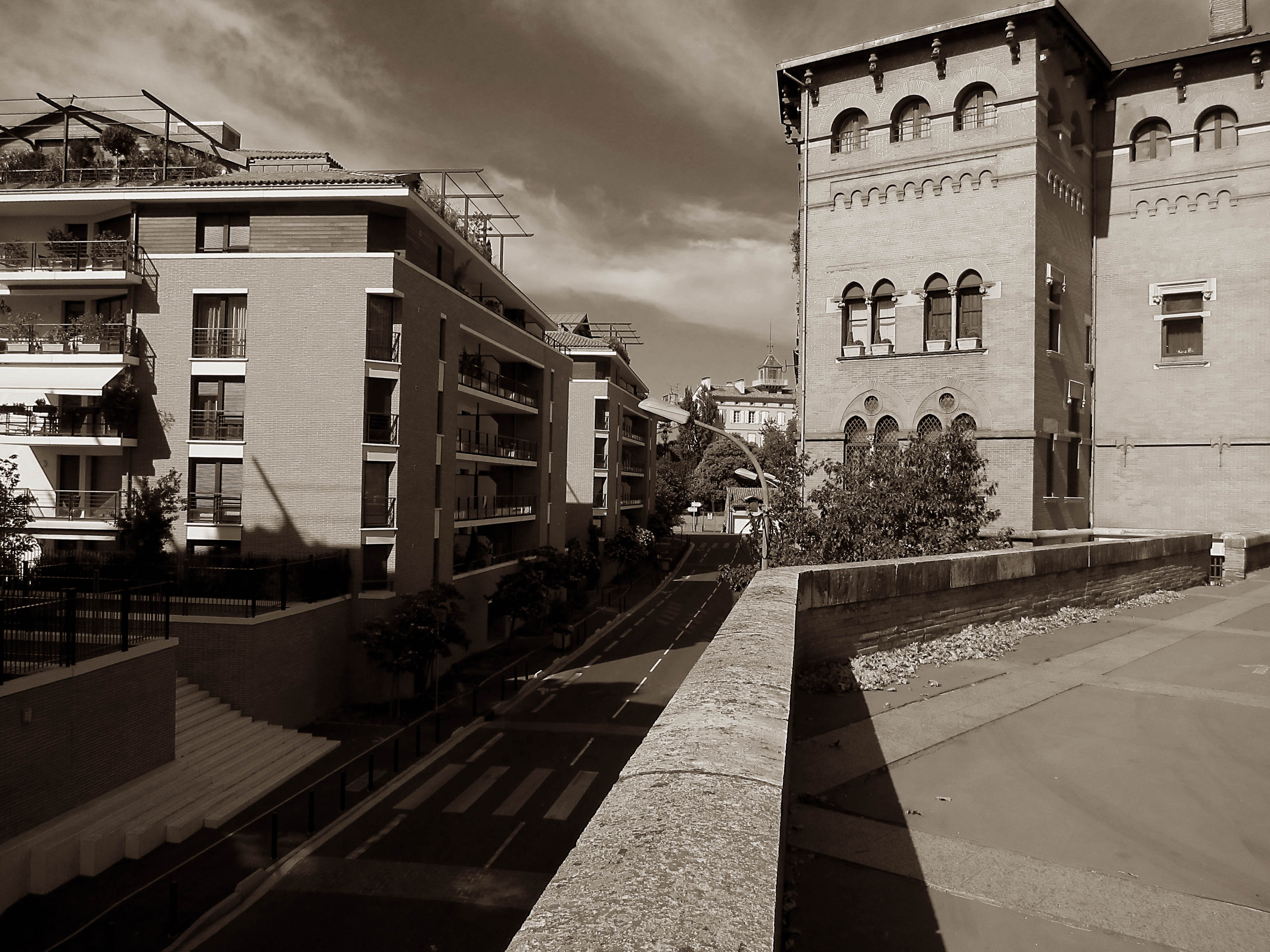
La rue de la Chaussée vue depuis les allées Paul-Feuga.

- Haut – A
- B
- C
- D
- E
- F
- G
- H
- I
- J
- K
- L
- M
- N
- O
- P
- Q
- R
- S
- T
- U
- V
- W
- X
- Y
- Z

### D
- Haut – A
- B
- C
- D
- E
- F
- G
- H
- I
- J
- K
- L
- M
- N
- O
- P
- Q
- R
- S
- T
- U
- V
- W
- X
- Y
- Z

- Impasse Daguin
- Impasse des Dahlias
- Rue des Daims
- Rue de Dakar
- Rue de la Dalbade
- Rue Dalmatie
- Rue des Dames-de-la-Porte
- Rue Damien-Garrigue
- Place Damloup
- Esplanade Daniel-Cordier
- Rue Daniel-Faucher
- Allée Daniel-Schintone
- Impasse Daniel-Sorano
- Rue Daniel-Sorano
- Rue Danielle-Casanova
- Rue Danton
- Impasse Darboussier
- Rue Darboussier
- Chemin de Dardagna
- Rue Dardenne
- Rue Darnès
- Chemin des Daturas
- Rue Daubenton
- Impasse Daubigny
- Rue Dauphine
- Place de la Daurade
- Quai de la Daurade
- Rue de la Daurade
- Rue Dautezac
- Rue David-Elbaz
- Rue Daydé
- Rue Daniel-Decour
- Rue Delacroix
- Rue Delmas
- Impasse Deloume
- Rue Delphine-Seyrig
- Rue Delpy
- Chemin Delteil
- Boulevard Deltour
- Allée des Demoiselles
- Pont des Demoiselles
- Rue Denfert-Rochereau
- Rue Denis-Méliet
- Rue Denis-Papin
- Rond-point Denise-Pau
- Impasse de la Dent-d'Orlu
- Rue Déodat-Roché
- Boulevard Déodat-de-Séverac
- Rue Déodora
- Avenue de la Dépêche
- Impasse de la Dépêche
- Rue Dérat
- Rue Desarnauts
- Rue Descoins-Tinard
- Impasse Descouloubre
- Impasse Despax
- Rue Desprez
- Impasse Destarac
- Cité du Deux-Mai-1944
- Impasse des Deux-Sèvres
- Rue Dhuoda
- Impasse de Diane
- Rue Diderot
- Avenue Didier-Daurat
- Avenue Didier-Daurat prolongée
- Impasse Didier-Daurat
- Impasse de Dieppe
- Rue Dieu
- Rue de la Digue
- Cours Dillon
- Rue Dinetard
- Rue du Dix-Avril
- Esplanade du Dix-Neuf-Août-1944
- Impasse de Dixmude
- Allée Django-Reinhardt
- Impasse Django-Reinhardt

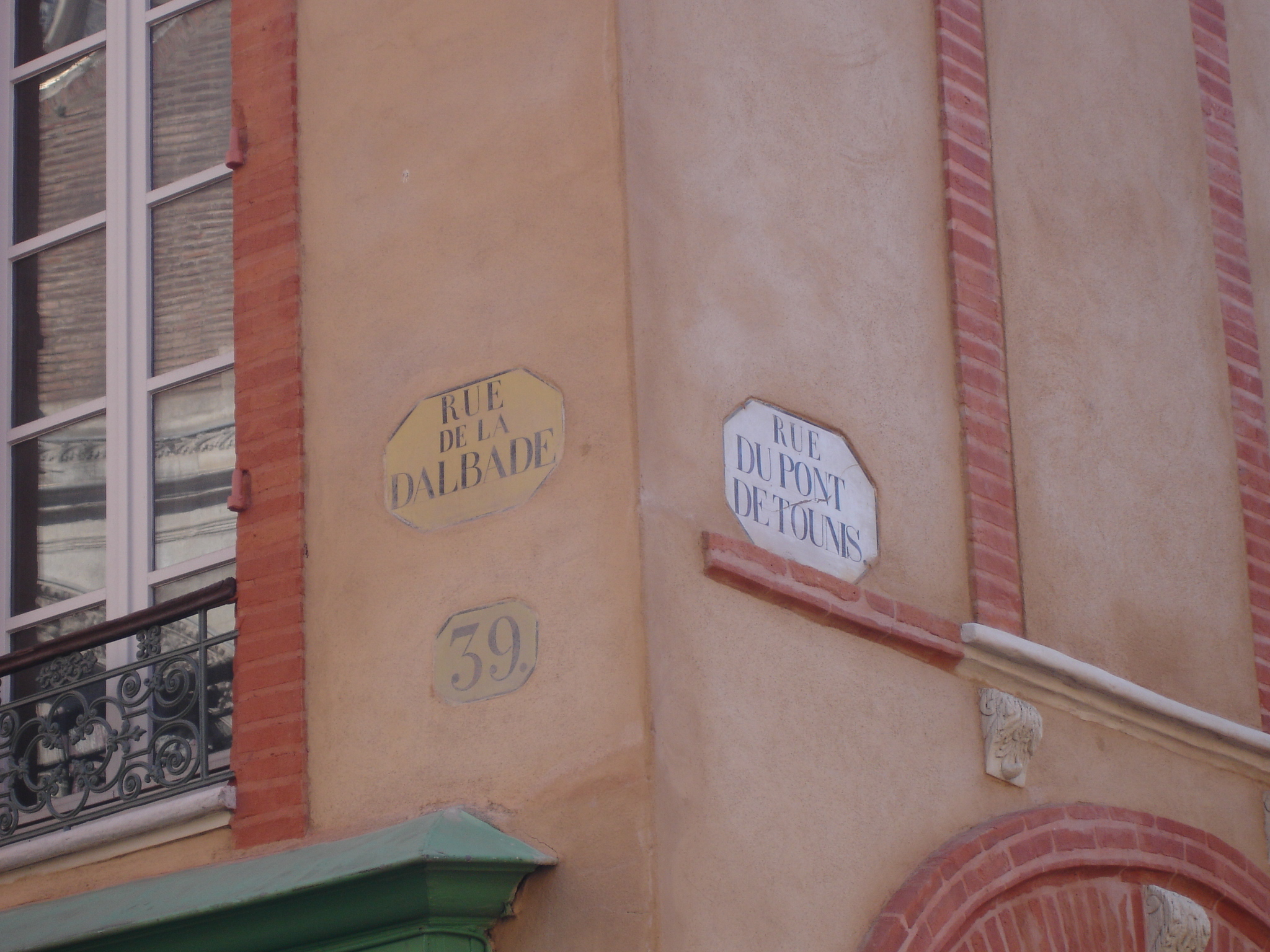
Anciennes plaques utilisées dans le centre de Toulouse de 1815 à 1875, fabriquées par la manufacture de faïence Fouque Arnoux. Ici les plaques des rues de la Dalbade et du Pont-de-Tounis.

- Promenade du Docteur-Albert-Sallet
- Rue du Docteur-Albert-Schweitzer
- Place du Docteur-Baylac
- Rue du Docteur-Bernardbeig
- Impasse du Docteur-Bignères
- Rond-point du Docteur-Cahuzac
- Rue du Docteur-Calmette
- Rue du Docteur-Charles-Bonneau
- Promenade du Docteur-Charles-Rose
- Rue du Docteur-Charpy
- Rue du Docteur-Delherm
- Chemin du Docteur-Didier-Dasque
- Rue du Docteur-Étienne-Gay
- Rue du Docteur-Ferdinand-Gendre
- Rond-point du Docteur-Georges-Roques
- Rue-du-Docteur-Henri-Liger
- Rue du Docteur-Hervé
- Rue du Docteur-Jean-Arlaud
- Rue du Docteur-Jean-Piquepé
- Rue du Docteur-Jean-Toujan
- Impasse du Docteur-Joseph-Laurent
- Rue du Docteur-Madeleine-Brès
- Rue du Docteur-Marcel-Bouvier
- Rue du Docteur-Mathieu-Montalègre
- Rond-point du Docteur-Maurice-Dide
- Avenue du Docteur-Maurice-Grynfogel
- Rue du Docteur-Paul-Pujos
- Impasse du Docteur-Paul-Voivenel
- Rue du Docteur-Paul-Voivenel
- Square du Docteur-Pujol
- Rue du Docteur-Roux
- Rue du Docteur-Sanière
- Rue du Docteur-Simone-Alié-Daram
- Rue du Docteur-Suzanne-Noël
- Rue du Docteur-Victor-Schoelcher
- Allée du Docteur-Zamenhof
- Rue Doëtte-Angliviel
- Rue Dolive
- Rue Dom-Vaissette
- Rue du Dôme
- Rue Dominique-Baudis
- Impasse Dominique-Boyer
- Rue Dominique-Clos
- Place Dominique-Martin-Dupuy
- Rue de Domrémy
- Impasse Donatello
- Rue de la Dordogne
- Rue Le-Dormeur
- Chemin Dortis
- Impasse de Douai
- Rue de Douaumont
- Rue du Doubs
- Rue Douladoure
- Rue Douvillé
- Rue du Doyen-Gabriel-Marty
- Rue du Doyen-Jules-Marsan
- Rue du Doyen-Lefebvre
- Rue de la Drôme
- Rue Drouet
- Rue Dubézy
- Rond-point Ducis
- Rue Dufaur-de-Pibrac
- Rue Dufour
- Rue Duguay-Trouin
- Rue Dulaurier
- Rue Dulong
- Rue Dumège
- Rue de Dunkerque
- Rue Dupont
- Rue Dupuy-du-Grez
- Impasse Durand
- Rue Durand
- Impasse Duroc
- Chemin de Duroux
- Impasse de Duroux

### E
- Haut – A
- B
- C
- D
- E
- F
- G
- H
- I
- J
- K
- L
- M
- N
- O
- P
- Q
- R
- S
- T
- U
- V
- W
- X
- Y
- Z

- Rue de l'Eau
- Rue de l'Écharpe
- Avenue des Écoles-Jules-Julien
- Rue de l'Écureuil
- Rue des Edelweiss
- Rue Edgar-Degas
- Cheminement Edgard-Varèse
- Rue Édith-Piaf
- Impasse Edmond-Audran
- Impasse Edmond-Chambert
- Impasse Edmond-Gaujac
- Rue Edmond-Gaujac
- Rue Edmond-Guyaux
- Rue Edmond-Haraucourt
- Rue Edmond-de-Goncourt
- Rond-point Edmond-Lassale
- Rue Edmond-de-Planet
- Impasse Edmond-Rostand
- Rue Edmond-Rostand
- Rue Édouard-Baudrimont
- Avenue Édouard-Belin
- Place Édouard-Bouillière
- Allée Édouard-Branly
- Avenue Édouard-Debat-Ponsan
- Place Édouard-Filhol
- Rue Édouard-Gélis
- Impasse Édouard-Herriot
- Rue Édouard-Lartet
- Rue Édouard-Pailleron
- Square Édouard-Privat
- Allée Édouard-Serre
- Rue Édouard-Vaillant
- Allée de l'EFT
- Rue de l'Égalité
- Rue des Églantines
- Allée de l'Église-Bonnefoy
- Chemin de l'Église-de-Lalande
- Impasse de l'Église-de-Lalande
- Place de l'Église-de-Lalande
- Chemin de l'Église-de-Montaudran
- Place de l'Église-Saint-Simon
- Rue d'El-Alamein
- Avenue d'Elche
- Rue Éliane
- Rue Élisa-Garnerin
- Rue Élisabeth-Boselli
- Rue Élisabeth-Eidenbenz
- Rue Élisabeth-Thomas-de-Monlaur
- Impasse Élisabeth-Vigée-Lebrun
- Rond-point Élise-Camboulive
- Allée Élise-Deroche
- Allée Elizabeth-II
- Rue Ella-Maillart
- Rue Elvire
- Rue d'Embarthe
- Boulevard de l'Embouchure
- Impasse de l'Embouchure
- Pont de l'Embouchure
- Port de l'Embouchure
- Rue Émile-Barrière
- Rue Émile-Barry
- Rue Émile-Baudot
- Rond-point Émile-Bertrand
- Place Émile-Blouin
- Impasse Émile-Brassine
- Rue Émile-Brouardel
- Rue Émile-Caffort
- Rue Émile-Cartailhac
- Avenue Émile-Dewoitine
- Rue Émile-Duployé
- Rue Émile-Guyou
- Rue Émile Heybrard
- Rue Émile-Lécrivain
- Rue Émile-Littré
- Place Émile-Mâle
- Allée Émile-Monso
- Rond-point Émile-Noël
- Rue Émile-Pelletier
- Impasse Émile-Péries
- Passage Émile-Poirier
- Rue Émile-Zola
- Rond-point Émile-Joseph-Fournier
- Rue Émile-Paul-Heuillet
- Allée Émilie-Bigottini
- Allée Émilie-du-Châtelet
- Rue Emmanuel-Arin
- Rue Emmanuel-Chabrier
- Chemin Emmanuel-Delbousquet
- Allée Emmanuel-Laurent
- Avenue Emmanuel-Maignan
- Avenue d'Empalot
- Place d'Empalot
- Pont d'Empalot
- Rue de l'Énergie
- Rue Engalières
- Chemin Enrico-Caruso
- Rue Enrico-Fermi
- Rond-point des Entoileuses-de-Montaudran
- Rue de l'Entraide
- Impasse d'Enveitg
- Espace Enzo-Godéas
- Rue des Éparges
- Rue Ephraïm-Mikhael
- Place des Époux-Jacquier
- Rond-point des Époux-Mongelard
- Rue des Érables
- Rue Érasme
- Rue Erik-Satie
- Rue Ernest-Dufer
- Rue Ernest-Feydeau
- Espace Ernest-Georges-Lannes
- Rue Ernest-Jeanbernat
- Rue Ernest-Mérimée
- Rue Ernest-Renan
- Rue Ernest-Roschach
- Impasse des Escaldes
- Chemin d'Escalles
- Rue Esclarmonde
- Rond-point Étienne-Escola
- Rue Escoussières-Arnaud-Bernard
- Rue Escoussières-Montgaillard
- Route d'Espagne
- Chemin de l'Espeissière
- Rue de l'Espérance
- Rue Espinasse
- Rue de l'Esquile
- Rue de l'Est
- Impasse Édouard-Estaunié
- Rue de l'Estérel
- Rue Estienny
- Rue Estieu
- Place de l'Estrapade
- Avenue des États-Unis
- Impasse des États-Unis
- Rue Étienne-Bacquié
- Avenue Étienne-Billières
- Rue Étienne-Dolet
- Place Étienne-Esquirol
- Impasse Étienne-Lacépède
- Place Étienne-de-Malenfant
- Rue de l'Étoile
- Rue Étroite
- Chemin des Étroits
- Rue Eugène-Brieux
- Rond-point Eugène-Claudius-Petit
- Rue Eugène-Hautpoul
- Rue Eugène-Humbert-Guitard
- Rue Eugène-Labiche
- Rue Eugène-Lozes
- Rue Eugène-Süe
- Rue Eugène-Tisserand
- Rue Eunice-Newton-Foote
- Rue de l'Eure
- Avenue de l'Europe
- Passage de l'Europe
- Place de l'Europe
- Rue Évelyne-Sullerot
- Rond-point Évelyne-Jean-Baylet
- Rue d'Évian
- Quai de l'Exil-Républicain-Espagnol
- Rue d'Eylau

### F
- Haut – A
- B
- C
- D
- E
- F
- G
- H
- I
- J
- K
- L
- M
- N
- O
- P
- Q
- R
- S
- T
- U
- V
- W
- X
- Y
- Z

- Rue Fabas
- Rue Fabian
- Rue Fabien-Artigue
- Rue Fabre-d'Églantine
- Chemin de Fages
- Rue de la Faisanderie
- Place des Faons
- Impasse de la Faourette
- Rue de la Faourette
- Rue du Faubourg-Bonnefoy
- Rue des Fauvettes
- Rue des Félibres
- Rue Félix-Borrel
- Rue Félix-Durrbach
- Rue Félix-Lavit
- Rue Félix-Mathieu
- Espace Félix-Napo
- Parvis des Femmes-de-la-Résistance
- Rue Fénelon
- Chemin de Fenouillet
- Rue de Fenouillet
- Rue de Fenoul
- Place du Fer-à-Cheval
- Rue Ferdinand-Bebel
- Place Ferdinand-Fauré
- Rue Ferdinand-Lassalle
- Rue Ferdinand-Laulanié
- Rue Ferdinand-de-Lesseps
- Place Ferdinand-Louët
- Impasse du Férétra
- Rue du Férétra
- Allée Fernand-Jourdant
- Impasse Fernand-Léger
- Rue Fernand-Pelloutier
- Rue Ferrando
- Rue Ferrières
- Chemin de Ferro-Lébrès
- Rue des Feuillants
- Rue de la Feuilleraie
- Rue Fieux
- Rue de Figeac
- Impasse des Figuiers
- Rue des Filatiers
- Rue Filhol
- Rue Fines
- Rue du Finistère
- Rue Firmin-Boissin
- Allée Firmin-Buisset
- Rue Firmin-Larroque
- Chemin de Firmis
- Impasse Flain
- Rue des Flamants
- Chemin de la Flambère
- Impasse de la Flambère
- Rue des Flandres
- Rue de Fleurance
- Rue des Fleurs
- Rue de Fleury
- Rue Flora-Tristan
- Boulevard Florence-Arthaud
- Rue Florian
- Chemin de Flou-de-Rious
- Rue de Foix
- Rue de la Fonderie
- Rue de Fondeville
- Avenue de Fondeyre
- Chemin de Fondeyre
- Rue de la Fontaine-Béarnaise
- Place Fontaine-Lestang
- Rue de Fontainebleau
- Rue des Fontaines
- Chemin des Fontanelles
- Rue Fontenay
- Rue Fontenelle
- Allées Forain-François-Verdier
- Espace Foré
- Allée du Forez
- Impasse Fortunat
- Rue des Fougères
- Allée des Foulques
- Impasse Fouque
- Rue Fouque
- Rue du Fourbastard
- Rue Fourcade
- Impasse Fourcaran
- Rue de la Fourmi
- Rue de Fourquevaux
- Chemin de Fourtou
- Impasse de Fourtou
- Impasse du Foyer-Toulousain
- Rue du Foyer-Toulousain
- Rue Franc
- Rond-point des Français-Libres
- Rue Française
- Rue de la Franche-Comté
- Rue Francis-Lopez
- Cheminement Francis-Poulenc
- Avenue Francis-de-Pressensé
- Cheminement Francisco-de-Goya
- Allée Francisco-Ponzan-Vidal
- Impasse Francisque-Sarcey
- Rue Francisque-Sarcey
- Rue François
- Place François-Andréossi
- Place François-Arago
- Rue François-Arago
- Rue François-Aubry
- Impasse François-Ayral
- Rue François-Bousquet
- Impasse François-Boutaric
- Rue François-Boyer-Fonfrède
- Avenue François-Collignon
- Rue François-Coppée
- Rue François-Couperin
- Place François-Devèze
- Impasse François-Foulquier
- Avenue François-Frizac
- Rue François-Galabert
- Rue François-Girardon
- Impasse François-Gordner
- Allée François-Joseph-Unhassobiscay
- Rue François-Lachambre
- Rue François-Lieux
- Rue François-Longaud
- Impasse François-Lucas
- Rue François-Lucas
- Rue François-Magendie
- Rue François-Mansart
- Cheminement François-Mauriac
- Esplanade François-Mitterrand
- Rue François-Oulié
- Rue François-Pilâtre-de-Rozier
- Place François-Raspail
- Rue François-Raspail
- Rue François-Rauzy
- Rue François-Ricardie
- Place François-Roguet
- Impasse François-Rude
- Impasse François-Tresserre
- Rue François-Villon
- Allée Françoise-Brault-Noble
- Rue Françoise-d'Eaubonne
- Rue Françoise-Giroud
- Parvis Françoise-Hébrard-de-Veyrinas
- Rue Françoise-Héritier
- Rue Franklin
- Rue Franz-Schubert
- Rue de la Fraternité
- Rue Frayssinet
- Rue Fredeau
- Rue Frédéric-Bérat
- Rue Frédéric-Chopin
- Avenue Frédéric-Estèbe
- Rond-point Frédéric-Lubin-Lebrère
- Impasse Frédéric-Jean-Baby
- Allée Frédéric-Mistral
- Rue Frédéric-Petit
- Allée Fédérica-Montseny
- Rue Federico-Garcia-Lorca
- Rue de Fréjus
- Rue des Frênes
- Rue des Frères-Boudé
- Rue des Frères-Lion
- Espace des Frères Marty (Toulouse)
- Impasse des Frères-Morane
- Rue Froideterre
- Chemin de la Fronde
- Avenue de Fronton
- Impasse de Fronton
- Chemin du Furet
- Rue Furgole
- Rue des Fusains
- Rue de la Futaie

### G
- Haut – A
- B
- C
- D
- E
- F
- G
- H
- I
- J
- K
- L
- M
- N
- O
- P
- Q
- R
- S
- T
- U
- V
- W
- X
- Y
- Z

- Chemin de Gabardie
- Allée des Gabares
- Allée Gabriel-Biénès
- Boulevard Gabriel-Koenigs
- Impasse Gabriel-Lippmann
- Rue Gabriel-Péri
- Allée Gabrielle-Meyer
- Rue de la Gaieté
- Rue de Gaillac
- Chemin de Gaillardie
- Rue des Gais-Pinsons
- Rue du Galibier
- Rue Galilée
- Rue des Gallois
- Rue Gamelsy
- Impasse de Gameville
- Rue de Gap
- Port Garaud
- Rue du Gard
- Rue Gardeil
- Rue des Gardénias
- Boulevard de la Gare
- Rue Garibaldi
- Pont du Garigliano
- Rue de Garin
- Rue Garipuy
- Chemin de la Garonne
- Avenue de la Garonnette
- Rue Garrès
- Chemin de Garric
- Rue Garrigou
- Rue de Gascogne
- Rue Gasparotto
- Rue Gaston-Bachelard
- Rue Gaston-Caillavet
- Rue Gaston-Evrard
- Impasse Gaston-Genin
- Impasse Gaston-Monnerville
- Rue Gaston-Phoebus
- Impasse Gaston-Planté
- Rue Gaston-Ramon
- Rue Gaston-Salvayre
- Rue Gauthier
- Rue de Gavarnie
- Rue Louis-Joseph-Gay-Lussac
- Impasse du Gay-Saber
- Rue Gazagne
- Rue Gazan
- Piste des Géants
- Rue Gélibert
- Rue de Gembloux
- Impasse du Général-d'Amade
- Rue du Général-d'Amade
- Rue du Général-Amédée-Gèze
- Impasse du Général-Aubert-Frère
- Impasse du Général-Aubugeois
- Avenue du Général-Barbot
- Rue du Général-Barès
- Impasse du Général-Baurot
- Rue du Général-Baurot
- Impasse du Général-Bethouart
- Rue du Général-Bourbaki
- Rue du Général-Castelnau
- Rue du Général-Chanzy

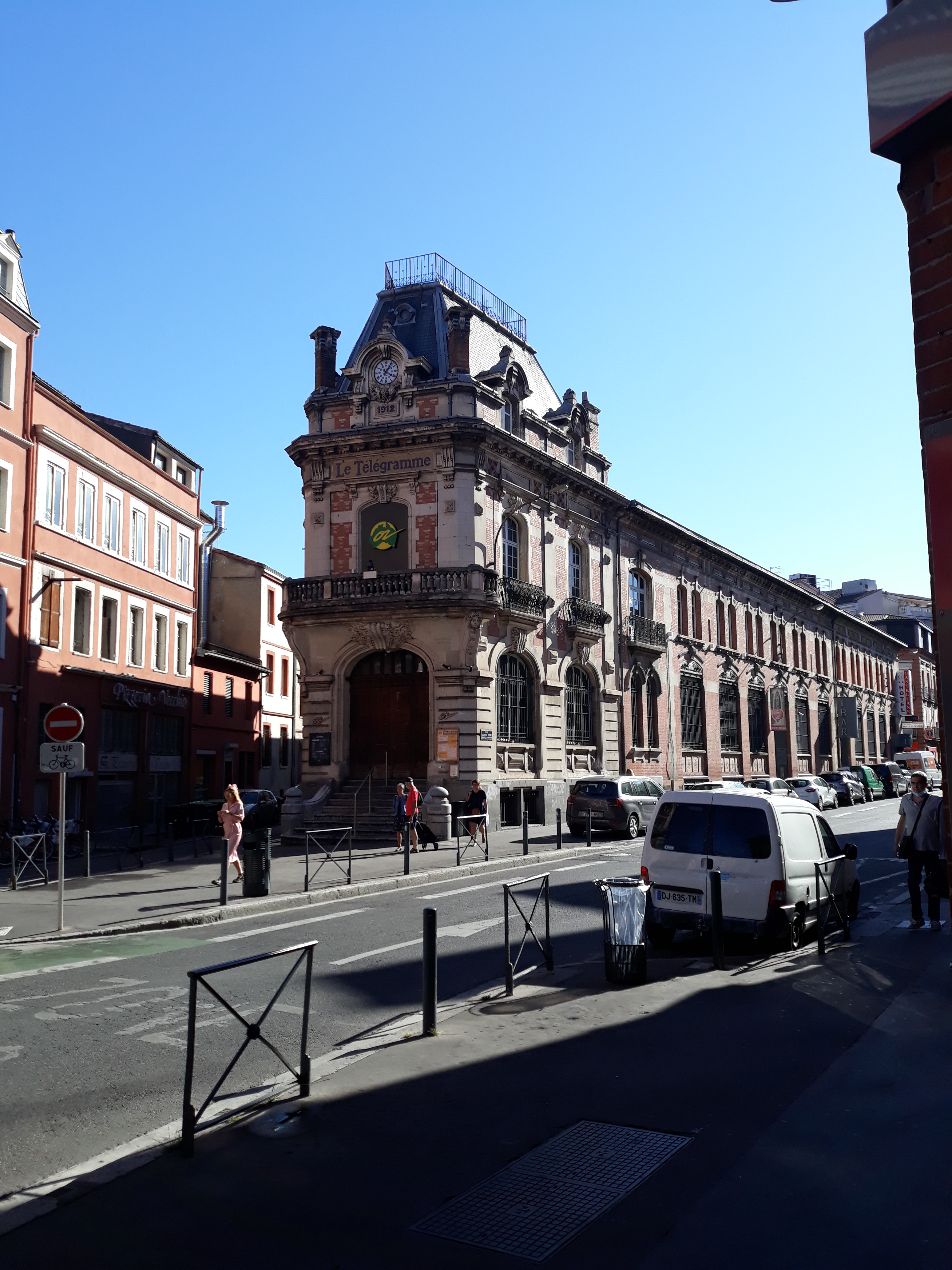
La rue Gabriel-Péri, vieux siège du journal "Le Télégramme."

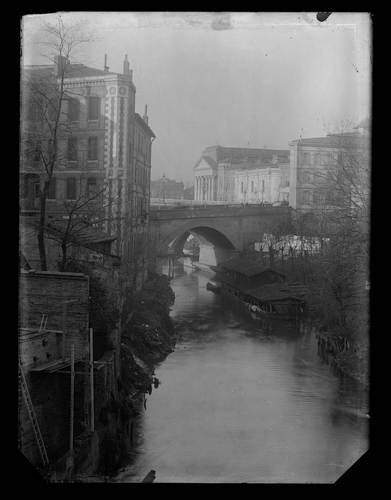
L'avenue de la Garonnette vers 1900.

- Chemin du Général-Charles-François-Dugua
- Impasse du Général-Darricau
- Avenue du Général-Eisenhower
- Rond-point du Général-Eisenhower
- Rue du Général-Faidherbe
- Rue du Général-Ferrié
- Rue du Général Giraud
- Impasse du Général-Harispe
- Rue du Général-Hoche
- Rue du Général-Jean-Compans
- Avenue du Général-Lacroy-de-Croutte-de-Saint-Martin
- Rue du Général-Lionel-de-Marmier
- Avenue du Général-Monsabert
- Rue du Général-Pelet
- Rond-point du Général-Pottier
- Rue du Général-Taupin
- Impasse du Général-Tranié
- Rue des Genêts
- Boulevard de Genève
- Place Geneviève-Anthonioz-de-Gaulle
- Place Geneviève-de-Galard
- Rue des Genévriers
- Allée Georgette-Boyé-Llopis
- Allée Georgette-Rivals
- Impasse du Gérard-de-Nerval
- Cheminement des Gentianes
- Rue Genty-Magre
- Rue Géori-Boué
- Rue George-Sand
- Rue Georges-Armand
- Impasse Georges-Bernanos
- Rue Georges-Bidault
- Rue Georges-Bizet
- Impasse Georges-Brassens
- Rue Georges-Brassens
- Rue Georges-Candilis
- Cheminement Georges-Castex
- Rue Georges-Clemenceau
- Rue Georges-Courteline
- Rue Georges-Dazet
- Passage Georges-Duhamel
- Impasse Georges-Guétary
- Rue Georges-Labit
- Esplanade Georges-Malgouyres
- Rue Georges-Ohnet
- Rue Georges-Payan
- Rue Georges-Pelletier-d'Oisy
- Rue Georges-Picot
- Avenue Georges-Pompidou
- Pont Georges-Pompidou
- Rue Georges-Rouault
- Place Georges-Thill
- Esplanade Georges-Vallerey
- Rue Georges-Vaur
- Rue Georges-Vedel
- Rue Georges-Vivent
- Rue de la Géorgie
- Rue des Géraniums
- Rue Germain-Pilon
- Impasse Germaine-Armaing
- Impasse Germaine-Chaumel
- Impasse Germaine-Dulac
- Rue Germaine-Poinso-Chapuis
- Rue Germaine-Richier
- Rue Germaine-Tillion
- Rue Germinal
- Rue du Gers
- Rue Gertrude-Bell
- Rue des Gestes
- Rue Giacomo-Puccini
- Allée Gilbert-Bouchard
- Rue Gilbert-Cesbron
- Rue Gilbert-Defer
- Rue Gilbert-Getten
- Place Gilbert-Privat
- Place Gilles-Le-Mazuyer
- Rue Gilles-Thau
- Impasse de Ginestous
- Allée Ginette-Forgues
- Rue Ginette-Neveu
- Pont Giordano-Bruno
- Rue des Giroflées
- Rue de la Gironde
- Rue de Gironis
- Rue de Giroussens
- Allée Gisèle-Halimi
- Espace Giulio-Cesare-Vanini
- Rue Giuseppe-Verdi
- Chemin de la Glacière
- Échangeur de la Glacière
- Impasse de la Glacière
- Rue de la Glacière
- Rue des Glaïeuls
- Rue Gleyses
- Place des Glières
- Rue des Glières
- Avenue de la Gloire
- Rue des Glycines
- Rue Godolin
- Rue des Goélands
- Rue des Gongous
- Rue du Gorp
- Rue Goudouli
- Rue Gramat
- Chemin de Gramont
- Impasse de Gramont
- Avenue du Grand-Ramier
- Allée de Grand-Selve
- Avenue de Grande-Bretagne
- Passage des Grands-Boulevards
- Allée des Grands-Chênes
- Rue de Grasse
- Rue de la Gravette
- Rue des Graviers
- Rue de la Grèce
- Rue de Grenade
- Rue de Grenoble
- Rue de Griffoulet
- Rue Gros
- Avenue du Groupe-Morhange
- Impasse Gruney
- Rue Guglielmo-Marconi
- Place Guilhem-Molinier
- Rue Guilhem-Molinier
- Chemin de Guilhermy
- Impasse de Guilhermy
- Cheminement Guillaume-Apollinaire
- Rue Guillaume-Cammas
- Avenue Guillaume-Catel
- Impasse Guillaume-Ibos
- Rue Guillaume-Ibos
- Rue Guillaume-de-Mondran
- Impasse Guillaume-Rigal
- Rue Guillaume-Rigal
- Chemin Guillaume-et-Joseph-Bouton
- Rue Guillemin-Tarayre
- Rue Guilly-d'Herbemont
- Impasse Guiraud
- Rue Gustave-Charpentier
- Rue Gustave-Courbet
- Rue Gustave-Eiffel
- Rue Gustave-Flaubert
- Avenue Gustave-Gaspard-Coriolis
- Rue Gutenberg
- Parvis Guy-Franco
- Rue Guy-de-Maupassant
- Rond-point Guy-du-Merle
- Passerelle Guy-Serra
- Allée de Guyenne
- Rue Guynemer

### H

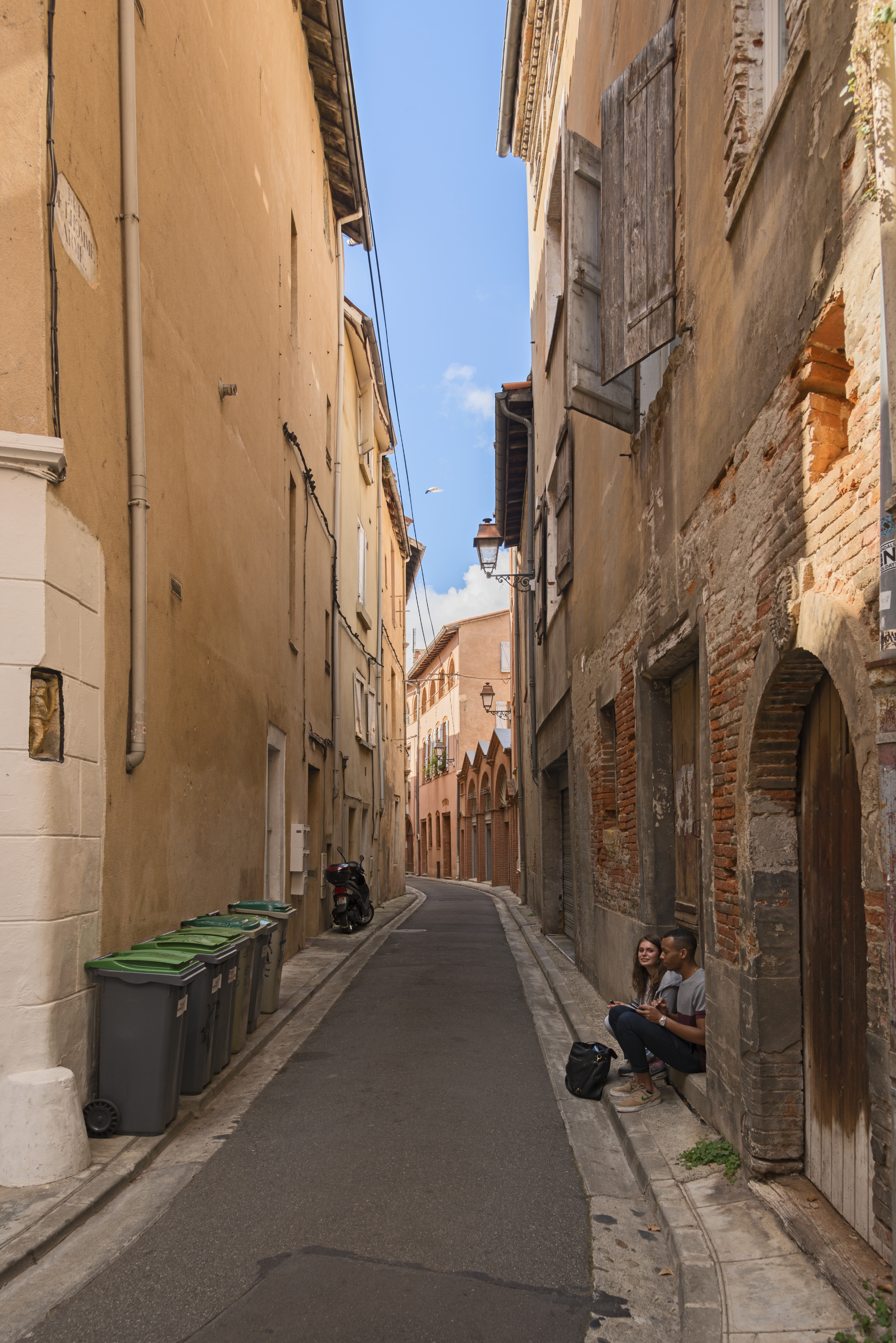
La rue de l'Homme-Armé.

- Haut – A
- B
- C
- D
- E
- F
- G
- H
- I
- J
- K
- L
- M
- N
- O
- P
- Q
- R
- S
- T
- U
- V
- W
- X
- Y
- Z

- Impasse de la Hache
- Rue de la Hache
- Pont de Halage-de-Tounis
- Descente de la Halle-aux-Poissons
- Rue Hans-Andersen
- Place Hardy
- Rue Hélène-Boucher
- Rue Hélène-Carrère-d'Encausse
- Place Hélène-Gasset-Ousset
- Allée Hélène-Picard
- Allée Hélène-Rivière
- Boulevard Hélène-Viannay
- Rue Héliot
- Rue Henri-IV
- Avenue Henri-Barbusse
- Rue Henri-Beraldi
- Impasse Henri-Berton
- Chemin Henri-Bessemer
- Impasse Henri-Bonis
- Rue Henri-Bonis
- Rue Henri-de-Bornier
- Chemin Henri-Bosco
- Rond-point Henri-Cazaux
- Rue Henri-Dunant
- Rue Henri-Desbals
- Rue Henri-Docquiert
- Impasse Henri-Ébelot
- Rue Henri-Ébelot
- Rond-point Henri-Érable
- Rue Henri-Farman
- Impasse Henri-Frenay
- Rue Henri-Frenay
- Boulevard Henri-Gaussen
- Avenue Henri-Guillaumet
- Rue Henri-de-Gorsse
- Cheminement Henri-Hertz
- Impasse Henri-Jansou
- Rue Henri-Jansou
- Rue Henri-Lanfant
- Rue Henri-Lavigne
- Promenade Henri-Martin
- Avenue Henri-Martre
- Rue Henri-Matisse
- Place Henri-Maurette
- Impasse Henri-Mayer
- Rue Henri-Moissan
- Rue Henri-Molins
- Rue Henri-Montaut
- Impasse Henri-Parayre
- Rue Henri-Pédrico
- Impasse Henri-Pitot
- Rue Henri-Pourrat
- Rue Henri-Rachou
- Rue Henri-Racine
- Impasse Henri-Ramet
- Place Henri-Raynier
- Rue Henri-Régnault
- Rue Henri-de-Sahuqué
- Rond-point Henri-Sarramon
- Allée Henri-Sellier
- Impasse Henri-Tagnères
- Rue Henri-Tagnères
- Rue Henri-de-Toulouse-Lautrec
- Rue Henri-Turner
- Rue Henri-Vallée
- Rond-point Henri-Verdier
- Rue Henri-Ziegler
- Rue Henri-Claude-Lauth
- Rue Henriette
- Rue Henriette-Achiary
- Rue Henriot
- Place Henry-Potez
- Place Henry-Russell
- Square de l'Héraclès
- Rue de l'Hérault
- Avenue des Herbettes
- Chemin des Herbettes
- Chemin de Hérédia
- Rue Hergé
- Impasse des Hérons
- Avenue de l'Hers
- Impasse des Hêtres
- Rue Hilaire-Chardonnet
- Rue Hilaire-Pader
- Impasse de l'Hippodrome
- Rue Hippolyte-Prévost
- Rue de l'Hirondelle
- Rue Homère
- Rue de l'Homme-Armé
- Impasse d'Honfleur
- Rue Honoré-de-Balzac
- Impasse Honoré-Daumier
- Rue Honoré-Reille
- Avenue Honoré-Serres
- Impasse des Hortensias
- Impasse des Horticulteurs
- Rue de l'Hourmette
- Rue Hubertine-Auclert
- Avenue Hubert-Curien
- Rue Hubert-Flourac
- Impasse Hubert-Latham
- Rue Hubert-Monloup
- Impasse Hugues-Panassié
- Place Hugues-Panassié
- Place du Huit-Mai-1945
- Rue du Huit-Mai-1945
- Rue Humbert-Tomatis
- Rue Hyacinthe-Sermet
- Rue d'Hyères

### I
- Haut – A
- B
- C
- D
- E
- F
- G
- H
- I
- J
- K
- L
- M
- N
- O
- P
- Q
- R
- S
- T
- U
- V
- W
- X
- Y
- Z

- Rue Ida-Pfeiffer
- Place Idir
- Rue Idrac
- Rue d'Iéna
- Rue des Ifs
- Allée de l'Île-de-France
- Rue des Îles
- Rue de l'Iliade
- Allée Imad-Ibn-Ziaten
- Avenue Impériale
- Rue de l'Imprimerie
- Place de l'Indépendance
- Rue Indira-Gandhi
- Rue de l'Indre
- Rue de l'Industrie
- Rue Ingres
- Rue Injalbert
- Rue de l'Invalide
- Rue de l'Invention
- Avenue Irène-Joliot-Curie
- Passage Irène-Nemirovski
- Rue des Iris
- Rue Isabelle-Éberhardt
- Rue Isabey
- Rue de l'Isère
- Impasse Isidore-Ducasse
- Rue Isidore-Valleix
- Rue d'Isly
- Avenue d'Italie
- Place d'Italie
- Rue de l'Ivoire
- Rue d'Ivry
- Chemin des Izards

### J

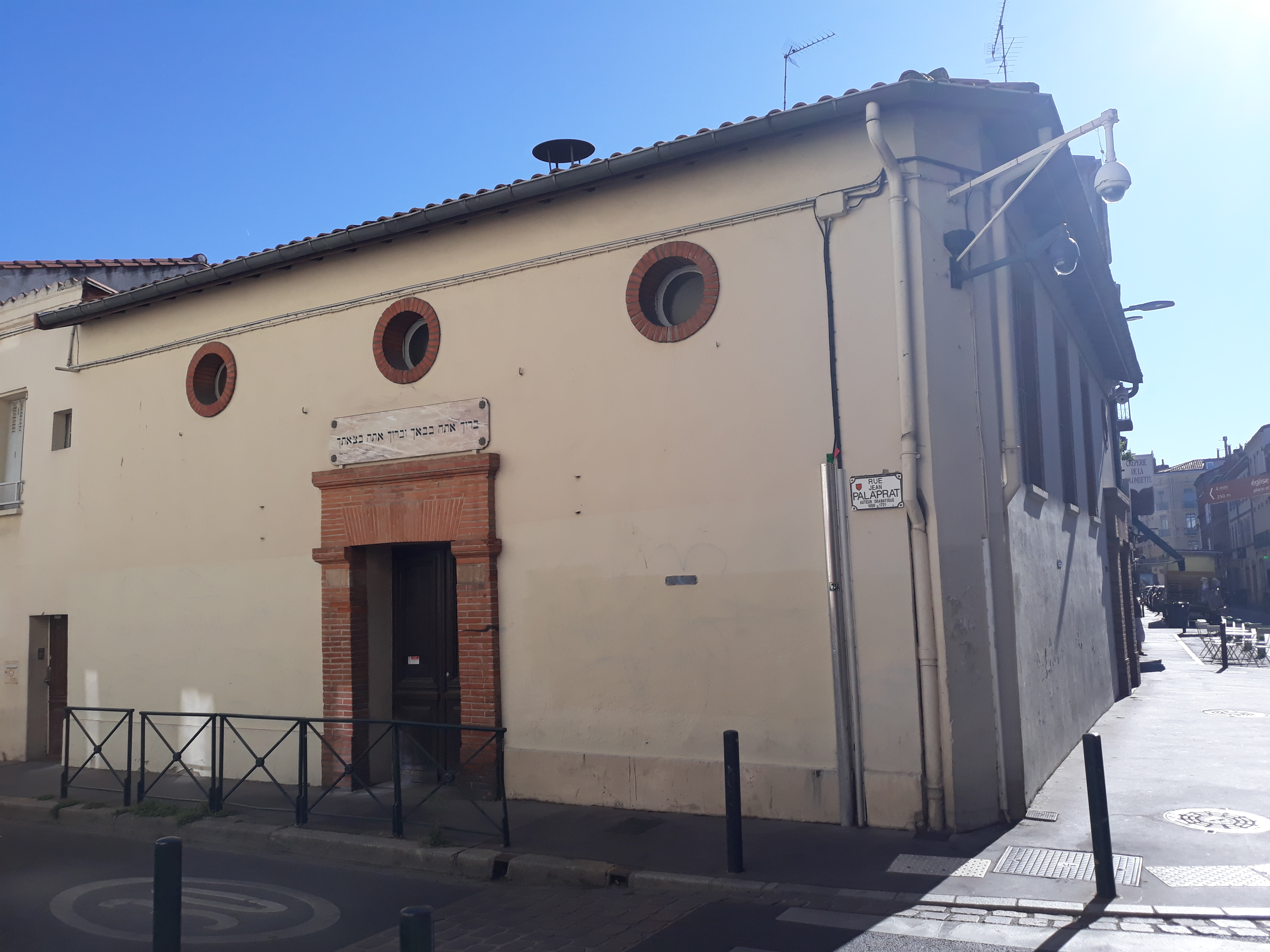
La synagogue à l'angle de la rue Jean-Palaprat et de la rue de la Colombette.

- Haut – A
- B
- C
- D
- E
- F
- G
- H
- I
- J
- K
- L
- M
- N
- O
- P
- Q
- R
- S
- T
- U
- V
- W
- X
- Y
- Z

- Rue des Jacinthes
- Impasse Jacob-Insel
- Rue Jacob-Insel
- Place des Jacobins
- Rue des Jacobins
- Rue Jacqueline-Auriol
- Allée Jacqueline-de-Romilly
- Parvis Jacques-Auriac
- Rue Jacques-Babinet
- Rue Jacques-Brel
- Impasse Jacques-Boulvène
- Rue Jacques-Cartier
- Rue Jacques-Cassan
- Allée Jacques-Chaban-Delmas
- Avenue Jacques-Chirac
- Rue Jacques-Cros
- Rue Jacques-Cujas
- Rue Jacques-Daguerre
- Rue Jacques-Darré
- Place Jacques-Deveaud
- Rue Jacques-Gabriel
- Rue Jacques-Gamelin
- Rue Jacques-Jasmin
- Rue Jacques-Labatut
- Allée Jacques-Lacassagne
- Impasse Jacques-Laffitte
- Rue Jacques-Laffitte
- Rue Jacques-Lemercier
- Allée Jacques-Maritain
- Impasse Jacques-Maritain
- Rue Jacques-Offenbach
- Rue Jacques-Parisot-de-la-Valette
- Impasse Jacques-Piou
- Rue Jacques-Prévert
- Impasse Jacques-Provost
- Rue Jacques-Provost
- Rue Jacques-Roudil
- Place Jacques-Sauvegrain
- Rue Jacques-de-Vaucanson
- Rue Jacques-Matthieu-Delpech
- Chemin de Jaffary
- Rue de la Jalousie
- Avenue James-Clerck-Maxwell
- Rue James-Pradier
- Rue Jane-et-Marcel-Dieulafoy
- Cheminement Jane-et-Roger-Castet
- Rue Janine-Hercule
- Rue Jany
- Rue du Japon
- Rue des Jardins
- Rue Jaufre-Rudel
- Rue Jean-Aicard
- Rue Jean-Aillet
- Impasse Jean-d'Alembert
- Rue Jean-d'Alembert
- Impasse Jean-Alphand
- Rue Jean-Andrieu
- Rue Jean-Bardy
- Rue Jean-Bart
- Rue Jean-Bartoli
- Avenue Jean-Baylet
- Impasse Jean-Bentaberry
- Impasse Jean-de-Bernuy
- Rue Jean-de-Bernuy
- Place Jean-Bories
- Place Jean-Bouin
- Rue Jean-Bouyssou
- Rue Jean-de-Boyssonne
- Rue Jean-Breffel
- Boulevard Jean-Brunhes
- Rue Jean-Calas
- Rue Jean-de-Campaigno
- Esplanade Jean-Cassou
- Rue Jean-Castilhon
- Rue Jean-Cayré
- Rue Jean-Chalette
- Rue Jean-Chaptal
- Avenue Jean-Chaubet
- Impasse Jean-Chaubet
- Impasse Jean-Cheverry
- Rue Jean-Cheverry
- Rue Jean-Cocteau
- Rue Jean-Coras
- Rue Jean-Courtinade
- Rue Jean-Crampagne
- Rue Jean-Criq
- Rue Jean-Cruppi
- Avenue Jean-Dagnaux
- Impasse Jean-Damoysel
- Rue Jean-Damoysel
- Rue Jean-Dausset
- Rond-point Jean-Dauvillier
- Rue Jean-Decomble
- Impasse Jean-Delfour
- Place Jean-Delmas
- Allée Jean-Denis
- Place Jean-Deschamps
- Place Jean-Diebold
- Esplanade Jean-Dieuzaide
- Place Intérieure-Jean-Doujat
- Rue Jean-Doujat
- Rue Jean-Duplessis
- Rue Jean-Espitalier
- Impasse Jean-Etchepare
- Rue Jean-Favier
- Rue Jean-Fourcassié
- Cheminement Jean-Gallia
- Rue Jean-Gayral
- Rue Jean-Gibert
- Rue Jean-Gilles
- Rue Jean-Giono
- Rue Jean-Giraudoux
- Avenue Jean-Gonord
- Rue Jean-Goujon
- Rue Jean-Grandjean
- Allée Jean-Griffon
- Rue Jean-de-Guerlins
- Rue Jean-Guiméra
- Rue Jean-Houdon
- Allées Jean-Jaurès
- Rond-point Jean-Lagasse
- Passage Jean-Lapayre
- Rue Jean-Lebas
- Rond-point Jean-Llante
- Rue Jean-de-Lordat
- Rue Jean-Lurçat
- Rue Jean-Macaigne
- Impasse Jean-de-Mansencal
- Rue Jean-de-Mansencal
- Rue Jean-Mermoz
- Rue Jean-Micoud
- Rue Jean-Millet
- Rue Jean-Montariol
- Avenue Jean-Moulin
- Rue Jean-Nicot
- Rue Jean-Palaprat
- Rue Jean-Paya
- Rue Jean-Pégot
- Rue Jean-Perrin
- Rond-point Jean-Petit
- Rue Jean-de-Pins
- Rue Jean-Pomier
- Rue Jean-Poncelet
- Impasse Jean-Racaud
- Rue Jean-Rancy
- Rue Jean-Richepin
- Avenue Jean-Rieux
- Rue Jean-Rodier
- Rue Jean-Rouvière
- Allée Jean-Sarding
- Rue Jean-Séguéla
- Rue Jean-Séguy
- Rue Jean-Sizabuire
- Rue Jean-Stieltjes
- Rue Jean-Suau
- Rue Jean-Tallien
- Impasse Jean-Thuile
- Rue Jean-Timbal
- Rue Jean-Vernières
- Rue Jean-Viollis
- Rue Jean-Weber
- Cheminement Jean-Wiéner
- Avenue Jean-Zay
- Rue Jean-Antoine-Romiguières
- Place Jean-Arnaud-Raymond
- Place Jean-Baptiste-Baudin
- Impasse Jean-Baptiste-Dubédat
- Rue Jean-Baptiste-Dumas
- Rue Jean-Baptiste-Lamarck
- Rond-point Jean-Baptiste-Lespès
- Rue Jean-Baptiste-Lulli
- Rue Jean-Baptiste-Mailhé
- Rue Jean-Baptiste-Merly
- Rue Jean-Baptiste-Pigalle
- Passage Jean-Claude-Godfrain
- Rond-point Jean-Étienne-Duranti
- Rue Jean-François-Bladé
- Impasse Jean-François-Cailhava
- Avenue Jean-François-Champollion
- Impasse Jean-François-Champollion
- Cheminement Jean-François-Lesueur
- Rue Jean-Honoré-Fragonard
- Rue Jean-Jacques-Bernet
- Rue Jean-Jacques-Esquié
- Rue Jean-Jacques-Rousseau
- Rue Jean-Joseph-Sanfourche
- Rue Jean-Louis-Harchenko
- Allée Jean-Loup-Chrétien
- Rond-point Jean-Luc-Lagardère
- Impasse Jean-Marie-Delort
- Rue Jean-Martin-Charcot
- Rond-point Jean-Paul-Fontvielle
- Rue Jean-Paul-Laurens
- Rue Jean-Philippe-Rameau
- Impasse Jean-Pierre-Blanchard
- Rue Jean-Pierre-Blanchard
- Place Jean-Pierre-Vernant
- Impasse Jean-Sébastien-Bach
- Rue Jean-Victorin-Déqué
- Place Jeanne-d'Arc
- Allée Jeanne-Barret
- Impasse Jeanne-Benozzi
- Rue Jeanne-Chauvin
- Allée Jeanne-Dumée
- Rue Jeanne-Labrosse
- Rue Jeanne-Lanvin
- Rue Jeanne-Marvig
- Allée Jeanne-Rouquet
- Impasse Jeanne-de-Ségla
- Rue Jeanne-de-Ségla
- Rue Jeanne-de-Toulouse
- Allée Jeanne-Villepreux-Power
- Place Jeanne-Émilie-de-Villeneuve
- Impasse Jeanne-Marie-Montané
- Rue Jeannette-Guyot
- Rue Jeannette-Mac-Donald
- Place Jeannine-Micheau
- Impasse Jéliotte
- Rond-point Jérôme-Pugens
- Place de Jérusalem
- Rue de Jérusalem
- Rue de la Jeunesse
- Impasse Jim-Morrison
- Rue Joachim-du-Bellay
- Rue Joachim-Genard
- Rue Job
- Rue Johan-Strauss
- Rue John-Fitzgerald-Kennedy
- Place John-Mundy
- Esplanade Johnny-Hallyday
- Rue Jolimont
- Rue Joly
- Impasse Jonas
- Rue Jonas
- Rue Jonquières
- Rue des Jonquilles
- Rue Jorge-Semprún
- Rue José-Félix
- Impasse Joseph-Andrau
- Rue Joseph-Billecocq
- Rue Joseph-Bosc
- Avenue Joseph-Le Brix
- Rue Joseph-Guépin
- Rue Joseph-Jacquard
- Rue Joseph-Lakanal
- Rue Joseph-Marignac
- Rue Joseph-de-Malaret
- Rue Joseph-de-Pesquidoux
- Pont Joseph-Roig
- Rue Joseph-Saget
- Rond-point Joseph-Sauveur
- Rue Joseph-Thillet
- Allée Joseph-Thoret
- Rue Joseph-Vié
- Rue Joseph-de-Villèle
- Allée Joséphine-Baker
- Rue Joubert
- Impasse Joule
- Rue Joutx-Aigues
- Rue Julia
- Impasse Jules-Amilhau
- Rue Jules-Amilhau
- Rue Jules-Chalande
- Rue Jules-Clarétie
- Rue Jules-Dalou
- Avenue Jules-Ferry
- Allées Jules-Guesde
- Avenue Jules-Julien
- Rue Jules-Lahondès
- Rue Jules-Lemaître
- Rue Jules-Mazellier
- Boulevard Jules-Michelet
- Rue Jules-Raimu
- Rue Jules-de-Rességuier
- Rue Jules-Védrines
- Rue Jules-Verne
- Rue Julie-Demouis
- Place Julie-Jeanne-Bouillane
- Rue Julie-Victoire-Daubié
- Passage Julien-Forgues
- Rue Julien-Forgues
- Rue Julien-Pranville-et-Élisée-Negrin
- Rue Julien-Sacaze
- Allée Julienne-Séguret
- Place Jules-Tellier
- Rue Jules-Tellier
- Impasse Juliette-Adam
- Rue des Jumeaux
- Avenue de la Juncasse
- Cité de la Juncasse
- Impasse du Jura
- Allée des Justes-des-Nations
- Rond-point Justin-Boyer
- Passage Justin-Fort

### K
- Haut – A
- B
- C
- D
- E
- F
- G
- H
- I
- J
- K
- L
- M
- N
- O
- P
- Q
- R
- S
- T
- U
- V
- W
- X
- Y
- Z

- Rue Karen-Blixen
- Rue Kepler
- Rue de Kyiv
- Rue Kléber
- Passerelle Kléber-Haedens
- Rue Kléber-Haedens
- Rue de Koufra
- Rue Kruger

### L
- Haut – A
- B
- C
- D
- E
- F
- G
- H
- I
- J
- K
- L
- M
- N
- O
- P
- Q
- R
- S
- T
- U
- V
- W
- X
- Y
- Z

- Rue La Bruyère
- Rue de la Kahina
- Rue Labat-de-Savignac
- Rue Labéda
- Route de Labège
- Rue Labouche
- Passerelle du Lac
- Rue du Lac-d'Oô
- Rue Lachenal
- Impasse Lacordaire
- Rue Lafaille
- Rue Lafaurie
- Rue Lafayette
- Chemin de Lafilaire
- Rue Lafon
- Rue Lagrénée
- Espace de la Laïcité
- Rue de Lalande
- Rue Lalanne
- Rue Laloubère
- Avenue Lamartine
- Rue Lambic
- Rue Lamothe-Langon
- Rue Lancefoc
- Rue des Landes
- Rue du Languedoc
- Rue Lanternières
- Chemin de Lanusse
- Rue Lapeyrouse
- Chemin du Lapin
- Chemin de Laporte
- Chemin de Lapparou
- Chemin de Lapujade
- Impasse de Lapujade
- Rue de la Laque
- Rue Larade
- Rue du Larboust
- Avenue de Lardenne
- Boulevard de Larramet
- Avenue de Larrieu
- Avenue de Larrieu prolongée
- Impasse de Larrieu
- Avenue de Larrieu-Thibaud
- Impasse Laruette
- Impasse de Las-Bruges
- Rue Las-Cases
- Impasse de Las-Cegos
- Avenue de Lasbordes
- Impasse de Lascaux
- Boulevard Lascrosses
- Rue Lascrosses
- Rue Latapie
- Impasse Laudié
- Impasse de Launaguet
- Route de Launaguet
- Place Laura-Bassi
- Avenue du Lauragais
- Avenue Laure-Delerot
- Allée Laure-Delvolvé
- Rue Laurent-Chaffin
- Impasse Laurent-Guerrero
- Rue Laurent-Marqueste
- Rue des Lauriers
- Rue de Lausanne
- Allée des Lavandières
- Rue du Lavandou
- Avenue de Lavaur
- Impasse Lavidalie
- Impasse du Lavoir
- Rue Lavoisier
- Boulevard Lazare-Carnot
- Impasse Leconte-de-Lisle
- Rue Ledru-Rollin
- Rue Lefranc-de-Pompignan
- Place de la Légion-d'Honneur
- Rue Leïla-Alaoui
- Rue Léna-Bernstein
- Rue Léo-Delibes
- Rue Léo-Hamard
- Rue Léo-Lagrange
- Avenue Léon-Blum
- Rue Léon-Bourjade
- Rue Léon-Dutil
- Rue Léon-Gambetta
- Rue Léon-Jaussely
- Rue Léon-Jouhaux
- Rue Léon-Joulin
- Rond-point Léon-Lajaunie
- Rue Léon-Say
- Rue Léon-Soulié
- Rue Léon-Tolstoï
- Avenue Léon-Viala
- Rue Léon-Paul-Fiquet
- Rue Léonard-de-Vinci
- Rue Léonce-Castelbou
- Impasse Léonce-Couture
- Rue Léonce-Duclos
- Rue Léonce-de-Lavergne
- Impasse Léontine-de-Castelbajac
- Chemin Léopold-Galy
- Impasse Léopold-Gimié
- Rond-point Léopold-Gourp
- Rue Léotard
- Rue Lescot
- Rue Lespès
- Avenue de Lespinet
- Impasse de Lespinet
- Chemin de Lestang
- Impasse de Leucate
- Rue de Leucate
- Rue Levesville
- Chemin de la Levrette
- Impasse des Leys-d'Amors
- Rue des Libellules
- Rue de la Liberté
- Rue du Libre-Échange
- Chemin de Licard
- Impasse de Licard
- Rue du Lierre

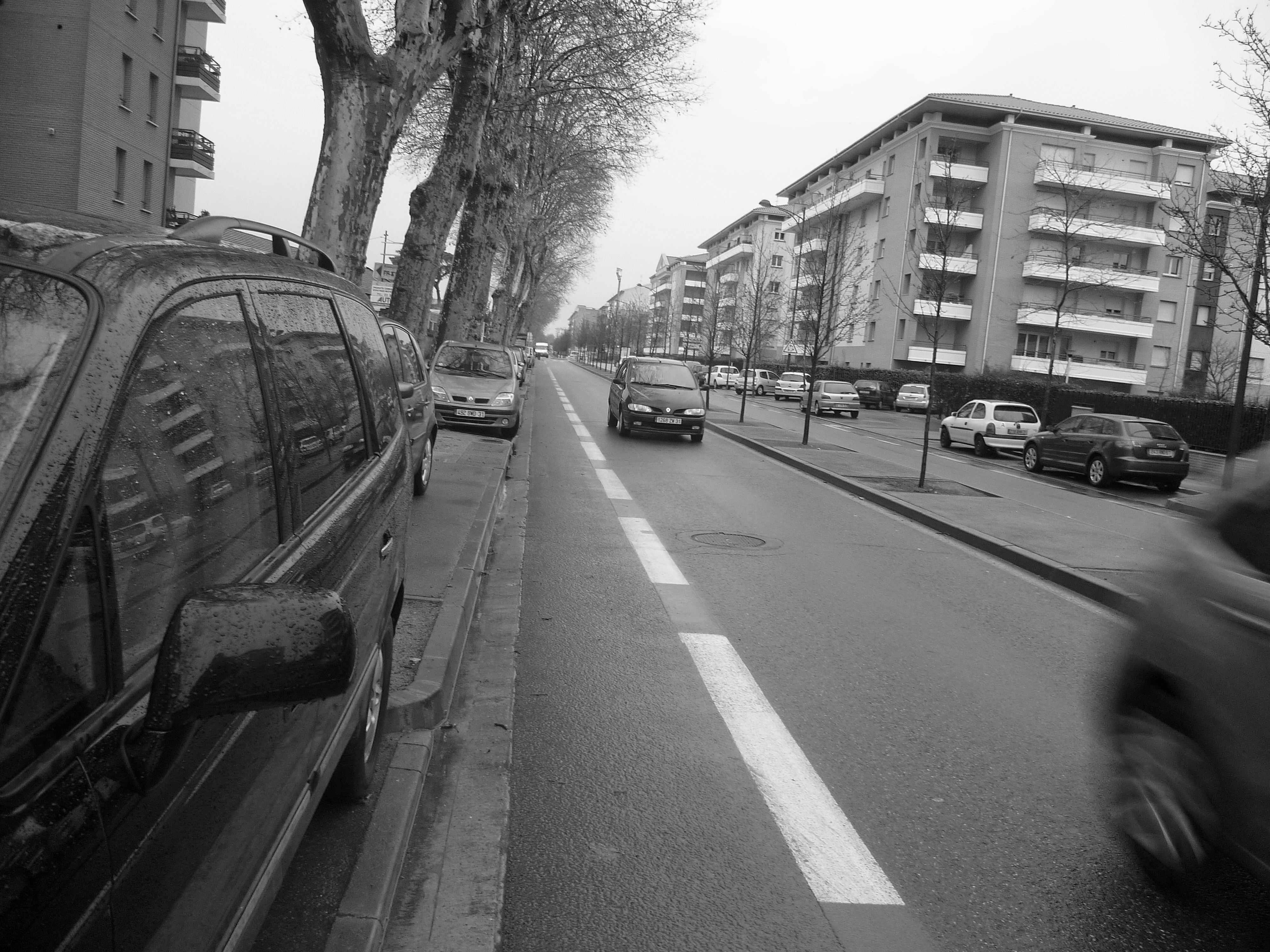
L'avenue de Lombez.

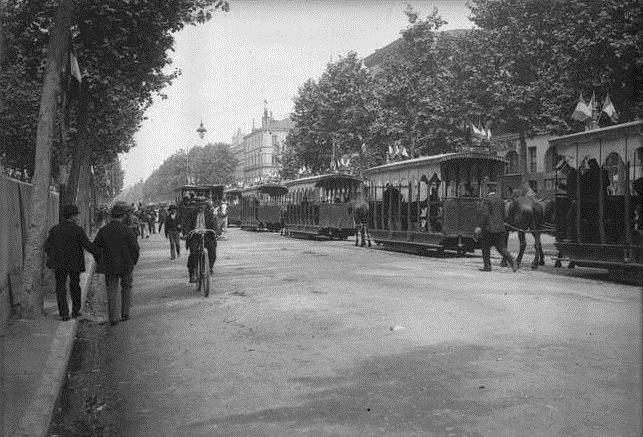
Train de tramways sur le boulevard Lazare-Carnot en 1895 (Eugène Trutat, archives municipales).

- Rue du Lieutenant-Colonel-Pélissier
- Impasse du Lieutenant-Colonel-Raphaël-Folliot
- Allée du Lieutenant-Lucien-Lafay
- Impasse du Lieutenant-Michel-Welvert
- Chemin de Liffard
- Impasse de Liffard
- Rue des Lilas
- Rond-point Lili-Boulanger
- Rue Lilian-Buzzichelli
- Impasse Liliane-Desgraves
- Rue de Lille
- Allée de la Limagne
- Allée de Limayrac
- Chemin de Limayrac
- Impasse de Limayrac
- Rue de Limayrac
- Rue du Limousin
- Chemin de Linières
- Rue Lionel-Terray
- Square du Lions-Club-International
- Rue des Liserons
- Impasse de Lisieux
- Rue de Lisieux
- Rue de la Llagonne
- Chemin de la Loge
- Place de la Loire
- Rue des Lois
- Avenue de Lombez
- Barrière de Lombez
- Rue Loménie-de-Brienne
- Impasse de Londres
- Rue de Londres
- Rue de Longchamp
- Rond-point Lorenzo-Pintado
- Rue de la Lorraine
- Passage du Losange
- Rue du Lot
- Place des Lotus
- Rue Loubiague
- Rue Louis-Ariste-Passerieu
- Cheminement Louis-Auriacombe
- Avenue Louis-Bazerque
- Impasse Louis-Bertillon
- Rue Louis-Blanc
- Avenue Louis-Blériot
- Rue Louis-Bonin
- Rue Louis-Braud
- Rond-point Louis-Bréfeil
- Avenue Louis-Breguet
- Rue Louis-de-Broglie
- Place Louis-Campan
- Impasse Louis-Castello
- Rue Louis-Célestin
- Rue Louis-Courtois-de-Viçose
- Rue Louis-Deffès
- Rond-point Louis-Destrem
- Rue Louis-Dhers
- Impasse Louis-Eychenne
- Rue Louis-Eydoux
- Rue Louis-Fouré-Labrot
- Impasse Louis-de-Froidour
- Rue Louis-Hérold
- Rond-point Louis-Izar
- Chemin Louis-Jouvet
- Rue Louis-Lumière
- Impasse Louis-Magues
- Rue Louis-Massé
- Rue Louis-Mené
- Impasse Louis-Méroc
- Rue Louis-Méroc
- Rue Louis-et-Charles-Devic
- Place Louis-Pailhas
- Rue Louis-Parant
- Passage Louis-Pergaud
- Impasse Louis-Plana
- Rue Louis-Plana
- Chemin Louis-Plantade
- Impasse Louis-Sire
- Impasse Louis-Tastavin
- Rue Louis-Tastavin
- Impasse Louis-Tharaud
- Rue Louis-Varney
- Rue Louis-Vestrepain
- Rue Louis-Vignes
- Rue Louis-Vitet
- Rue Louis-Antoine-de-Bougainville
- Rue Louis-François-Lejeune
- Rue Louis-Marc-Demouilles
- Impasse Louis-Victor-Gesta
- Impasse Louisa-Paulin
- Allée Louise-de-Coligny-Châtillon
- Rue Louise-Espinasse-Montgenet
- Impasse Louise-Labé
- Rue Louise-Michel
- Rue Louise-Weiss
- Rue de la Louisiane
- Rue Louison-Bobet
- Place Lounès-Matoub
- Chemin du Loup
- Rue de Lourdes
- Rue de Louvain
- Rue de Louvois
- Rue de la Lozère
- Rue Luc-Urbain de Guichen
- Rue Luce-Boyals
- Rue Lucie-Bouniol
- Avenue Lucien-Baroux
- Square Lucien-Béret
- Impasse Lucien-Bossoutrot
- Rue Lucien-Cassagne
- Chemin Lucien-et-Sacha Guitry
- Impasse Lucien-Laberty
- Impasse Lucien-Lafforgue
- Rue Lucien-Lafforgue
- Quai Lucien-Lombard
- Rue Lucien-Mirouse
- Rue Lucien-Nonorgues
- Impasse Lucien-Servanty
- Rue Lucien-Servanty
- Impasse Lucienne-Anduran
- Impasse Luchet
- Rue de Luchon
- Rue Lucille
- Allée Lucy-Burns
- Rue de Luppé
- Rue Ludwig-van-Beethoven
- Rue Ly-Arria
- Avenue de Lyon
- Rue du Lys

### M
- Haut – A
- B
- C
- D
- E
- F
- G
- H
- I
- J
- K
- L
- M
- N
- O
- P
- Q
- R
- S
- T
- U
- V
- W
- X
- Y
- Z

- Rue de Madagascar
- Rue de la Madeleine
- Rue Madeleine-Kahn-Klein
- Allée Madeleine-Pauliac
- Rond-point Madeleine-Pelletier
- Impasse Madeleine-de-Scudéry
- Impasse Mader
- Place Mady-Mesplé
- Place Mage
- Rue Mage
- Rue Magellan
- Rue Magenta
- Rue des Magnanarelles
- Rue des Magnolias
- Rue du Maine
- Rue Maître-Ebru-Timtik
- Place Maître-Jean-Maubec
- Rue Malafosse
- Rue Malaga
- Rue Malbec
- Rue Malcousinat
- Chemin de Malepère
- Rue Maletache
- Rue du Maltens
- Rue de la Manche
- Impasse de Mandille
- Chemin de Manel
- Rue Missak-Manouchian
- Chemin Mal-Clabel
- Carré de la Maourine
- Rue de la Maourine
- Chemin des Maraîchers
- Rue Maran
- Rue Marancin
- Rue Marc-Arcis
- Rue Marc-Laffargue
- Rue Marc-Miguet
- Avenue Marc-Pélegrin
- Allée Marc-Saint-Saëns
- Rue Marc-Sangnier
- Rue Marc-Séguin
- Avenue de la Marcaissonne
- Rue Marceau
- Rond-point Marcel-Achard
- Rue Marcel-Clouet
- Impasse Marcel-Cerdan
- Rue Marcel-Cerdan
- Impasse Marcel-Chalard
- Avenue Marcel-Dassault
- Avenue Marcel-Doret
- Cheminement Marcel-Guillaume
- Avenue Marcel-Langer
- Impasse Marcel-Langer
- Rue Marcel-Loubens
- Rue Marcel-Pagnol
- Rue Marcel-Paul
- Impasse Marcel-Pendanx
- Rond-point Marcel-Petit
- Rue Marcel-Reine
- Rue Marcel-Sembat
- Rond-point Marcelle-Rumeau
- Rue des Marchands
- Place du Marché-aux-Cochons
- Impasse du Marché-Gare
- Rue Marcou-Debax
- Avenue du Maréchal-Foch
- Rue du Maréchal-Gallieni
- Rue du Maréchal-Joffre
- Boulevard du Maréchal-Juin

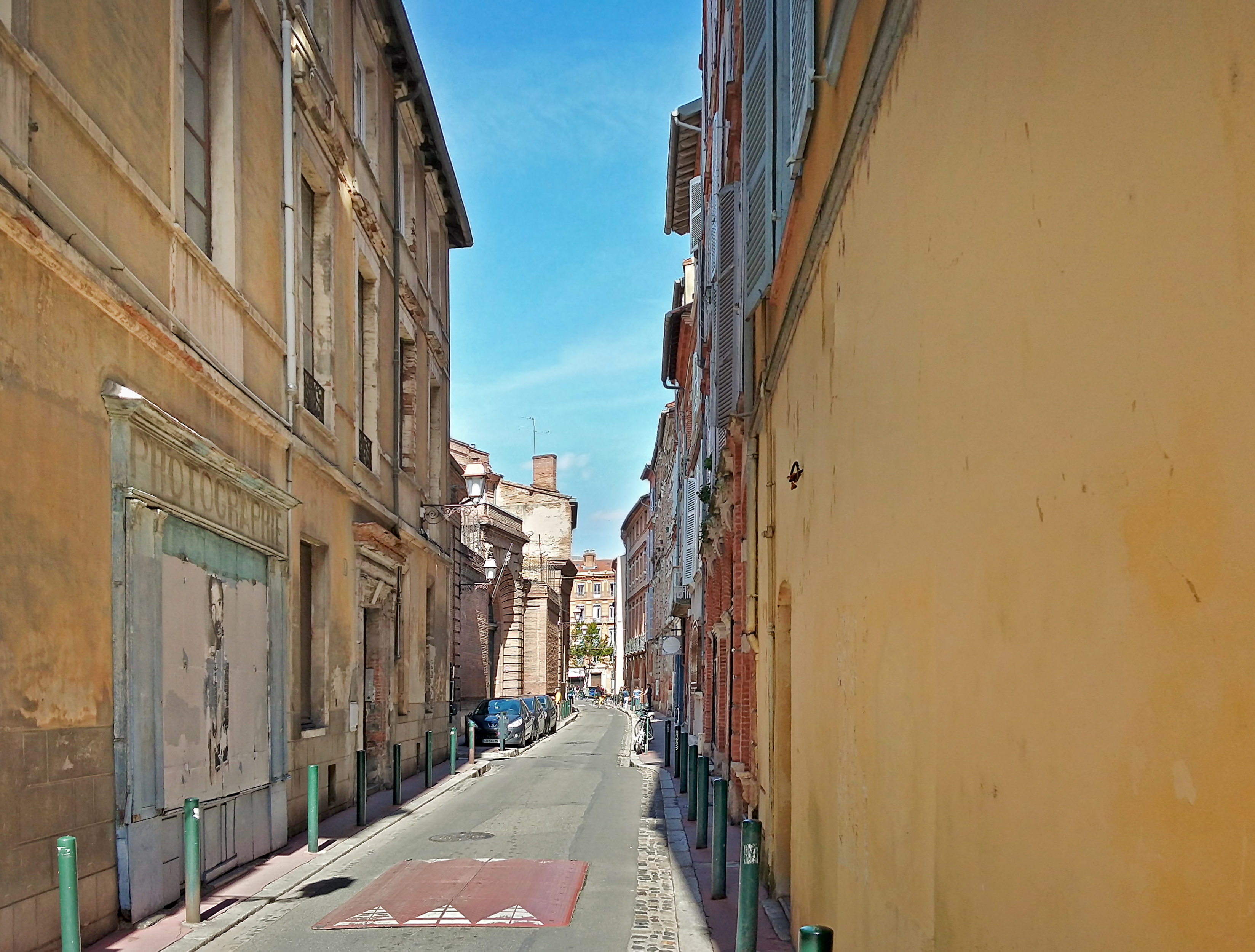
La rue Mage

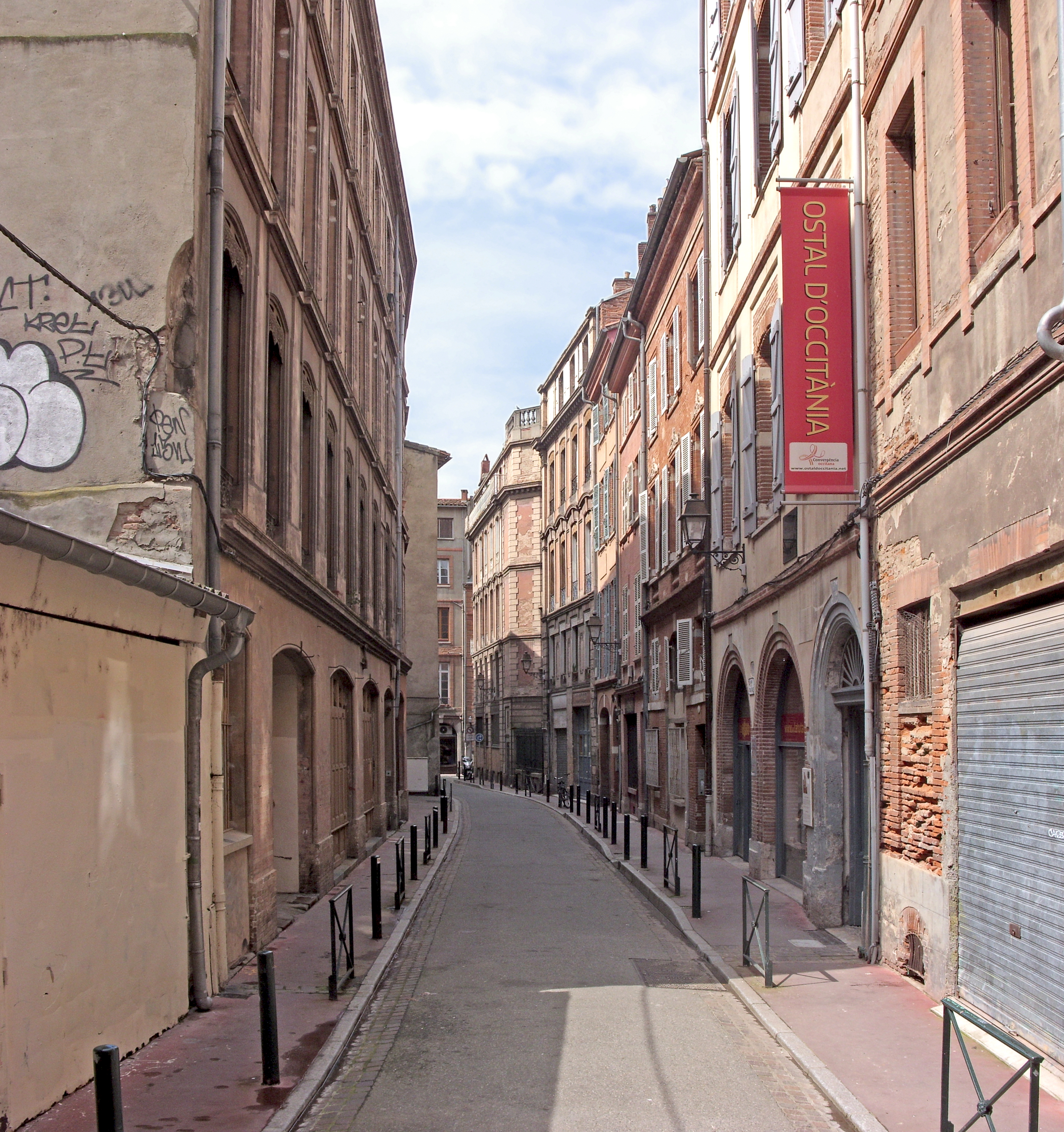
Rue Malcousinat

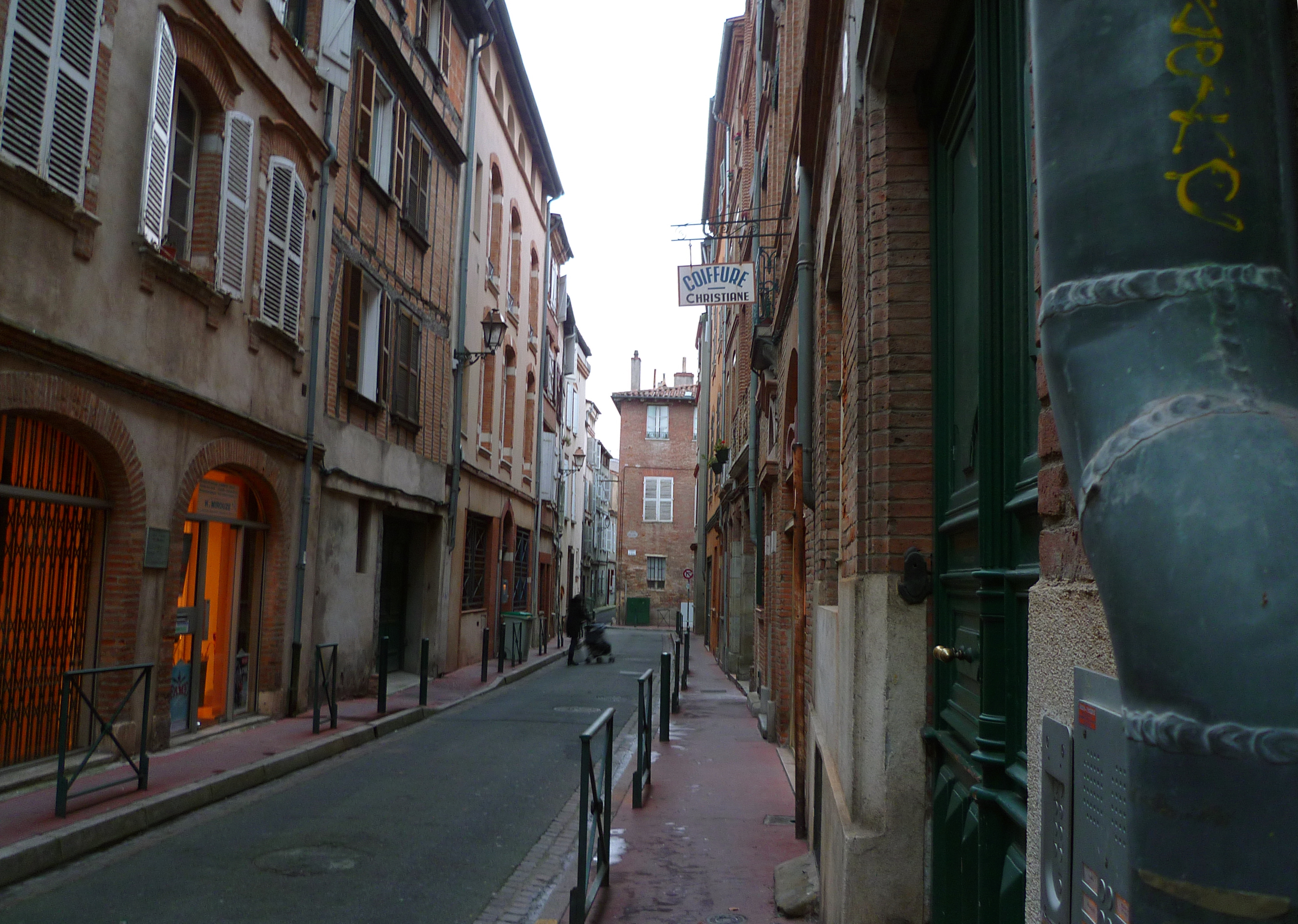
La rue Montoulieu-Vélane.

- Avenue du Maréchal-de-Lattre-de-Tassigny
- Boulevard du Maréchal-Leclerc
- Rue du Maréchal-Lyautey
- Place du Maréchal-Niel
- Rue du Maréchal-Niel
- Boulevard de Marengo
- Allée Marguerite-Broquedis
- Rue Marguerite-Dilhan
- Rond-point Marguerite-Durand
- Rue Marguerite-Senaux
- Impasse Marguerite-Yourcenar
- Rue des Marguerites
- Place Maria-Gomez-Alvarez
- Rue Maria-Mombiola
- Allée Marianne-Miguet
- Rue Marie
- Impasse Marie-Curie
- Rue Marie-Daram
- Rue Marie-de-Gournay
- Avenue Marie-Laurencin
- Impasse Marie-Laurencin
- Allée Marie-Le-Pech-de-Calages
- Rue Marie-Magné
- Allée Marie-Malpel
- Impasse Marie-Marvingt
- Rond-point Marie-Noël
- Place Marie-Peyrat
- Rue Marie-Claire-Catellan
- Rue Marie-France-Brive
- Rue Marie-Louise-Dissard
- Rue Marie-Louise-Dubreil-Jacotin
- Rue Marie-Louise-Idelin
- Rond-point Marie-Madeleine-Fourcade
- Rue Marie-Rose-Gineste
- Allée Marie-Thérèse-Blanc-Rouquette
- Chemin du Marin
- Place Marina-Ginesta
- Rue de la Marine
- Place Marius-Pinel
- Rue Marius-Terce
- Rue Marivaux
- Boulevard de la Marne
- Rue du Maroc
- Boulevard de la Marquette
- Rue de la Marquise-Marie-Thérèse-de-Villeneuve-Arifat
- Rue de la Marquise-de-Sévigné
- Rue des Marronniers
- Place de Marsoulas
- Impasse Marthe-Condat
- Place Marthe-Escat-de-Monès
- Rue Marthe-Varsi
- Rue de Martigues
- Place Martin-Luther-King
- Rue de Martini
- Rue de la Martinique
- Impasse Marty
- Chemin des Martyrs-de-Bordelongue
- Impasse des Martyrs-de-Bordelongue
- Rue des Martyrs-de-la-Libération
- Rue Mary-Ellis
- Rue Maryam-Mirzakhani
- Rue Maryse-Bastié
- Rue Maryse-Hilsz
- Impasse Mas
- Rue Mas-des-Augustins
- Rue Mascard
- Rue Massenet
- Boulevard Matabiau
- Rue Matabiau
- Rue Mathaly
- Rue Mathieu-Berdoulat
- Rue Mathieu-Lanes
- Allée Matilda
- Rue de Maubec
- Chemin Maurice
- Rue Maurice-Alet
- Rue Maurice-Bécanne
- Impasse Maurice-Bellonte
- Rue Maurice-Bergson
- Avenue Maurice-Bourgès-Maunoury
- Rue Maurice-Caunes
- Rue Maurice-Fonvieille
- Rue Maurice-Fort
- Avenue Maurice-Hauriou
- Rue Maurice-Hurel
- Rue Maurice-Jacquier
- Avenue Maurice-Magre
- Rue Maurice-Mélat
- Allée Maurice-Prin
- Rue Maurice-Ravel
- Rond-point Maurice-Ribis
- Allées Maurice-Sarraut
- Parvis Maurice-Sarrazin
- Rue Maurice-Utrillo
- Rue Maurice-et-Eugénie-de-Guérin
- Rond-point Maurice-Jean-Espitalier
- Rue Mauriès
- Rue Maury
- Rue Max-Fischi
- Rue Maxime-Jouret
- Rue du May
- Rue de la Mayenne
- Rue Maynard
- Avenue des Mazades
- Impasse des Mazades
- Rue Mazas
- Chemin de Mazaygues
- Impasse des Mazeliniers
- Rue Mazzoli
- Rond-point des Médaillés-Militaires
- Rue du Médecin-Colonel-Calbairac
- Impasse Médicis
- Boulevard de la Méditerranée
- Place Melvin-Jones
- Cheminement Mendelssohn
- Rue Mengaud
- Rue de Menton
- Rue des Menuisiers
- Rue Mère-Elise-Rivet
- Rue Mérens
- Rue Merlane
- Rue des Mésanges
- Rue Mespoul
- Rue de Metz (occitan : Carrièra de Mètz)
- Rue de la Meurthe
- Rue de la Meuse
- Impasse Michel-Ange
- Rue Michel-Ange
- Rond-point Michel-Bénech
- Place Michel-Colin
- Promenade Michel-Dupuys
- Impasse Michel-Labrousse
- Rue Michel-Labrousse
- Rond-Point Michel-Lefebvre
- Impasse Michel-Lesbre
- Rue Michel-de-Montaigne
- Rue Michel-Eugène-Chevreul
- Place Michel-Roquebert
- Rue Micheline-Ostermeyer
- Chemin Michoun
- Rue des Micocouliers
- Place Micoulaud
- Rue du Midi
- Rue Mie-d'Aghonne
- Rue Miguel-Pascual
- Impasse Miguel-Villabella
- Rue de Mil-Huit-Cent-Quatorze
- Place de Milan
- Rue de Milan
- Rue Milhès
- Avenue des Mimosas
- Avenue des Minimes
- Boulevard des Minimes
- Impasse des Minimes
- Rue Mirabeau
- Rue des Miracles
- Avenue du Mirail
- Chemin du Mirail
- Impasse du Mirailhon
- Rue Mireille-Sorgue
- Rue Miramar
- Rue Mireille
- Rue de Mirepoix
- Allée Mohamed-Hadj-Laradji
- Allée Mohamed-Legouad
- Rue Moiroud
- Rue Molière
- Impasse de Monaco
- Rond-point Madame-de-Mondonville
- Rue Monié
- Chemin de Monlong
- Boulevard Monplaisir
- Rue Monplaisir
- Cheminement Monseigneur-Carrière
- Impasse Monseigneur-de-Solages
- Rue Monseigneur-de-Solages
- Rue Monserby
- Allée Monsonego-Sandler
- Rue du Mont-Aigoual
- Impasse du Mont-Blanc
- Rue du Mont-Dore
- Impasse Mont-Liban
- Impasse de Mont-Louis
- Rue de Mont-Louis
- Rue du Mont-Vallier
- Rue du Mont-Ventoux
- Rue Montardy
- Impasse Montcabrier
- Rue Montcabrier
- Impasse du Montcalm
- Place de Montégut
- Place de Montélimar
- Rue Montesquieu
- Rue Montjoie
- Rue Montmorency
- Rue Montor
- Place Montoulieu
- Rue Montoulieu-Saint-Jacques
- Rue Montoulieu-Vélane
- Rue Montoyol
- Chemin de Montredon
- Impasse de Montredon
- Rue de Montségur
- Rue Moquin-Tandon
- Rue du Morbihan
- Place du Morvan
- Rue de la Moselle
- Rue Moto-Vidal
- Rue des Mouettes
- Rue du Moulin-Bayard
- Rue du Moulin-du-Château
- Rue des Moulins
- Allée des Moulins-de-la-Garonne
- Chemin de Moulis
- Impasse Moulive
- Chemin de la Mounède
- Rue des Moutons
- Rue Mozart
- Place des Mufliers
- Rue du Muguet
- Rue des Munitionnettes
- Rue Muratet
- Avenue de Muret
- Impasse Murger
- Impasse des Mûriers
- Rue des Mûriers
- Impasse des Muscaris
- Rue des Muses
- Rue des Myosotis
- Impasse des Myrtilles

### N
- Haut – A
- B
- C
- D
- E
- F
- G
- H
- I
- J
- K
- L
- M
- N
- O
- P
- Q
- R
- S
- T
- U
- V
- W
- X
- Y
- Z

- Impasse Nadia-Boulanger
- Rue Nalis
- Rue de Nancy
- Rue de Nantes
- Rue de Naples
- Route de Narbonne
- Rue des Narcisses
- Chemin de Narrade
- Impasse de Naubalette
- Place de Navarre
- Grande-rue Nazareth
- Allée de N'Djamena
- Chemin de la Néboude
- Chemin de Négo-Saoumos
- Rue de Négo-Saoumos
- Rue de Négogousses
- Impasse de Négreneys
- Rue de Négreneys
- Rue Nelson-Mandela
- Rue des Nénuphars
- Rue Nestor-Brun
- Allée Nettie-Honeyball
- Chemin Neuf
- Pont-Neuf
- Rue Neuve
- Impasse de Nevers
- Impasse de Niaux
- Chemin de Niboul
- Rue de Nice
- Impasse Nicéphore-Niepce
- Rue Nicéphore-Niepce
- Chemin de Nicol
- Impasse de Nicol
- Place Nicolas-Bachelier
- Rue Nicolas-Bachelier
- Rue Nicolas-Dalayrac
- Rue Nicolas-Grandmaison
- Passage Nicolas-Lieberknecht
- Rue Nicolas-Poussin
- Impasse Nicolas-Louis-Vauquelin
- Rue Nicolas-Louis-Vauquelin
- Allée Nicole-Castan
- Allée Nicole-Girard-Mangin
- Allée Nicole-Reine-Lepaute
- Rue de la Nièvre
- Allée du Niger
- Rue de Nîmes
- Place Nina-Simone
- Rue Ninau
- Rue de la Nive
- Rue du Nivernais
- Rue Noël-Ballay
- Rue Noémie-Dessalles
- Rue Noguès
- Rue Noguier
- Rue des Noisetiers
- Rue Norbert-Casteret
- Rue Noriac
- Rue des Norias
- Rue de la Normandie
- Rue Notre-Dame
- Rue Nouadhibou
- Rue Noulet
- Rue des Novars
- Impasse Nungesser-et-Coli
- Rue Nungesser-et-Coli

### O
- Haut – A
- B
- C
- D
- E
- F
- G
- H
- I
- J
- K
- L
- M
- N
- O
- P
- Q
- R
- S
- T
- U
- V
- W
- X
- Y
- Z

- Rue de l'Oasis
- Rue de l'Obélisque
- Avenue de l'Observatoire
- Rue d'Oc
- Place Occitane
- Rue Octave-Feuillet
- Rue Octave-Léry
- Impasse Octave-Sage
- Rue Octave-Sage
- Allée de l'Octroi
- Impasse d'Odeillo
- Rue d'Odeillo
- Rue Odette-Cayla
- Place Odontine-Vigneau
- Cheminement des Œillets
- Place Olin-Châtelet
- Rue de l'Oise
- Rue des Oiseaux
- Chemin des Oliviers
- Impasse des Oliviers
- Rue Olympe-de-Gouges
- Rue des Ondines
- Rue du Onze-Novembre-1918
- Rue d'Oradour-sur-Glane
- Rue d'Oran
- Rue des Orangers
- Rue d'Orbesson
- Rue des Orchidées
- Place de l'Ordre-des-Palmes-Académiques
- Place de l'Ordre-National-du-Mérite
- Rue des Orfèvres
- Impasse de l'Orient
- Rue de l'Orient
- Rue d'Orléans
- Impasse de l'Ormeau
- Place de l'Ormeau
- Rue de l'Orne
- Rue des Orpellières
- Impasse d'Ossau
- Rue de l'Ouest
- Rue Oum-Kalthoum
- Rue de l'Ourcq
- Rue Ournac
- Rue d'Ox

### P

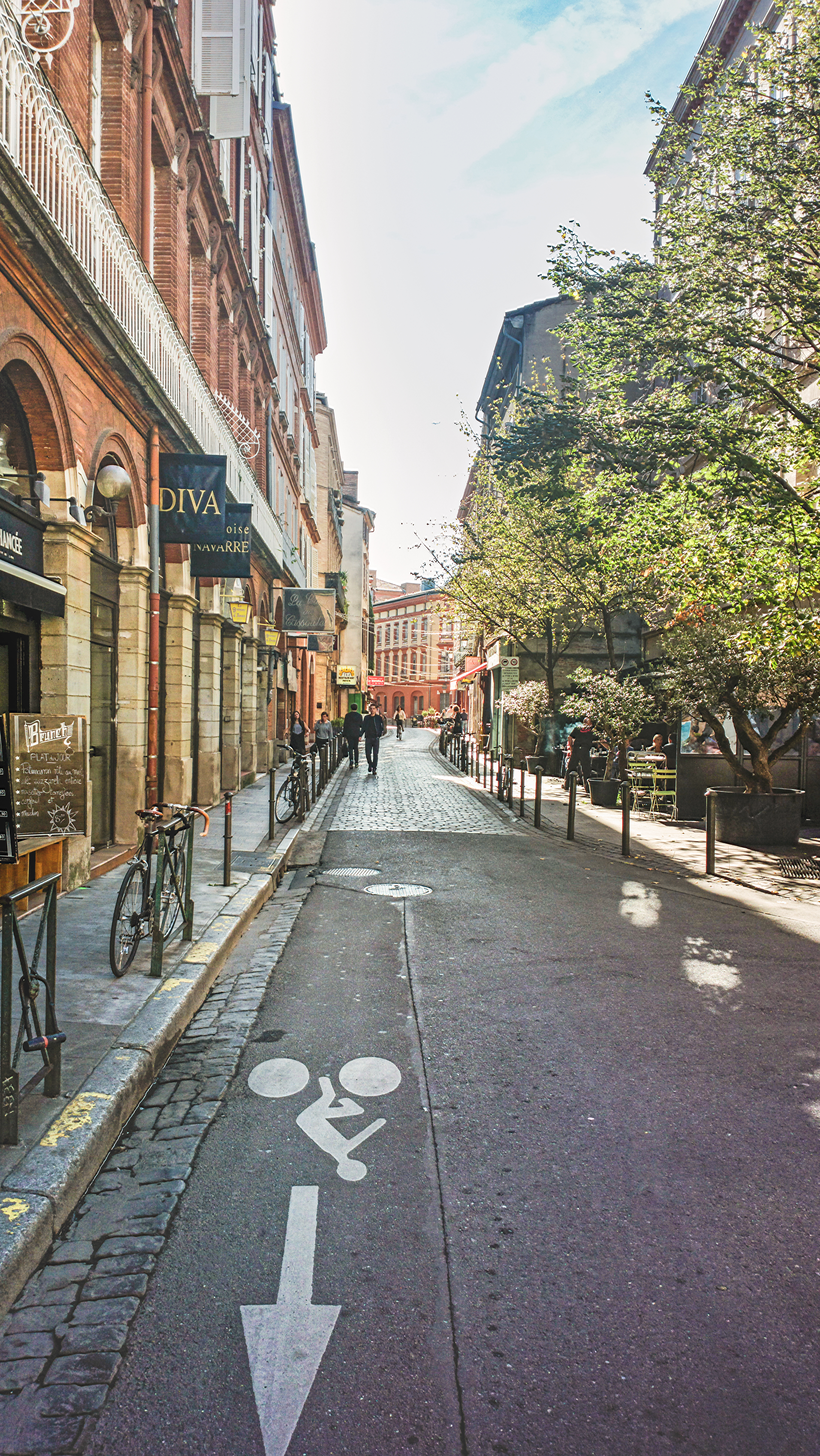
La rue Peyrolières.

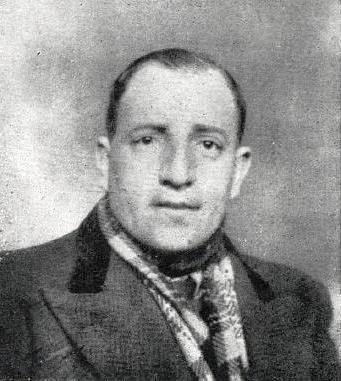
Le résistant toulousain Louis Plana donne son nom à une impasse et à une rue.

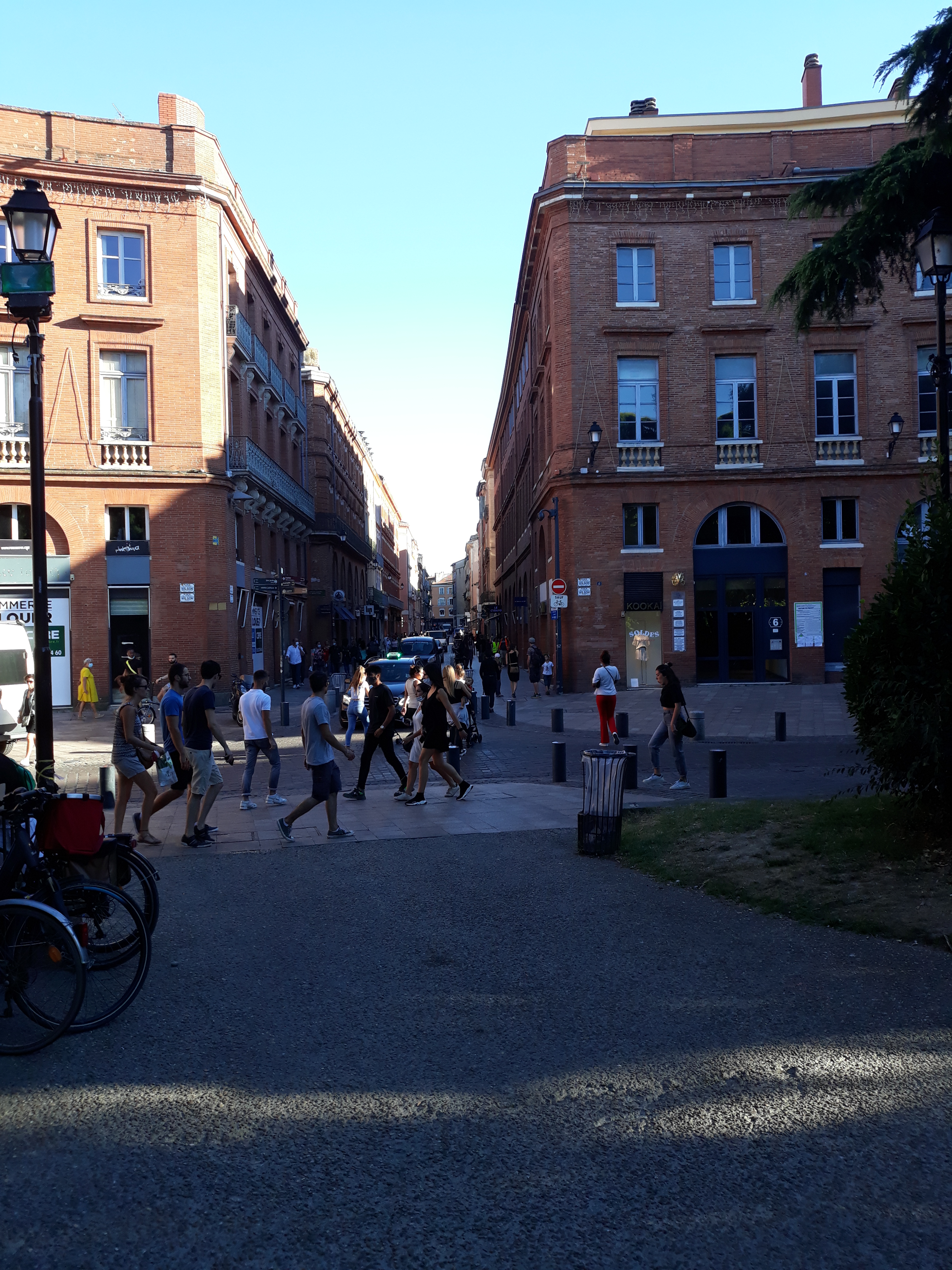
La place du Président-Thomas-Wilson en direction de la rue Saint-Antoine-du-T.

- Haut – A
- B
- C
- D
- E
- F
- G
- H
- I
- J
- K
- L
- M
- N
- O
- P
- Q
- R
- S
- T
- U
- V
- W
- X
- Y
- Z

- Impasse Pablo-Casals
- Rue Pablo-Casals
- Avenue Pablo-Picasso
- Rue Pagès
- Rue de la Paix
- Impasse de Palayré
- Chemin du Palays
- Chemin de Paléficat
- Rue des Palmiers
- Impasse des Palombes
- Rue Panebœuf
- Rue des Panoramas
- Chemin du Paou
- Chemin de Papus
- Place Papus
- Place des Papyrus
- Rue des Pâquerettes
- Rue Paracelse
- Esplanade des Parachutistes
- Rue des Paradoux
- Impasse du Parc-de-Claire
- Place Parfait-Dalquier
- Rue Pargaminières
- Barrière de Paris
- Place du Parlement
- Avenue Parmentier
- Place du Partage
- Rue de la Passerelle
- Rue de Passy
- Rue du Pastel
- Impasse des Pasteliers
- Rue Pasteur
- Rue des Pastourelles
- Place de la Patte-d'Oie
- Rue de Pau
- Rue Paul-Bély
- Rue Paul-Bernardot
- Rue Paul-Berniès
- Rue Paul-Bert
- Rue Paul-Bonamy
- Rue Paul-Bourget
- Rue Paul-Campadieu
- Rue Paul-Cézanne
- Rue Paul-Charrier
- Rue Paul-Codos
- Avenue Paul-Crampel[5]
- Impasse Paul-Crampel
- Rue Paul-Darbefeuille
- Rue Paul-Debauges
- Rue Paul-Décamps
- Rue Paul-Désiré
- Rue Paul-Dupin
- Rue Paul-Éluard
- Rue Paul-Estival
- Allées Paul-Feuga
- Rue Paul-Féval
- Rue Paul-Gauguin
- Impasse Paul-Gervais
- Impasse Paul-Groussac
- Allée Paul-Harris
- Impasse Paul-Lambert
- Rue Paul-Lambert
- Avenue Paul-Langevin
- Impasse Paul-Lapie
- Rue Paul-Mériel
- Rue Paul-Merlin
- Impasse Paul-Mesplé
- Rue Paul-Mesplé
- Avenue Paul-Ourliac
- Rue Paul-Painlevé
- Cheminement Paul-Pélisson
- Place Paul-Riché
- Rue Paul-Rocaché
- Allées Paul-Sabatier
- Avenue Paul-Séjourné
- Rue Paul-Vachet
- Rue Paul-Valéry
- Rue Paul-Verlaine
- Rue Paul-Vidal
- Rue Paule-Raymondis
- Allée Paule-Soulé
- Rue Paulette-Libermann
- Rue Paulette-Pastor
- Rue Paulin-Talabot
- Impasse-Pauly
- Rue des Pavots
- Chemin de Payssat
- Rue du Pech
- Rue Pech-David
- Chemin de Pechbusque
- Impasse des Pêchers
- Allée des Pêcheurs-de-Sable
- Rue Pedro-Gailhard
- Rue de Pékin
- Rue des Pélicans
- Chemin de Pelleport
- Impasse de Pelleport
- Chemin de la Pélude
- Impasse de la Pélude
- Rue Pénent
- Rue des Pénitents-Blancs
- Rue des Pénitents-Gris
- Rue des Pensées
- Rue de la Pépinière
- Rue Perchepinte
- Rond-point du Père-Georges-Boyer
- Allée du Père-René-de-Naurois
- Place de la Pergola
- Rue Pérignon
- Rue du Périgord
- Rue de Périole
- Rue Périssé
- Chemin de Perpignan
- Rue Perrey
- Rue du Perthus
- Rue des Pervenches
- Chemin de la Pescadoure
- Rue du Petit-Castelet
- Impasse Petit-Jacques
- Avenue du Petit-Prince
- Rue de la Petite-Vitesse
- Rue Pétrarque
- Impasse des Pétunias
- Impasse des Peupliers
- Rue des Peupliers
- Rue Peyras
- Rue de Peyresourde
- Rue Peyrolade
- Rue Peyrolières
- Place du Peyrou
- Rue Peyrouset
- Rue Peyte
- Rue Pharaon
- Rond-point Phidias
- Rue Philadelphe-de-Gerde
- Allée Philippe-Ariès
- Rue Philippe-Féral
- Rue Philippe-Wolff
- Rue du Pic-Carlit
- Impasse Pic-de-Madides
- Impasse Pic-de-Nabre
- Impasse du Pic-des-Trois-Seigneurs
- Rue Pic-du-Lanoux
- Rue Picard
- Rue de Picardie
- Impasse Picarel
- Rue Pierre-Affre
- Rue Pierre-d'Aragon
- Rue Pierre-Barthès
- Rue Pierre-Baudis
- Rue Pierre-Bayle
- Place Pierre-Bénech
- Rue Pierre-Bénech
- Rue Pierre-Benoît
- Allée Pierre-Bertaux
- Place Pierre-Béteille
- Rue Pierre-Béteille
- Rond-point Pierre-Bourthoumieux
- Rue Pierre-Bourthoumieux
- Rue Pierre-Brossolette
- Rue Pierre-Brunière
- Impasse Pierre-Bunel
- Impasse Pierre-Camo
- Cheminement Pierre-Cardenal
- Rue Pierre-Cazeneuve
- Rue Pierre-Cot
- Pont Pierre-de-Coubertin
- Impasse Pierre-Curie
- Boulevard Pierre-et-Marie-Curie
- Rue Pierre-Deley
- Rue Pierre-Deldi
- Rond-point Pierre-Degon
- Promenade Pierre-Fabre
- Rue Pierre-de-Fermat
- Impasse Pierre-Fons
- Rue Pierre-Fontan
- Esplanade Pierre-Garrigues
- Rond-point Pierre-Guillaumat
- Rue Pierre-Jarre
- Rue Pierre-Juppont
- Rue Pierre-Laplace
- Rue Pierre-Larousse
- Rue Pierre-Lauzeral
- Rue Pierre-Loti
- Impasse Pierre-Magi
- Impasse Pierre-Maurand
- Place Pierre-Mendès-France
- Avenue Pierre-Molette
- Rond-point Pierre-Mounicq
- Rue Pierre-Nougaro
- Place Pierre-Potier
- Rue Pierre-de-Ronsard[6],[7]
- Rue Pierre-Rubens
- Allée Pierre-de-Serre-de-Saint-Roman
- Rue Pierre-Salies
- Place Pierre-Satre
- Rue Pierre-Savignol
- Rue Pierre-Seel
- Boulevard Pierre-Semard
- Impasse Pierre-Souffron
- Impasse Pierre-Wallaert
- Rue Pierre-Wallaert
- Avenue Pierre-Georges-Latécoère
- Espace Pierre-Gilles-de-Gennes
- Boulevard Pierre-Paul-Riquet
- Place Pierre-Paul-Riquet
- Pont Pierre-Paul-Riquet
- Rue Pierre-Paul-Riquet
- Rue Pierrette-Louin
- Chemin du Pigeonnier-de-la-Cépière
- Rue Pigni
- Allée des Pionniers-de-l'Aéropostale
- Rue Piquemil
- Passage de la Piste-des-Géants
- Rue des Pivoines
- Chemin de la Plage
- Passage de la Plaine
- Rue de Plaisance
- Rue Planquette
- Rue Plantier
- Boulevard des Platanes
- Rue de la Pleau
- Rue du Poids-de-l'Huile
- Rue du Poisson
- Rue du Poitou
- Allée Philippe-Polderman
- Rue du Pôle
- Rue des Polinaires
- Rue de la Pomme
- Impasse de la Pommeraie
- Impasse Pons
- Rue Pons-Capdenier
- Chemin du Pont-de-Rupé
- Rue du Pont-de-Tounis
- Rue du Pont-Guilheméry
- Rue du Pont-Montaudran
- Place du Pont-Neuf
- Impasse du Pont-Saint-Michel
- Rue du Pont-Saint-Pierre
- Rue du Pont-Vieux
- Impasse des Pontils
- Rue de la Porte-Sardane
- Rue du Portillon
- Rue des Potiers
- Rue Poudepé
- Passerelle de la Poudrerie
- Pont de la Poudrerie
- Rue du Pouset
- Rue Poutier
- Rue des Poutiroux
- Impasse Pouvillon
- Rue Pouvillon
- Chemin de Pouvourville
- Rue Pouzonville
- Rue Pradal
- Impasse Pradet
- Chemin des Pradettes
- Impasse des Pradettes
- Rue du Prado
- Rue Pranville-et-Négrin
- Impasse Prat
- Chemin du Prat-Long
- Rue du Pré-Fermé
- Impasse de la Préfecture
- Rue Prends-y-Garde
- Allées du Président-Franklin-Roosevelt
- Avenue du Président-Gaston-Doumergue
- Esplanade du Président-Marcel-Despax
- Place du Président-Thomas-Woodrow-Wilson
- Rue des Prêtres
- Rue du Prieuré
- Rue du Prilloumé
- Rue des Primevères
- Rue des Princes
- Rue du Printemps
- Impasse du Professeur-Achille-Mestre
- Cheminement du Professeur-Adolphe-Buhl
- Rue du Professeur-Antoine-Baïsset
- Allée du Professeur-Camille-Soula
- Rond-point du Professeur-Francis-Cambou
- Rue du Professeur-Francisco-Sanchez
- Place du Professeur-François-Combes
- Rue du Professeur-Gaston-Astre
- Rue du Professeur-Gaston-Dupouy
- Avenue du Professeur-Guy-Espagno
- Chemin du Professeur-Henri-Bouasse
- Impasse du Professeur-Henri-Graillot
- Rue du Professeur-Jacques-Arlet
- Rue du Professeur-Jean-Cuille
- Impasse du Professeur-Jean-Donat
- Rue du Professeur-Jean-Martin
- Impasse du Professeur-Jean-Nougayrol
- Avenue du Professeur-Jean-Poulhès
- Rue du Professeur-Jean-Sendrail
- Impasse du Professeur-Joseph-Anglade
- Rue du Professeur-Joseph-Anglade
- Avenue du Professeur-Joseph-Ducuing
- Impasse du Professeur-Jules-Picavet
- Rue du Professeur-Léon-Jammes
- Boulevard du Professeur-Léopold-Escande
- Rond-point du Professeur-Louis-Schwartzenberg
- Rue du Professeur-Paul-Louis-Chelle
- Rue du Professeur-Pierre-Vellas
- Rue du Professeur-Raymond-Rey
- Impasse Proudhon
- Rue de Provence
- Rue de la Providence
- Rue de Pugens
- Place des Puits-Clos
- Rue des Puits-Clos
- Rue des Puits-Creusés
- Rue du Puits-Vert
- Chemin Pujibet
- Impasse Pujibet
- Rue de Purpan
- Rue du Puy-de-Dôme
- Rue de Puymaurin
- Rue des Pyrénées

### Q
- Haut – A
- B
- C
- D
- E
- F
- G
- H
- I
- J
- K
- L
- M
- N
- O
- P
- Q
- R
- S
- T
- U
- V
- W
- X
- Y
- Z

- Passage du Quatorze-Juillet
- Rue du Quatorze-Juillet
- Avenue du Quatorzième-Régiment-d'Infanterie
- Rue des Quatre-Billards
- Rue du Quatre-Septembre
- Rue du Quercy
- Rue de Quérigut
- Rue des Quêteurs
- Rue de Quéven
- Rue Quilméry

### R
- Haut – A
- B
- C
- D
- E
- F
- G
- H
- I
- J
- K
- L
- M
- N
- O
- P
- Q
- R
- S
- T
- U
- V
- W
- X
- Y
- Z

- Rue de Rabastens
- Rue Rabelais
- Allée Rachel-Carson
- Chemin du Raisin
- Impasse Ramel
- Espace du Ramelet
- Chemin du Ramelet-Moundi
- Théâtre de verdure du Ramier
- Impasse du Ramier-des-Catalans
- Avenue de Rangueil
- Cheminement Raoul-Bergougnan
- Rue Raoul-Dufy
- Impasse Raoul-Follereau
- Rue Raoul-Ponchon
- Rue Rapas
- Impasse Raphaël
- Rue Raphaël
- Chemin de Raseyre
- Chemin du Rat
- Place du Ravelin
- Rue du Ravelin
- Rue Raymond-IV
- Promenade Raymond-V
- Avenue Raymond-Badiou
- Rue Raymond-Boulogne
- Rue Raymond-Corraze
- Rue Raymond-Delmotte
- Place Raymond-Grimaud
- Rue Raymond-Icart
- Rue Raymond-Lafage
- Rue Raymond-Lizop
- Esplanade Raymond-de-Montaigut
- Avenue Raymond-Naves
- Impasse Raymond-Sabarich
- Impasse Raymond-Serravère
- Place Raymond-Serravère
- Rue Raymond-Sommer
- Rue Raymond-de-la-Tailhède
- Rue Raymond-Vanier
- Rue Raymonde-Carasco
- Place Raymonde-Fournet
- Rue Raymonde-Vié-Lamouille
- Chemin Raynal
- Impasse Raynal
- Rue Raynaud
- Chemin Reboul
- Impasse Récantou
- Rue Réclusane
- Boulevard des Récollets
- Place du Recteur-Claude-Chalin
- Impasse du Recteur-Joseph-Dresch
- Impasse du Recteur-Joseph-Gheusi
- Rue du Recteur-Paul-Dottin
- Rue des Redoutes

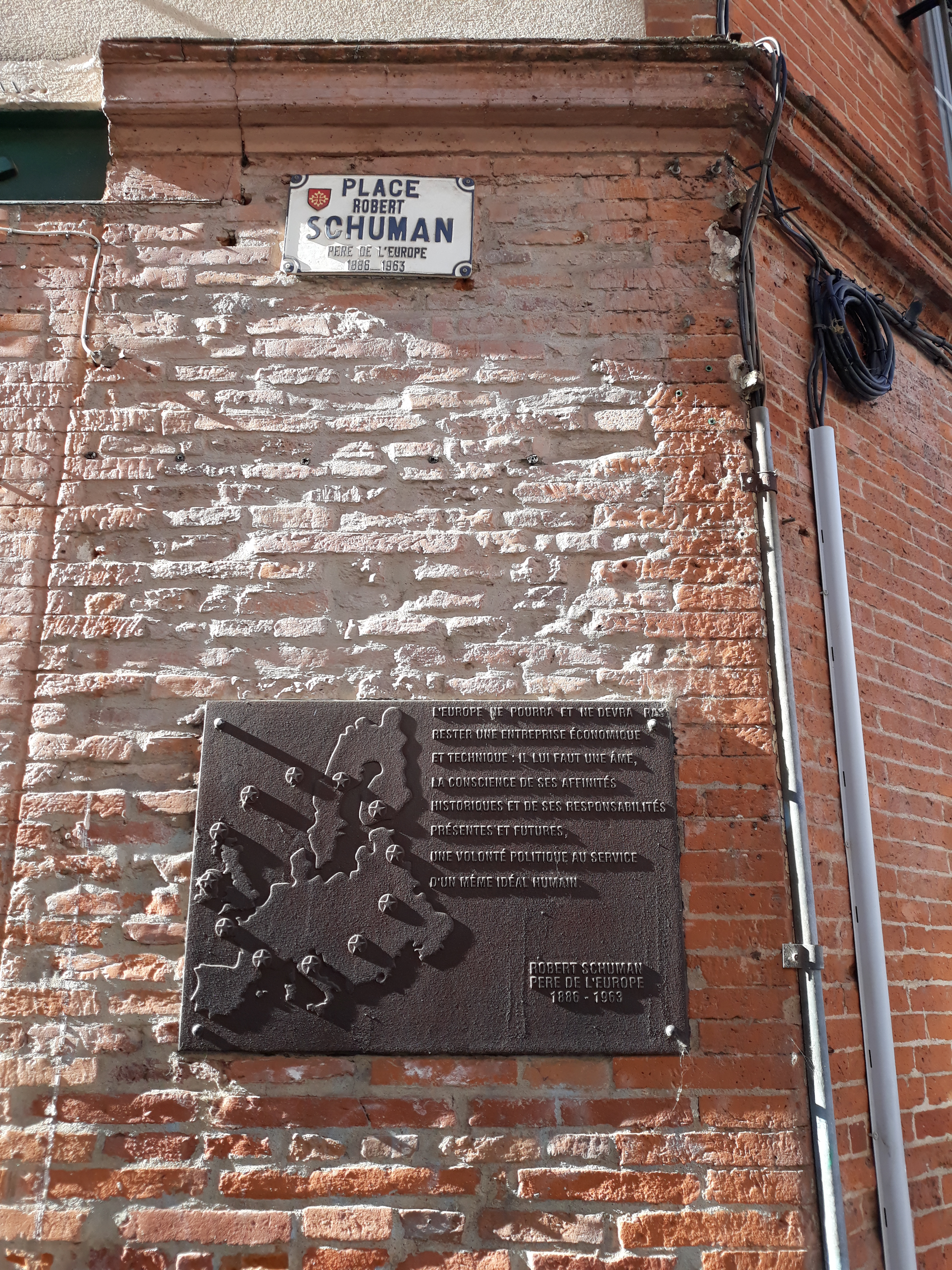
La place Robert-Schuman avec plaque commémorative pour le « père de l'Europe ».

- Impasse des Réfractaires-Maquisards
- Rond-point des Refuzniks
- Rue des Régans
- Rue Régence
- Rue de la Régine
- Impasse Réguelongue
- Rue Réguelongue
- Rue de Reims
- Place des Reines-et-Rois-Wisigoths
- Rue Rembrandt
- Rue du Rempart-Matabiau
- Rue du Rempart-Saint-Étienne
- Rue du Rempart-Villeneuve
- Parvis Rémy-Peyranne
- Avenue Rémy-Sans
- Rue de la Renaissance
- Allée Rena-Kanokogi
- Chemin du Renard
- Rue René-Bazin
- Impasse René-Cabau
- Rue René-Cassin
- Rue René-Clarous
- Rue René-Coty
- Impasse René-Couzinet
- Rue René-Crabos
- Rue René-Descartes
- Impasse René-Fonck
- Rue René-Fonquerne
- Rue René-Goscinny
- Rue René-Leduc
- Impasse René-Mouchotte
- Rue René-Nelli
- Impasse René-Rodo
- Rue René-Sentenac
- Rue René-Sirot
- Rue René-Tastayre
- Rue René-Vaïsse
- Rue Renée-Aspe
- Allée Renée-Canavaggia
- Rue des Renforts
- Rue de Rennes
- Rue de la République
- Rue du Réservoir
- Place de la Réunion
- Impasse de Revel
- Route de Revel
- Rue Reyer
- Avenue de Reynerie
- Rue du Rhône
- Chemin de Ribaute
- Boulevard Richard-Wagner
- Rue de Rieumes
- Rue Riguepels
- Rue de Rimont
- Rue Ringaud
- Chemin de Rispet
- Impasse Rissel
- Rond-Point-Rita-Levi-Montalcini
- Place Ritay
- Rue Ritay
- Rue Rivals
- Chemin de Rivalsupervic
- Impasse Rixens
- Rue Robert
- Rue Robert-Aron
- Rond-point Robert-Baden-Powell
- Rue Robert-Bajac
- Rue Robert-Borios
- Cheminement Robert-Cambert
- Avenue Robert-Campardon
- Rue Robert-Champeaux
- Rue Robert-Debré
- Chemin Robert-Desnos
- Rue Robert-Doisneau
- Place Robert-Esnault-Pelleterie
- Rue Robert-Folus
- Rue Robert-Maffre
- Allée Robert-Marcault
- Rue Robert-Mesuret
- Passerelle Robert-Poujade
- Place Robert-Schuman
- Rue Robespierre
- Rue Roc
- Chemin Rocamadour
- Rue Rochefort
- Rue La Rochefoucauld
- Rue Rodolphe-Bresdin
- Rue Rodolose
- Place Roger-Arnaud
- Rue Roger-Berbel
- Place Roger-Boujard
- Rue Roger-Braun
- Rue Roger-Camboulives
- Rond-Point Roger-Galtier
- Place Roger-Loupiac
- Rue Roger-Mompezat
- Impasse Roger-Morin
- Place Roger-Salengro
- Rue Roger-Sicre
- Place Roland
- Rue Roland-Dorgelès
- Impasse Roland-Garros
- Place Roland-Garros
- Rue Roland-Garros
- Rue Rolande-Trempé
- Rue du Romarin
- Rue Roode
- Place Roquelaine
- Rue Roquelaine
- Impasse Roquemaurel
- Passage Roquemaurel
- Rue Roquemaurel
- Chemin de Roques
- Chemin de Roques-Pech-David
- Impasse Rosa-Bonheur
- Rue Rosa-Parks
- Rue des Roseaux
- Avenue de la Roseraie
- Place de la Roseraie
- Rue des Roses
- Rue Rosette
- Allée Rose-Valland
- Place Rosine-Bet
- Rue Rosine-de-Peyre
- Rue Rossignol
- Place du Rotary
- Place Rouaix
- Rue Roubichou
- Rue des Roudous
- Rue de Rouen
- Rue du Rouergue
- Chemin de Rousergue
- Rue du Roussillon
- Chemin du Roussimort
- Rue de Royan
- Rue Rozès-de-Brousse
- Rue des Roziers
- Chemin du Ruisseau
- Chemin latéral de Rupé
- Pont de Rupé

### S
- Haut – A
- B
- C
- D
- E
- F
- G
- H
- I
- J
- K
- L
- M
- N
- O
- P
- Q
- R
- S
- T
- U
- V
- W
- X
- Y
- Z

- Rue Sabiha-Gökçen
- Rue des Sables
- Rue des Sabots
- Rue du Sachet
- Rue de Saillagouse
- Chemin de Saint-Agne
- Chemin de Saint-Amand
- Rue Saint-Antoine-du-T.
- Place Saint-Aubin
- Rue Saint-Aubin
- Rue Saint-Bernard
- Rue Saint-Bertrand
- Rue Saint-Bruno
- Allée de Saint-Caprais
- Place Saint-Caprais
- Rue Saint-Charles
- Place Saint-Cyprien
- Rue de Saint-Cyr
- Rue Saint-Denis
- Rue Saint-Dominique
- Rue Saint-Éloi
- Rue Saint-Ephrem
- Place Saint-Étienne
- Port Saint-Étienne
- Rue Saint-Expédit
- Avenue de Saint-Exupéry
- Impasse Saint-Félix
- Rue Saint-Ferréol
- Rue Saint-Gabriel
- Impasse de Saint-Gaudens
- Place Saint-Georges
- Impasse Saint-Géraud
- Rue Saint-Germier
- Rue Saint-Gervais
- Rue Saint-Gilles
- Rue Saint-Granier
- Rue Saint-Henri
- Rue Saint-Hilaire
- Rue Saint-Hippolyte
- Rue Saint-Honest
- Rue Saint-Hubert
- Rue Saint-Hyacinthe
- Impasse Saint-Jacques
- Place Saint-Jacques

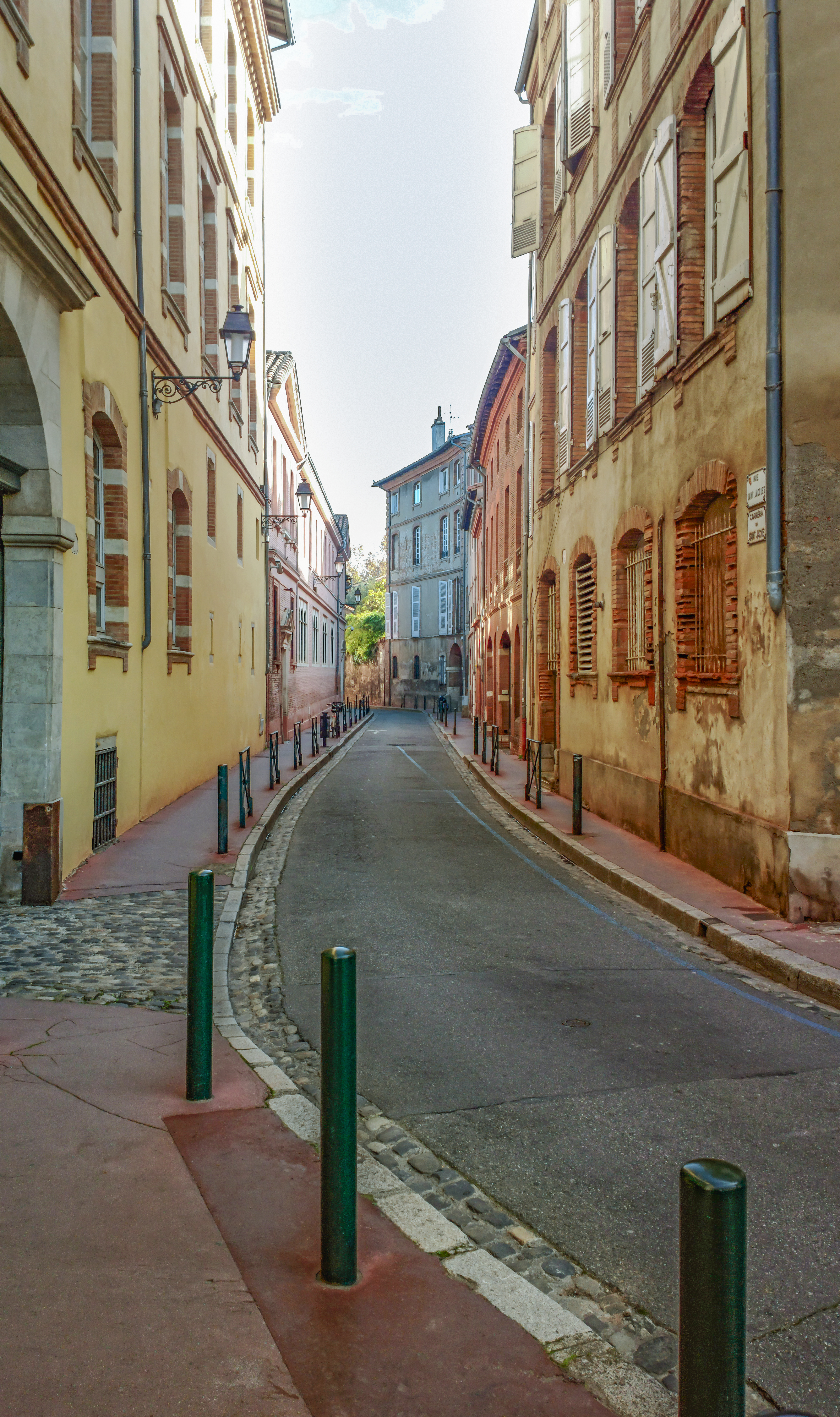
La rue Saint-Jacques.

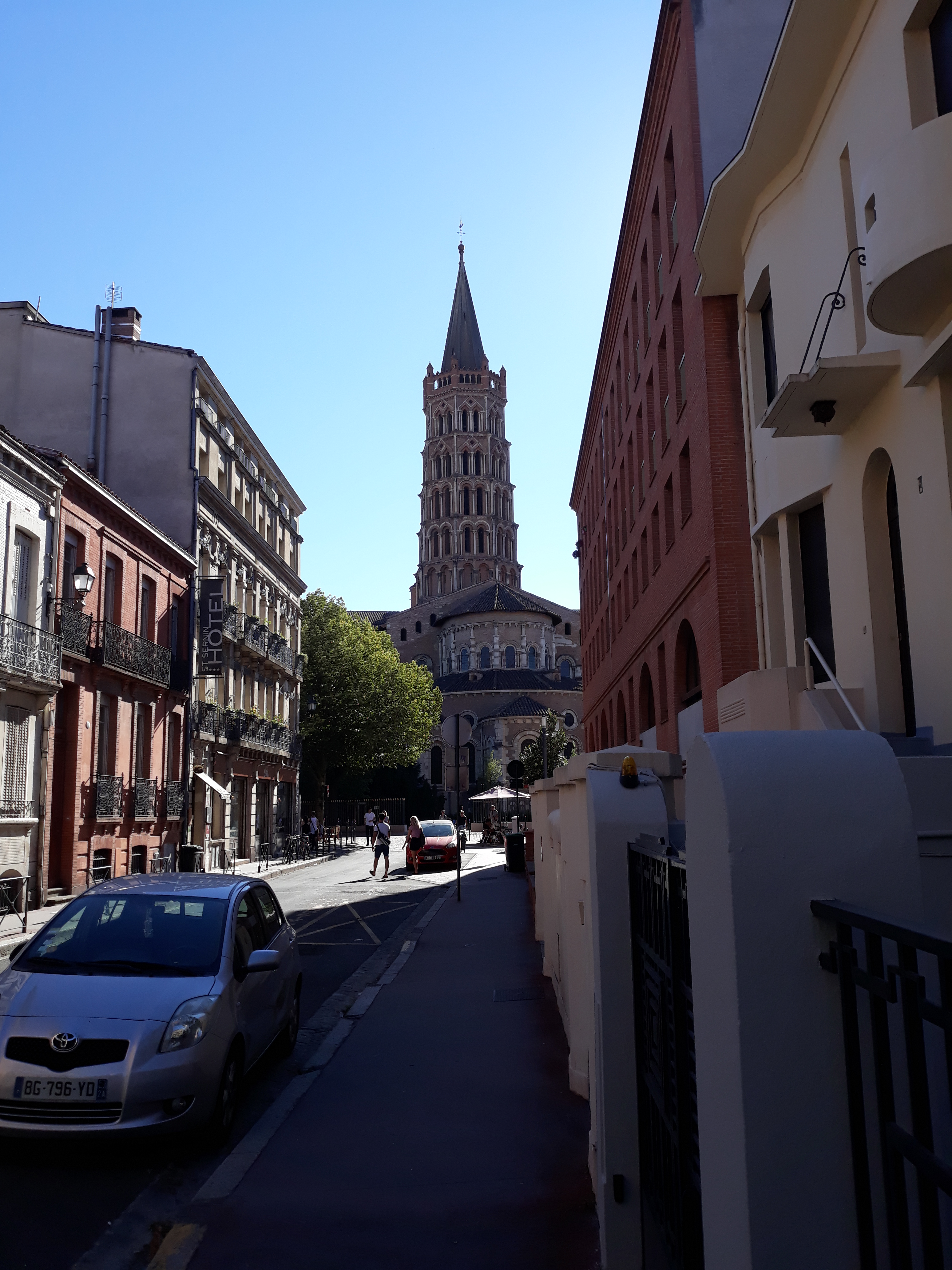
La rue Saint-Bernard en direction de la basilique Saint-Sernin.

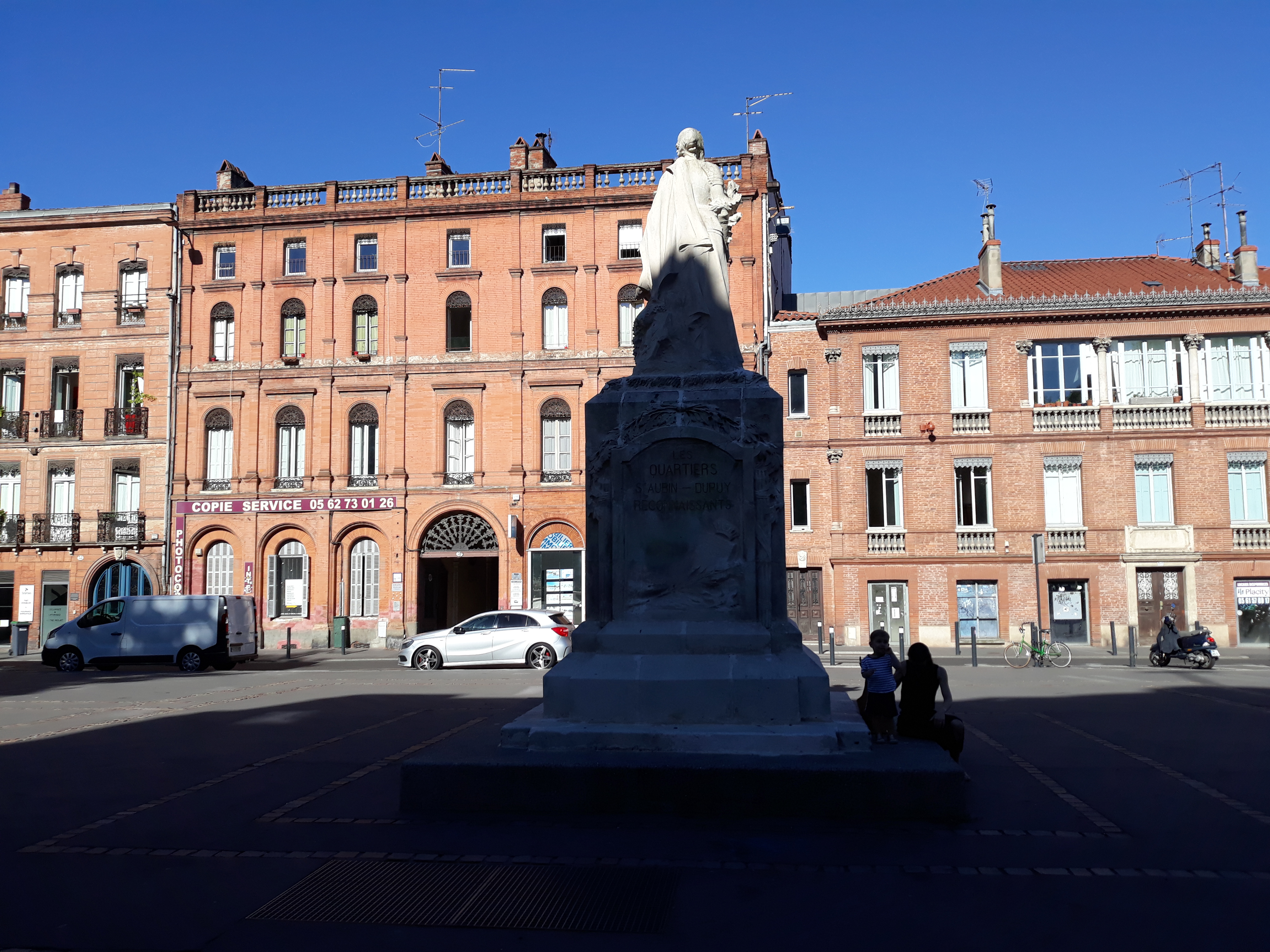
La place Saint-Aubin vers la rue Pierre-Paul-Riquet.

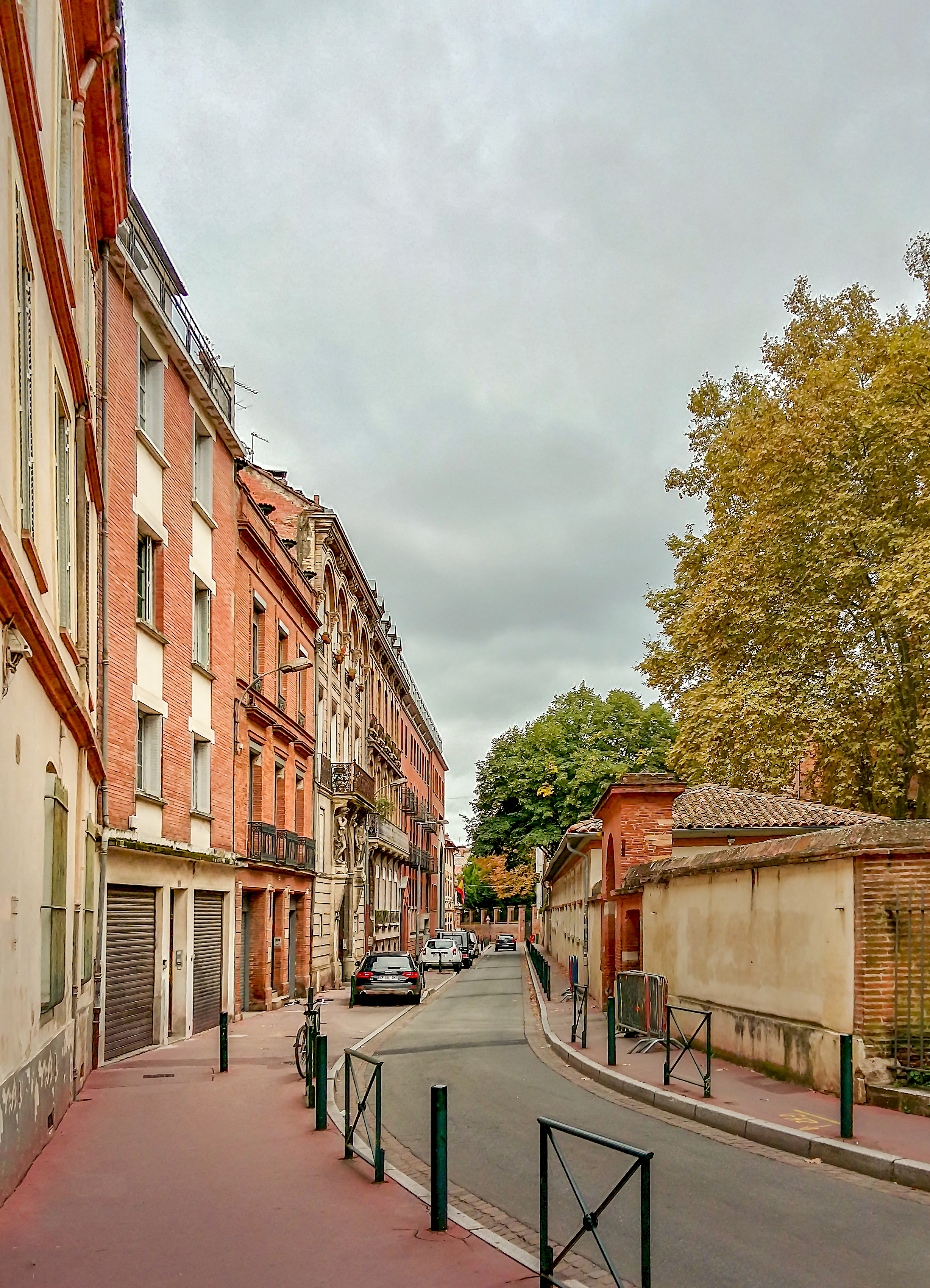
La rue Sainte-Anne.

- Rue Saint-Jacques (occitan : Carrièra de Sant Jacme[8])
- Rue Saint-James
- Rond-point Pierrette-et-Roger-Saint-Jean
- Rue Saint-Jean
- Rue Saint-Jean-François-Régis
- Passage Saint-Jérôme
- Rue Saint-Jérôme
- Rue Saint-Joseph
- Place Saint-Julien
- Rue Saint-Just
- Rue Saint-Laurent
- Petite rue Saint-Lazare
- Rue Saint-Léon
- Rue Saint-Ligory
- Rue de Saint-Lô
- Rue Saint-Louis
- Rue Saint-Louis-du-Sénégal
- Rond-point Saint-Louis-de-Toulouse
- Rue Saint-Luc
- Rue de Saint-Lys
- Rue Saint-Malo
- Rue Saint-Martin
- Chemin de Saint-Martory
- Impasse de Saint-Martory
- Échangeur Saint-Michel
- Grande-rue Saint-Michel
- Pont Saint-Michel
- Grande-rue Saint-Nicolas
- Rue Saint-Orens
- Rue Saint-Paër
- Rue Saint-Pantaléon
- Rue Saint-Papoul
- Rue Saint-Paul
- Place Saint-Pierre
- Pont Saint-Pierre
- Quai Saint-Pierre
- Rue Saint-Rémésy
- Rue Saint-René
- Impasse Saint-Roch
- Rue Saint-Roch
- Rue Saint-Rome
- Rue Saint-Saëns
- Port Saint-Sauveur
- Place Saint-Sernin
- Grand-rond de Saint-Simon
- Route de Saint-Simon
- Rue Saint-Sylve
- Rue Saint-Thomas-d'Aquin
- Rue de Saint-Tropez
- Rue Saint-Vincent-de-Paul
- Rue Sainte-Anne (occitan : Carrièra de Santa Anna[7])
- Rue Sainte-Augustine
- Impasse Sainte-Beuve
- Rue Sainte-Blanche
- Rue Sainte-Catherine
- Place Sainte-Cécile
- Rue Sainte-Cécile
- Rue Sainte-Claire
- Rue de la Sainte-Famille
- Rue Sainte-Geneviève
- Place Sainte-Germaine
- Rue Sainte-Hélène
- Rue Sainte-Lucie
- Rue Sainte-Marguerite
- Rue Sainte-Marie
- Rue Sainte-Marthe
- Rue Sainte-Mélanie
- Rue de Sainte-Mère-Église
- Rue Sainte-Nathalie
- Rue Sainte-Odile
- Rue Sainte-Philomène
- Impasse Sainte-Thérèse
- Rue Sainte-Thérèse
- Rue Sainte-Ursule
- Place Saintes-Scarbes (XIIe siècle ; occitan : Plaça de l'Olm de Santas Carbas[7])
- Rue de Saintonge
- Chemin de la Salade-Ponsan
- Rue Salambô
- Rue du Salé
- Rue des Salenques
- Rue Salgues
- Chemin de Salières
- Place du Salin
- Chemin Salinié
- Impasse Salinié
- Rue de Salonique
- Avenue Salvador-Allende
- Avenue Salvador-Dali
- Rue Salvy
- Impasse Samson
- Rue Samuel-Paty
- Rue San-Subra (occitan : Carrièra Sant Çubran[7])
- Chemin du Sang-de-Serp
- Chemin Sansou
- Rue de Santiago-du-Chili
- Avenue de Saouzelong
- Rue des Sapins
- Impasse Sappho
- Rue de Sarabelle
- Rue de Saragosse
- Impasse Sarah-Bernhardt
- Rue Sarah-Bernhardt
- Parvis Sarah-Halimi
- Impasse de Sarrangines
- Rue de la Sarthe
- Chemin de la Saudrune
- Chemin des Sauges
- Rue des Saules
- Rue Saunière
- Rue Saurines
- Chemin Savit
- Avenue de Savoie
- Cheminement des Scabieuses
- Rue Sophie-Scholl
- Impasse Schrader
- Allée des Sciences-Appliquées
- Rue des Scouts
- Allée-Sébastien-Roquefort
- Rond-Point-Sébastienne-Guyot
- Rue Sébastienne-Marre
- Impasse de Sébastopol
- Rue de Sébastopol (Toulouse)
- Rue de la Seine
- Chemin du Séminaire
- Impasse du Séminaire
- Rue du Sénéchal
- Chemin des Sept-Deniers
- Échangeur des Sept-Deniers
- Rue des Sept-Troubadours
- Rue Serge-Gainsbourg
- Allée Serge-Ravanel
- Rue du Sergent-Ginesty
- Rond-point du Sergent-Michel-Vidal
- Rue du Sergent-Nicoleau
- Rue du Sergent-Razat
- Rue du Sergent-Vigné
- Rue Sesquières
- Impasse Séverine
- Rue de Séville
- Route de Seysses
- Impasse Sicard-Alaman
- Rue Sicard-Alaman
- Impasse de Sicile
- Chemin des Silos
- Boulevard Silvio-Trentin
- Chemin Simon-Vouet
- Rue Simone-de-Beauvoir
- Rue Simone-Boudet
- Impasse Simone-Dutemps
- Rue Simone-Henry
- Place Simone-Noirot
- Rue Simone-Signoret
- Allée Simone-Veil
- Rue Simone-Weil
- Cheminement Simonne-Mathieu
- Rue Sirol
- Rue Sirven
- Cité du Six-Avril-1944
- Rue du Six-Juin-1944
- Parvis Sœur-Emmanuelle
- Allée Sœur-Saint-François
- Rue du Soleil-d'Or
- Rue du Soleil-Levant
- Rue de Solférino
- Rue de la Solidarité
- Rue de Sologne
- Rue de la Somme
- Rue de la Soufflerie
- Rue Soufflot
- Impasse Soulignac
- Rue Soult
- Impasse de Soupetard
- Place de Soupetard
- Rue de Soupetard
- Allée des Soupirs
- Rue de la Source
- Rue des Sports
- Rue de Stalingrad
- Place Stéphane-Hessel
- Rue Stéphane-Mallarmé
- Impasse Stocco
- Boulevard de Strasbourg
- Rue Subleyras
- Boulevard de Suisse
- Impasse de Suisse
- Rue Sully
- Rue de Superbagnères
- Rue Surcouf
- Place Suzanne-Buisson
- Allée Suzanne-Deilhes-Sorano
- Allée Suzanne-Dobelmann-Kravtchenko
- Impasse Suzanne-Lenglen
- Cheminement Suzanne-Valadon
- Rue Sylvain-Dauriac
- Rue Sylvain-Marcaillou
- Cheminement Sylvestre-Clerc
- Rue Sylvie

### T
- Haut – A
- B
- C
- D
- E
- F
- G
- H
- I
- J
- K
- L
- M
- N
- O
- P
- Q
- R
- S
- T
- U
- V
- W
- X
- Y
- Z

- Rue du Tabac
- Avenue de Tabar
- Passerelle de Tabar
- Rue de Tahiti
- Rue Taine
- Rue des Tamaris
- Rue de Tananarive
- Rue de Tanger
- Rue de la Tannerie
- Rue du Tanneron
- Rue de Tarbes
- Impasse du Tarbezou
- Rue de Tarfaya
- Rue Tarissan
- Rue du Tarn
- Rue du Taur
- Rue Tavernier
- Rue du Tchad
- Rue Teboul
- Impasse des Teinturiers
- Rue des Teinturiers
- Place de Tel-Aviv
- Rue du Télégraphe
- Rue Temponières
- Chemin de la Terrasse
- Rue de la Terrasse
- Chemin Testou
- Chemin Teynier
- Impasse Teynier
- Impasse Théo-Richard
- Rue Théodore-de-Banville
- Impasse Théodore-Lenotre
- Rue Théodore-Lenotre
- Rue Théodore-Ozenne
- Impasse Théodore-Rivière
- Impasse Théodore-Sudre
- Rue Théophraste-Renaudot
- Rue Thérèse-Avondo
- Promenade Thérèse-Peltier
- Allée Thérèse-Vernet
- Rue Théron-de-Montaugé
- Boulevard de Thibaud
- Rue de Thionville
- Rue Thomas-Dupuy
- Rue Ticky-Holgado
- Rue Tino-Rossi
- Rue Thomas-Edison
- Place des Tibaous
- Place des Tiercerettes
- Rue de Tignes
- Allée des Tilleuls
- Cheminement Le Tintoret
- Chemin Tissié
- Cheminement Le Titien
- Rue de Tivoli
- Voie du TOEC
- Square du Toit-du-Roulant
- Rue Tolosane
- Impasse Tony-Poncet
- Rue de Toul
- Rue de Toulon
- Quai de Tounis
- Rue Touny-Lérys
- Impasse de la Tour
- Rue de la Tour
- Impasse de la Touraine
- Rue de la Touraine
- Impasse de la Tourasse
- Rue de la Tourasse
- Rue du Tourmalet
- Chemin de Tournefeuille
- Rue des Tourneurs
- Rue Tournié
- Impasse des Tourterelles
- Impasse Toussaint-Louverture
- Rue Travot
- Rue Treich

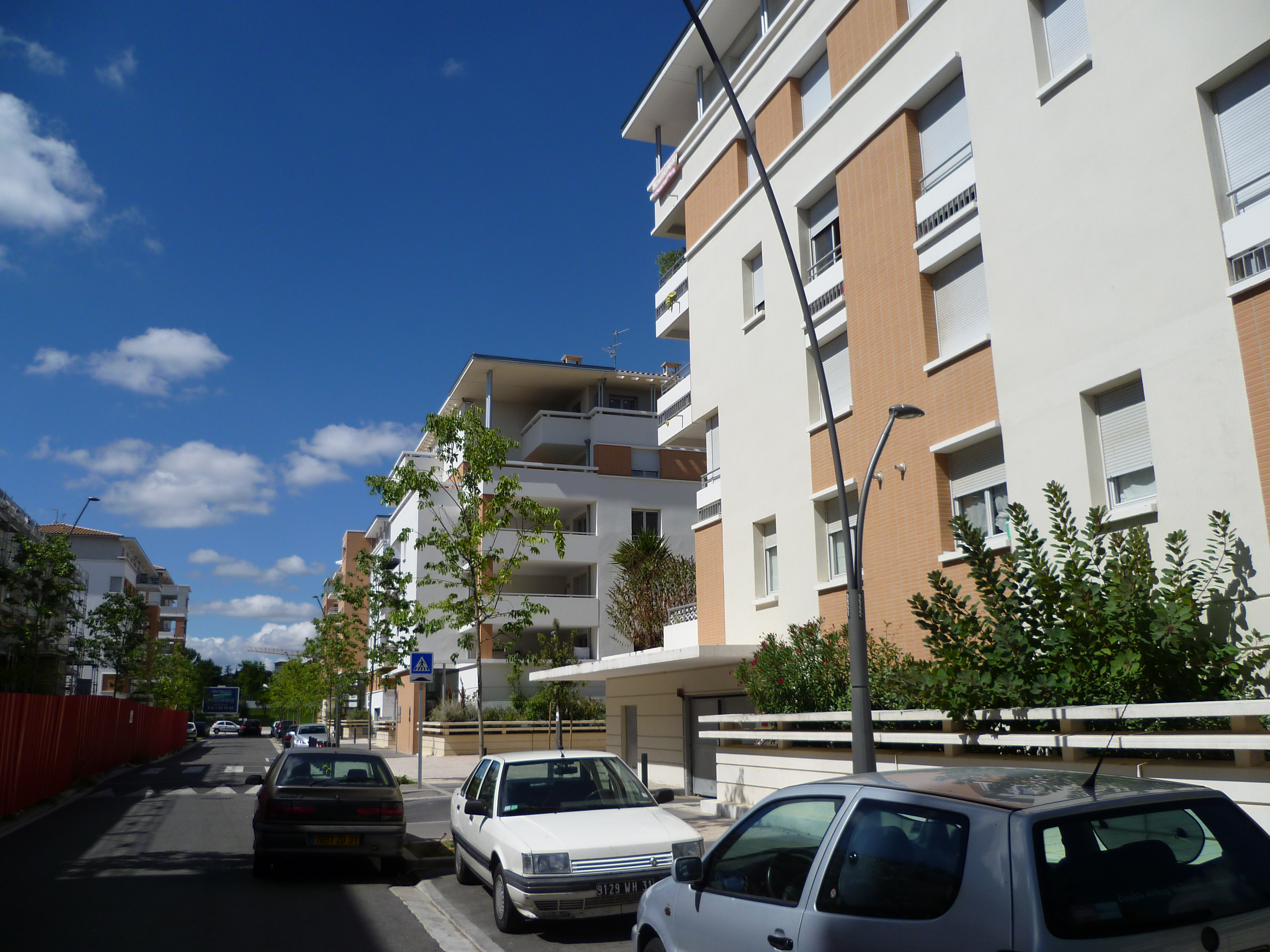
La rue Ticky-Holgado.

- Espace de la Trente-cinquième-Brigade-FTP-MOI-Marcel-Langer
- Impasse des Trente-Six-Ponts
- Rue des Trente-Six-Ponts
- Impasse de la Trésorerie
- Impasse Trey-Dousteau
- Rue Trianon
- Chemin Tricou
- Rue de la Trilhe
- Place de la Trinité
- Rue de la Trinité
- Rue Tripière
- Rue des Troènes
- Rue des Trois-Banquets
- Rue des Trois-Canelles
- Place des Trois-Cocus
- Rue des Trois-Fours
- Rue des Trois-Journées
- Rue des Trois-Pigeons
- Rue des Trois-Piliers
- Rue des Trois-Renards
- Impasse Troy
- Impasse Trutat
- Chemin de Tucaut
- Impasse de Tucaut
- Rue des Tuileries
- Rue des Tulipes
- Rue de Tunis
- Rue de Turenne[6],[7]
- Rue de Turin
- Chemin de Turlu
- Rue des Turres

### U
- Haut – A
- B
- C
- D
- E
- F
- G
- H
- I
- J
- K
- L
- M
- N
- O
- P
- Q
- R
- S
- T
- U
- V
- W
- X
- Y
- Z

- Rue de l'Ukraine
- Rue de l'Union
- Esplanade de l'Université
- Rue de l'Université-du-Mirail
- Rue de l'Université-de-Toulouse
- Rue Urbain-Le-Verrier
- Rue Urbain-Vitry
- Avenue de l'URSS
- Allée de l'USAT

### V

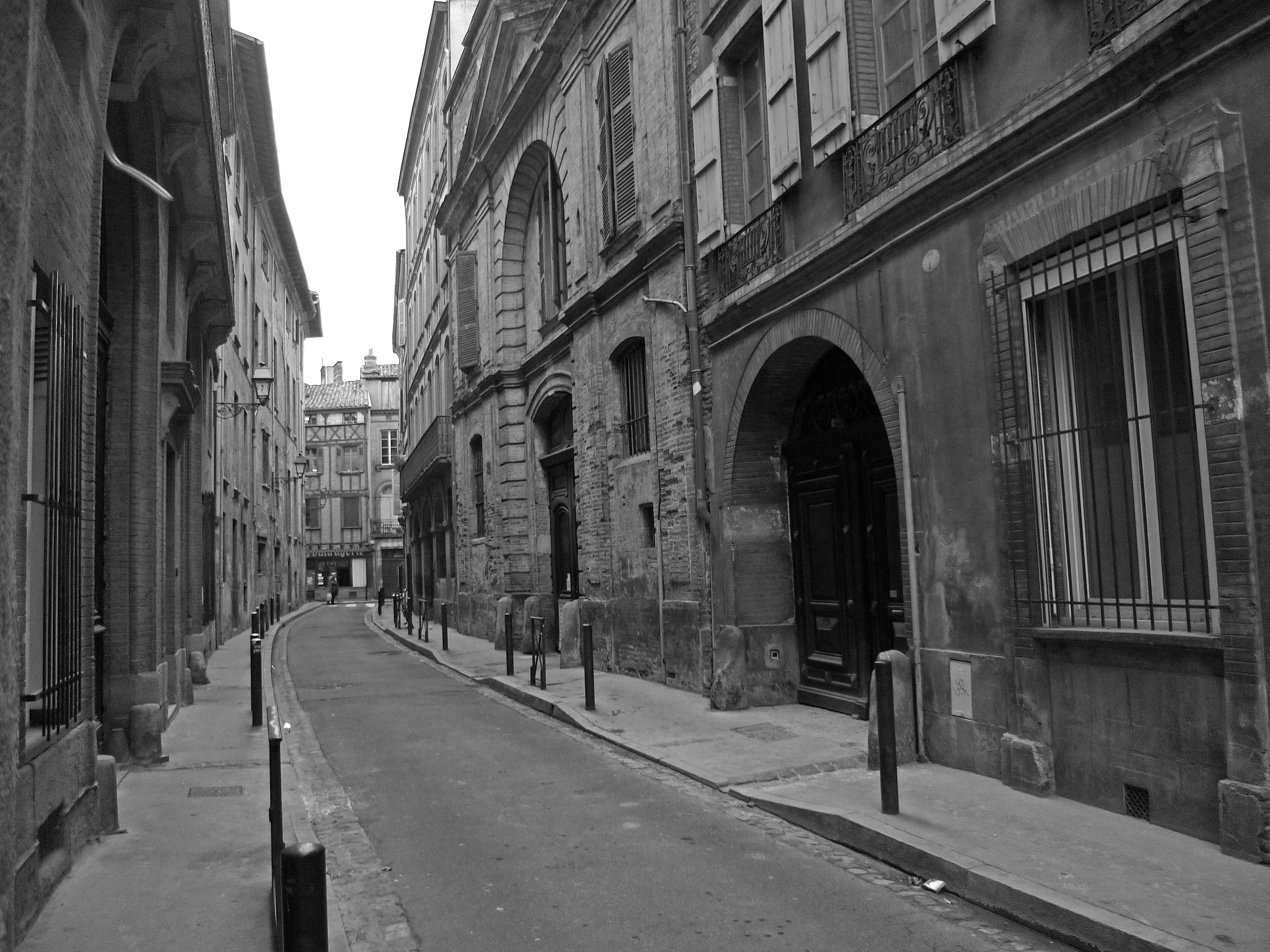
La rue Vélane.

- Haut – A
- B
- C
- D
- E
- F
- G
- H
- I
- J
- K
- L
- M
- N
- O
- P
- Q
- R
- S
- T
- U
- V
- W
- X
- Y
- Z

- Rue du Val-d'Aran
- Rue Valade
- Rue de Valenciennes
- Rue Valentin
- Place Valentin-Haüy
- Rue Valentina-Terechkova
- Allée Valérie-André
- Parvis Valéry-Giscard-d'Estaing
- Rue de Vallauris
- Chemin du Vallon
- Rue de Valmy
- Rue de Vals
- Rue Vanini
- Rue du Var
- Impasse Varsovie
- Rue Varsovie
- Rue des Vases
- Rue Vauban
- Rue du Vaucluse
- Rue Veillon
- Rue Vélane[8] (ou rue Velane[6] ; occitan : Carrièra de Na Velana[8])
- Rue Vélasquez
- Allée du Velay
- Impasse de Vénasque
- Rue de Vénasque
- Rue de la Vendée
- Rue de Vendine
- Rue de Vendôme
- Rue de Venerque
- Rue de Venise
- Chemin du Verdon
- Rue de Verdun
- Rue de Verfeil
- Rue de la Verge-d'Or
- Impasse des Vergers
- Rue Vincent-Van-Gogh
- Passage de Vérone
- Rue de la Verrerie
- Rue de Vicdessos
- Rue Vicente-Almonacid
- Impasse Victor-Allègre
- Rue Victor-Allègre
- Impasse Victor-Baltard
- Place Victor-Basch
- Rue Victor-Basch
- Rue Victor-Capoul
- Rue Victor-Cousin
- Rue Victor-Duruy
- Place Victor-Hugo
- Rue Victor-Hugo
- Avenue Victor-Ségoffin
- Rond-point Victorin-Cassagne
- Chemin des Vieilles-Écoles
- Rue de la Vienne
- Rue de la Vierge
- Square de la Vierge-Rouge
- Rue du Vignemale
- Rue des Vignes
- Rue du Villaret
- Rue Villaudric
- Rue Ville-d'Avray
- Rue de Villefranche
- Rue Villemur
- Rue Villeneuve
- Chemin de Villenouvelle
- Rue des Vincennes
- Rue Vincent-Auriol
- Cheminement Vincent-d'Indy
- Rue Vincent-Scotto
- Rue Vincente-Lopez-Tovar
- Square Vincenzo-Tonelli
- Rond-point du Vingt-et-Un-Septembre-2001
- Rue de Vintimille
- Rue des Violettes
- Impasse Viollet-Le-Duc
- Rue Viollet-Le-Duc
- Chemin Virebent
- Rue Virgile
- Rue Virginia-Woolf
- Rue de la Vitalité
- Allée des Vitarelles
- Impasse Vitry
- Rue de Vittel
- Allée du Vivarais
- Impasse du Vol-à-Voile
- Rue du Vol-à-Voile
- Allée des Volques-Tectosages
- Rue Voltaire
- Impasse du Volvestre
- Rue des Vosges

### W
- Haut – A
- B
- C
- D
- E
- F
- G
- H
- I
- J
- K
- L
- M
- N
- O
- P
- Q
- R
- S
- T
- U
- V
- W
- X
- Y
- Z

- Rue Wangari-Maathai
- Rue de Washington
- Rue William-et-Catherine-Booth
- Avenue Winston-Churchill

### X
- Haut – A
- B
- C
- D
- E
- F
- G
- H
- I
- J
- K
- L
- M
- N
- O
- P
- Q
- R
- S
- T
- U
- V
- W
- X
- Y
- Z

- Rue Xavier-Darasse
- Allée Xavier-Sarradet

### Y
- Haut – A
- B
- C
- D
- E
- F
- G
- H
- I
- J
- K
- L
- M
- N
- O
- P
- Q
- R
- S
- T
- U
- V
- W
- X
- Y
- Z

- Place Yitzhak-Rabin
- Rue de l'Yonne
- Rue de l'Yser
- Rue Yvan-Lacassagne
- Rue Yves-Brombach
- Avenue Yves-Brunaud
- Rue Yves-du-Manoir
- Rue Yves-Prépognot
- Rue Yves-Rouquette
- Parvis Yves-et-Marie-Angèle-Bettini
- Place Yvonne-Lucienne-Curvale

### Z
- Haut – A
- B
- C
- D
- E
- F
- G
- H
- I
- J
- K
- L
- M
- N
- O
- P
- Q
- R
- S
- T
- U
- V
- W
- X
- Y
- Z

- Rue Zacharie
- Impasse des Zinnias
- Rue de Zurich